# Brawn BGP 001
Pour les articles homonymes, voir Brawn.
Vous lisez un « article de qualité » labellisé en 2017.
Chronologie des modèles
Aucun Aucun
La  Brawn BGP 001, engagée dans le cadre du championnat du monde de Formule 1 2009, est l'unique monoplace de Formule 1 construite par l'écurie britannique Brawn GP Formula One Team. Conçue par les ingénieurs Ross Brawn, Jörg Zander et Loïc Bigois, elle est confiée au Britannique Jenson Button et au Brésilien Rubens Barrichello. Le Britannique Anthony Davidson en est le pilote essayeur.
D'abord connue sous la dénomination Honda RA109, elle reçoit le nom de baptême BGP 001 après que Ross Brawn a racheté Honda Racing F1 Team, qui quitte la Formule 1 à l'issue de la saison 2008, pour une livre sterling symbolique. Elle a effectué ses premiers roulages le vendredi 6 mars 2009 à Silverstone et est officiellement présentée à la presse le lundi 9 mars 2009, à Barcelone en Espagne. Cette monoplace tient compte des modifications de règlements introduites en 2009 et présente un aileron avant élargi, un aileron arrière rétréci et relevé et des pneus slicks.
Fruit de dix-huit mois de développement, la BGP 001 apparaît être la meilleure monoplace du plateau dès ses premiers tours de roue. S'ensuit alors une polémique concernant l'emploi d'un double diffuseur, notamment contesté par Red Bull Racing. La Fédération internationale de l'automobile ne remet cependant pas en cause la légalité de cette innovation, poussant ainsi les autres écuries à concevoir un système similaire.
Dominant outrageusement le début du championnat avec six victoires lors des sept premiers Grands Prix, dont la manche inaugurale en Australie, la BGP 001 permet à Jenson Button de remporter le titre de champion du monde des pilotes et à Brawn GP de devenir champion du monde des constructeurs, pour son unique saison de participation en Formule 1. Avec un total de 172 points, le palmarès de la BGP 001 se constitue de huit victoires, quinze podiums, cinq pole positions et quatre meilleurs tours en course.

## Contexte et développement

### Le retrait de Honda de la Formule 1

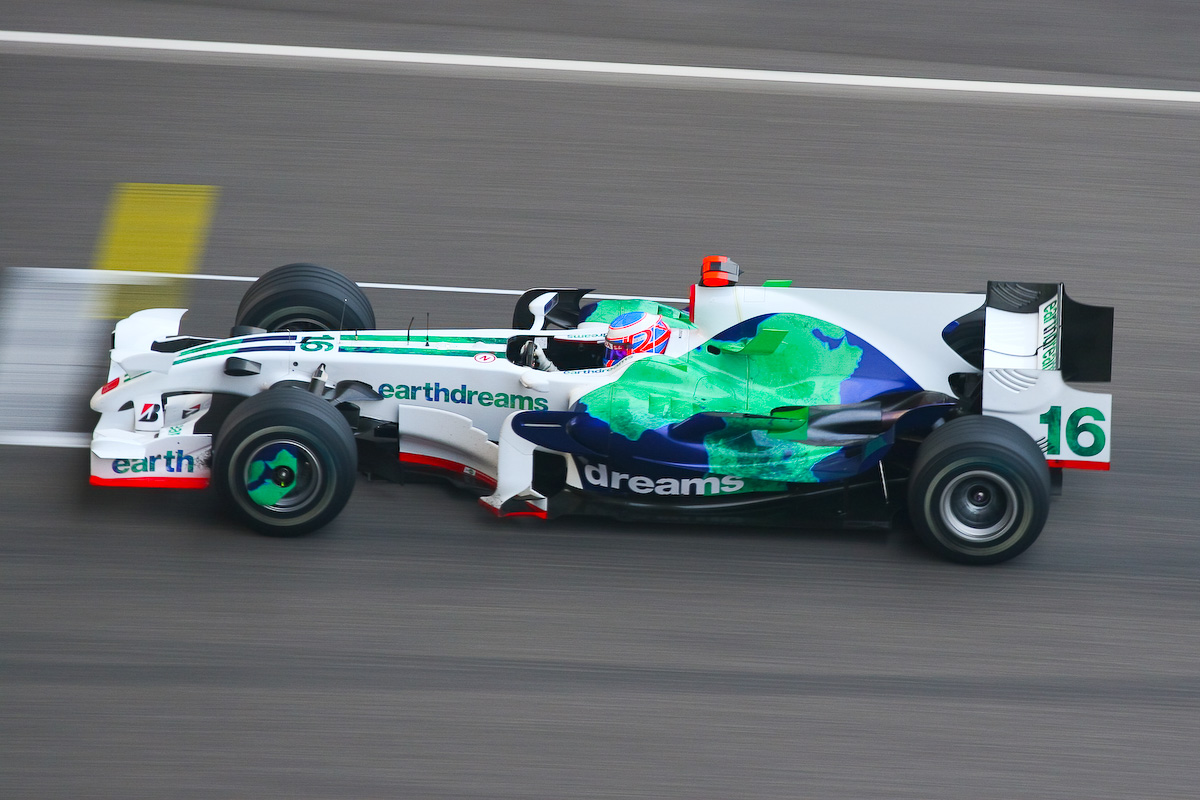
Trois ans après son retour en tant qu'écurie de course, Honda cesse toute activité en Formule 1 en décembre 2008.

Brawn GP Formula One Team trouve son origine au sein de l'écurie japonaise Honda Racing F1 Team qui, de 2006 à 2008, a participé à cinquante-deux Grands Prix de Formule 1. L'entreprise automobile qui a racheté British American Racing (présente entre 1999 et 2005) équipe elle-même issue de Tyrrell Racing (qui a débuté dans la discipline en tant que constructeur en 1970) a réalisé sa meilleure saison en 2006 en se classant quatrième du championnat du monde des constructeurs et en remportant le Grand Prix de Hongrie, première victoire de la firme nippone depuis le Grand Prix d'Italie 1967,.
Le 5 décembre 2008, Takeo Fukui, le président de Honda annonce que son écurie a trois mois pour trouver un repreneur, faute de quoi elle fermera. Fukui justifie sa décision par la crise financière des subprimes qui a provoqué une baisse importante des ventes de ses voitures de série et souhaite « protéger ses activités principales et sécuriser le long terme car les incertitudes économiques continuent de progresser dans le monde entier ». Les dirigeants de l'écurie, Ross Brawn et Nick Fry ne sont informés de ce désengagement que la veille, lors d'une réunion à l'usine de Brackley. Outre les 700 employés de l'écurie, cette situation risque de compromettre les carrières des deux pilotes historiques de Honda, Rubens Barrichello et Jenson Button, ce dernier possédant encore un contrat de plusieurs saisons avec l'équipe. Si Fukui se dit profondément désolé pour le Britannique et compte négocier avec lui pour rompre son contrat à l'amiable, Nick Fry affirme qu'il reste dans l'écurie pour commencer « une nouvelle aventure », même s'il reste ouvert à un éventuel départ de Button pour Scuderia Toro Rosso où se trouvent les deux derniers postes de pilotes-titulaires libres pour la saison à venir,.
Trois jours après cette annonce, Brawn et Fry se rendent à Tokyo pour évoquer l'avenir de l'écurie avec les dirigeants de Honda tandis que des rumeurs annoncent que le châssis en cours de construction pourrait être motorisé par un bloc Ferrari en 2009 grâce aux bonnes relations qu'entretient Brawn avec la firme italienne avec laquelle il a remporté les titres pilotes et constructeurs entre 1999 et 2004,.

### De nombreux repreneurs potentiels

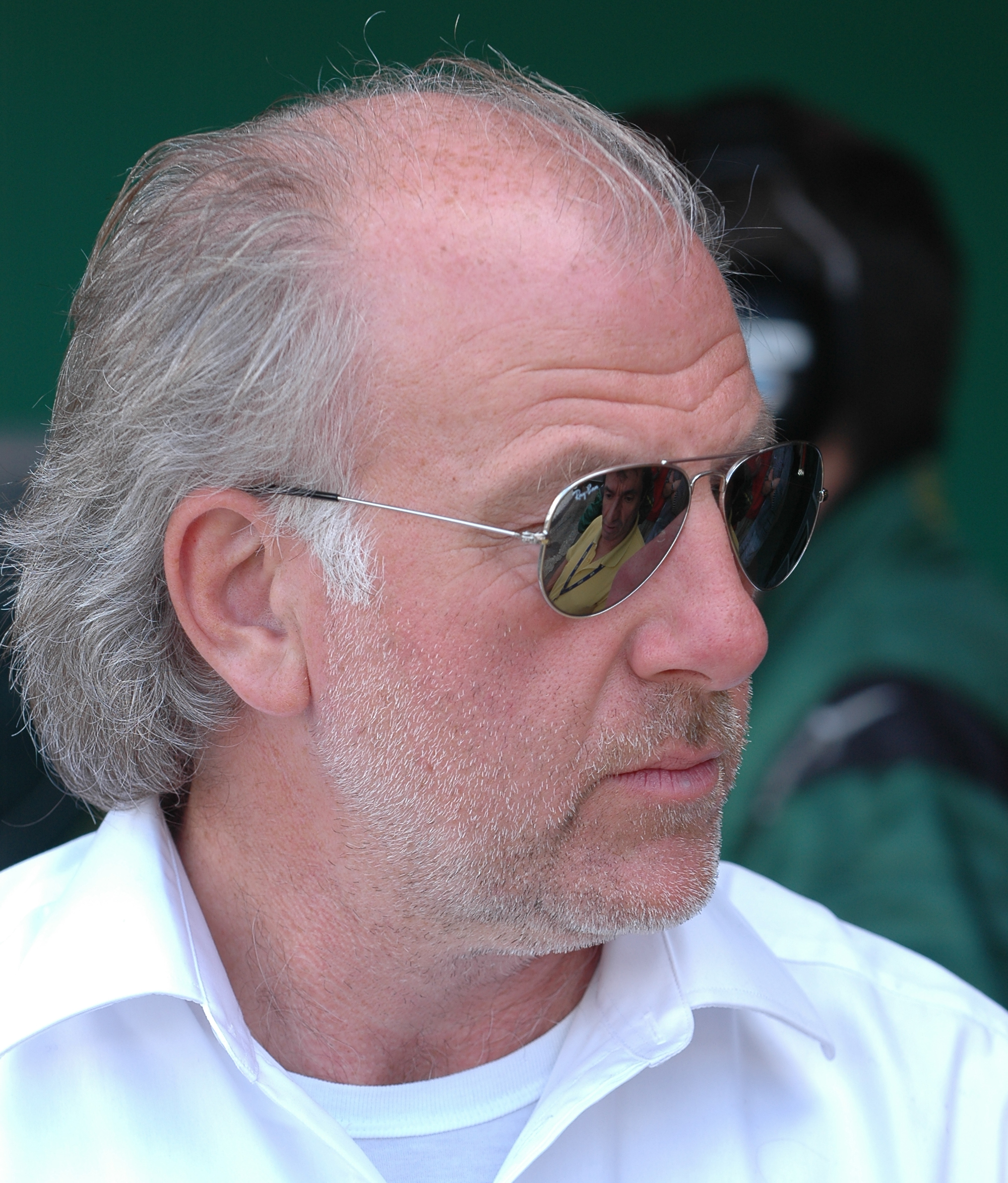
David Richards, le patron de Prodrive, qui s'est retiré du WRC, est l'un des premiers racheteurs potentiels de Honda Racing F1 Team.

Malgré ces problèmes, Nick Fry assure que le développement de la Honda RA109 censée être engagée en 2009 continue. En effet, Ross Brawn, le directeur technique de l'écurie arrivé fin 2007, pense que de bons résultats peuvent être obtenus en Grands Prix, eu égard au long travail de préparation de la monoplace. Son développement représente la moitié des 398 millions de dollars de budget de l'écurie en 2008 (le quatrième plus gros budget du plateau), année considéré par Brawn comme une année de sacrifice avant de « voir la lumière au bout du tunnel »,. La saison 2009 est en effet le théâtre de nombreux changements techniques puisque l'aileron avant des voitures est élargi tandis que l'aileron arrière est rehaussé et rétréci ; si les appendices aérodynamiques de carrosserie tels que les ailettes ou les déflecteurs sont interdits, un système de récupération de l'énergie cinétique dégagée par les freins est autorisé.
Le directeur de Honda Racing F1 Team espère en effet que les promesses de compétitivité de son écurie en 2009 attireront les investisseurs, même s'il reconnaît qu'il n'y aura pas d'accord d'ici la fin 2008 et que son équipe peut dans le pire des cas manquer les quatre premières courses du championnat. De plus, Honda est prêt à brader son équipe de course afin de faciliter sa reprise. Le jour même de l'annonce du retrait de Honda, Fry annonce que trois offres sérieuses ont été proposées « au cours des douze dernières heures ». Parmi elles se trouve celle de Martin Leach, un ancien cadre de Ford et ami de Fry, qui a tenté plus tôt dans l'année de racheter Super Aguri Formula 1 Team, l'écurie sœur de Honda. À la mi-décembre, des rumeurs affirment que le groupe PSA, qui gère les constructeurs français Peugeot, engagé en endurance, et Citroën, engagé en championnat du monde des rallyes, et qui souffre moins de la crise que ses concurrents, est intéressé par la reprise de Honda Racing F1 Team, profitant également de la politique de réduction des coûts en Formule 1, mais le groupe automobile dément très rapidement tout nouvel engagement en Formule 1,.
Dans le même temps, David Richards, le patron de la structure de course Prodrive qui s'est retiré du championnat du monde des rallyes à la suite du départ de Subaru, a pris des contacts avec des investisseurs au Moyen-Orient pour le soutenir dans le rachat de l'écurie Honda, mais prévient que cela nécessite une restructuration des effectifs de l'équipe. Toutefois, l'incertitude quant à la stabilité d'une écurie qui, contrairement aux autres, n'a pas testé sa nouvelle voiture ni les nouveaux pneumatiques slicks en vigueur en 2009, et qui ne dispose pas de moteurs, sans compter la crise financière, le pousse à renoncer à ce projet et à s'engager en endurance avec Aston Martin.

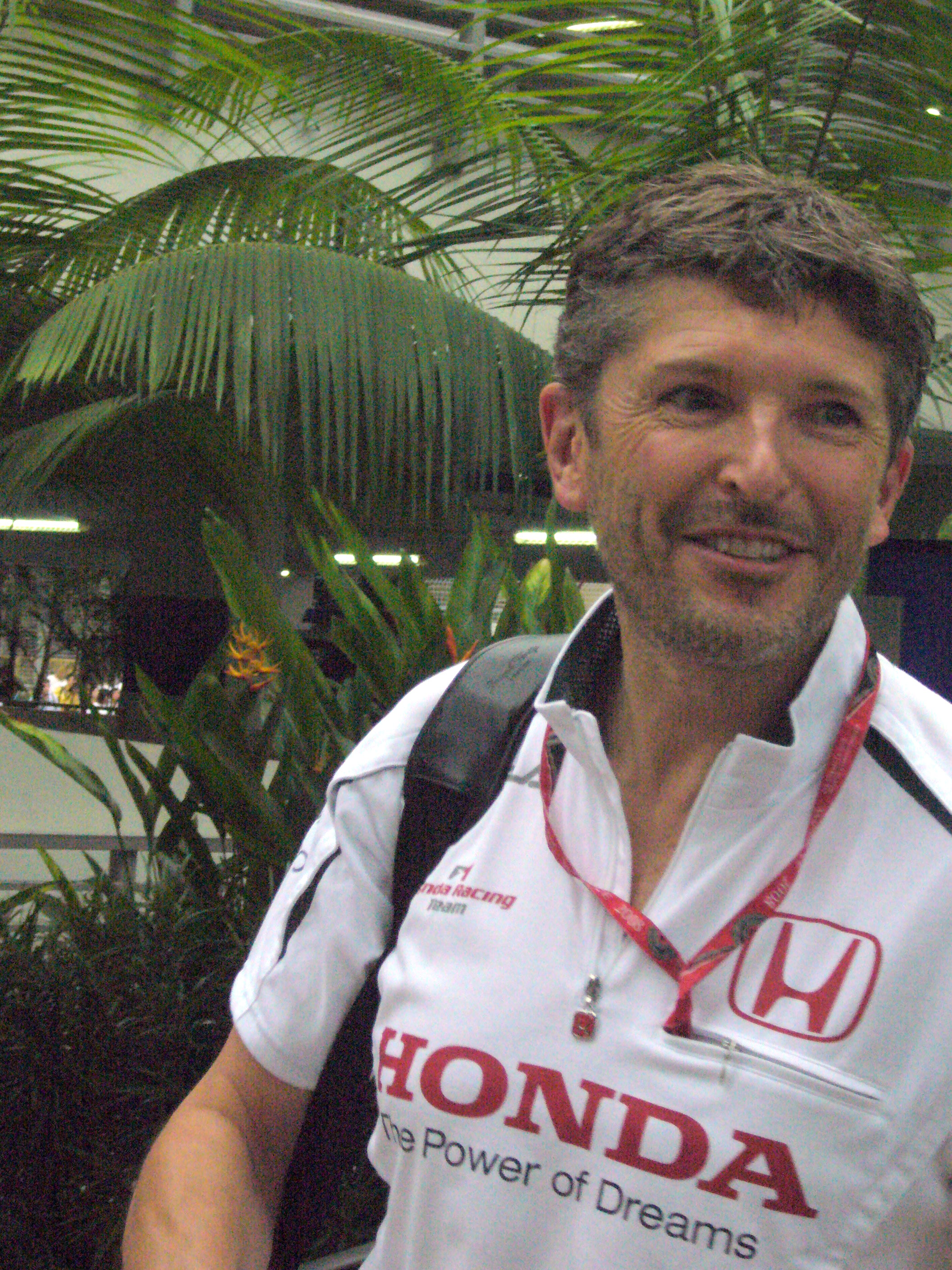
Nick Fry, le patron de l'écurie Honda, souhaite reprendre son équipe avec Ross Brawn.

Entre le 5 décembre et la mi-janvier, les observateurs prétendent que vingt-cinq repreneurs, dont cinq ou six ayant proposé une offre sérieuse, se sont manifestés. Parmi eux, le milliardaire mexicain Carlos Slim, le président de l'entreprise de télécommunications Telmex et membre du conseil d’administration de Philip Morris International, le commanditaire principal de la Scuderia Ferrari via sa marque de cigarettes Marlboro. Le quotidien italien La Stampa affirme rapidement que le deuxième homme le plus riche du monde a acheté l'écurie et engagé Senna aux côtés de Button, mais son entourage dément aussitôt toute négociation quant à une éventuelle reprise de Honda Racing F1 Team,. En réaction à ce désintérêt de la part de Slim, le milliardaire indien Vijay Mallya, propriétaire de l'écurie Force India depuis 2008, se montre intéressé par l'acquisition de l'équipe de Brackley, tout comme le milliardaire grec Achilleas Kallakis, qui a fait fortune dans l'immobilier. Ce dernier attaque l’écurie devant Département des Affaires, de l'Innovation et des Compétences britannique, puisque Nick Fry, qui participe à la vente de l'écurie, se serait aussi porté acheteur. Ce potentiel conflit d'intérêts est néanmoins rejeté par l'intéressé. Les rumeurs affirment également l'implication du septuple champion du monde Michael Schumacher dans le rachat de l’écurie japonaise. Le pilote allemand, qui a quitté la Formule 1 à la fin de la saison 2006 et amassé une fortune considérable durant sa carrière, est un ami proche de Ross Brawn, qui a conçu toutes les monoplaces avec lesquels il a remporté ses titres mondiaux. Cette arrivée de Schumacher en tant que directeur d'équipe s'inscrirait dans une reprise de l'écurie par ses dirigeants actuels. Toutefois, les observateurs jugent très peu probable que Schumacher investisse ses deniers personnels dans la gestion d'une écurie de Formule 1 : son nom, considéré comme commercialement très influent, peut cependant attirer les investisseurs, d'autant que Honda finance les besoins de l'équipe de Brackley le temps que celle-ci trouve de nouveaux commanditaires,.
Mi-février, Bernie Ecclestone, qui ne veut pas que le plateau ne soit composée que de dix-huit pilotes en 2009, propose à Brawn et Fry de leur payer tous les frais nécessaires à une participation au championnat du monde de Formule 1, bien que l'homme d'affaires britannique pense que cette aide est illégale aux yeux de la Commission européenne, Ecclestone étant le détenteur des droits commerciaux de la discipline. Cependant, les responsables de l'écurie déclinent cette offre. Ecclestone propose toutefois à Richard Branson, patron du groupe industriel Virgin, de racheter l'écurie. Très rapidement, des négociations s'ouvrent entre les deux parties, mais le 23 février, Takeo Fukui, qui quitte la présidence de Honda, déclare n'avoir aucun repreneur sérieux. Pendant ce temps, Ross Brawn, qui tente de rassembler les 7,15 millions de livres nécessaires à l'achat de moteurs Mercedes, envoie de son côté un courriel à l'ensemble du personnel de l'écurie leur annonçant que l'avenir allait s'améliorer et leur demandant de redoubler d'efforts pour préparer le début du championnat, qui commence le 29 mars.

### Le rachat par Ross Brawn

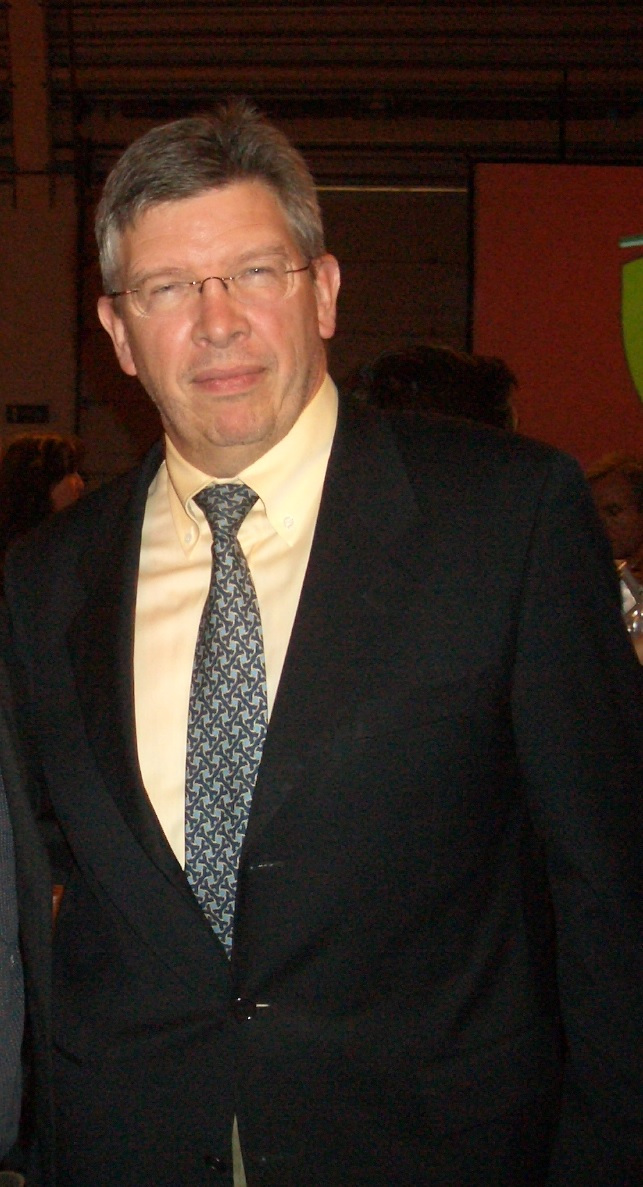
Ross Brawn, l'ancien directeur technique de Benetton Formula, de la Scuderia Ferrari puis de Honda, devient le propriétaire de sa propre écurie de Formule 1.

Le 26 février, Honda Racing F1 Team annonce que sa nouvelle monoplace est prête à commencer ses essais d'intersaison, l'écurie n'ayant plus roulé depuis novembre 2008, contrairement à ses rivales qui ont toutes déjà essayé leur nouvelle voiture, sauf Toro Rosso. Ces essais devraient commencer par un déverminage à Silverstone. Les médias rapportent que Ross Brawn a racheté l'écurie, et bénéficierait, outre des droits télévisuels acquis par l'équipe en 2008 et des deniers des sponsors de Bruno Senna, du soutien financier de Honda et de Bernie Ecclestone pendant un an, le temps qu'il trouve avec Nick Fry de nouveaux investisseurs pour 2010,. Alors que Fry devient l'un des actionnaires, Caroline McGrory, la conseillère juridique de l'équipe de Brackley, valide huit prêts hypothécaires et l'acquisition du nom Brawn Racing, avant de devenir officiellement la secrétaire de société de la nouvelle structure,.
Le 6 mars, Honda annonce que « la propriété de l'écurie a été transférée à M. Brawn », ce dernier remerciant la FIA, la Formula One Management, la Formula One Teams Association, le Département des Affaires, de l'Innovation et des Compétences britannique, son motoriste, Mercedes-Benz, et le fournisseur de pneumatiques, Bridgestone, d'avoir soutenu le projet et le personnel de l'usine de Brackley pour avoir conservé sa motivation pendant ces quatre mois d'incertitude. Honda Racing F1 Team est alors rebaptisé Brawn Grand Prix. Brawn a racheté l'écurie pour une livre sterling symbolique,.

## Création de la monoplace

### L'héritière de la Honda RA109
Eu égard aux profondes modifications techniques en vigueur en 2009, le développement de la Brawn BGP 001, d'abord connue comme la Honda RA109, commence à l'hiver 2007. Les premiers essais concernant l'efficacité du système de récupération de l'énergie cinétique (SREC) ont lieu en avril 2008 sur la piste de dragster de Santa Pod, en Angleterre, où Alexander Wurz, le pilote d'essais de Honda Racing F1 Team, étrenne une Honda RA106 de 2006, équipée d'un SREC. Toutefois, le système de cette monoplace hybride, nommée RA1082, ne peut être testée convenablement dans ces conditions et l'écurie part à Jerez, où Wurz effectue 314,4 kilomètres au volant d'une monoplace dont le SREC délivre 400 kJ, améliorant d'environ 7 km/h sa vitesse de pointe. Satisfait de ces premiers résultats, Honda décide de modifier sa RA08 en la dotant d'un SREC, donnant naissance à la RA1089. Cette dernière est également équipée d'un aileron de requin et d'un aileron avant élargi pour essayer des pièces aérodynamiques pour 2009, éléments déjà testés par Button et Wurz à la mi-novembre 2008. Après un déverminage à Santa Pod par Anthony Davidson, la RA1089 est envoyée à Jerez pour participer aux essais d'intersaison débutant le 7 décembre, mais Honda annonce son retrait de la Formule 1, mettant un terme au projet. Bien qu'en avance sur BMW, Williams et McLaren sur cette technologie, la version SREC de la RA109, baptisée RA109K, est abandonnée puisque Honda ne fournira plus de moteur à son ancienne écurie. Un bureau d'études du constructeur japonais, basé à Tochigi au Japon, continue cependant de travailler en secret sur la RA109,.
Au total, Honda, qui souhaitait revenir au sommet en 2009, a investi plus de 150 millions de dollars dans la conception de cette voiture, ce qui en fait la monoplace la plus chère du plateau, mais aussi celle qui dispose du plus faible budget d'exploitation, Brawn GP étant une écurie privée. Alexander Wurz, devenu consultant pour l'écurie de Brackley, affirme en effet que le constructeur japonais avait exploité trois types de conception différentes en soufflerie, alors que certains observateurs pensent que jusqu'à cinq souffleries ont été utilisées simultanément pour la conception de la monoplace. Conçue sous la houlette de Ross Brawn, la BGP 001 mobilise 450 personnes, sous la direction technique de l'Allemand Jörg Zander et du Français Loïc Bigois, responsable de l'aérodynamique.

### Aspects techniques

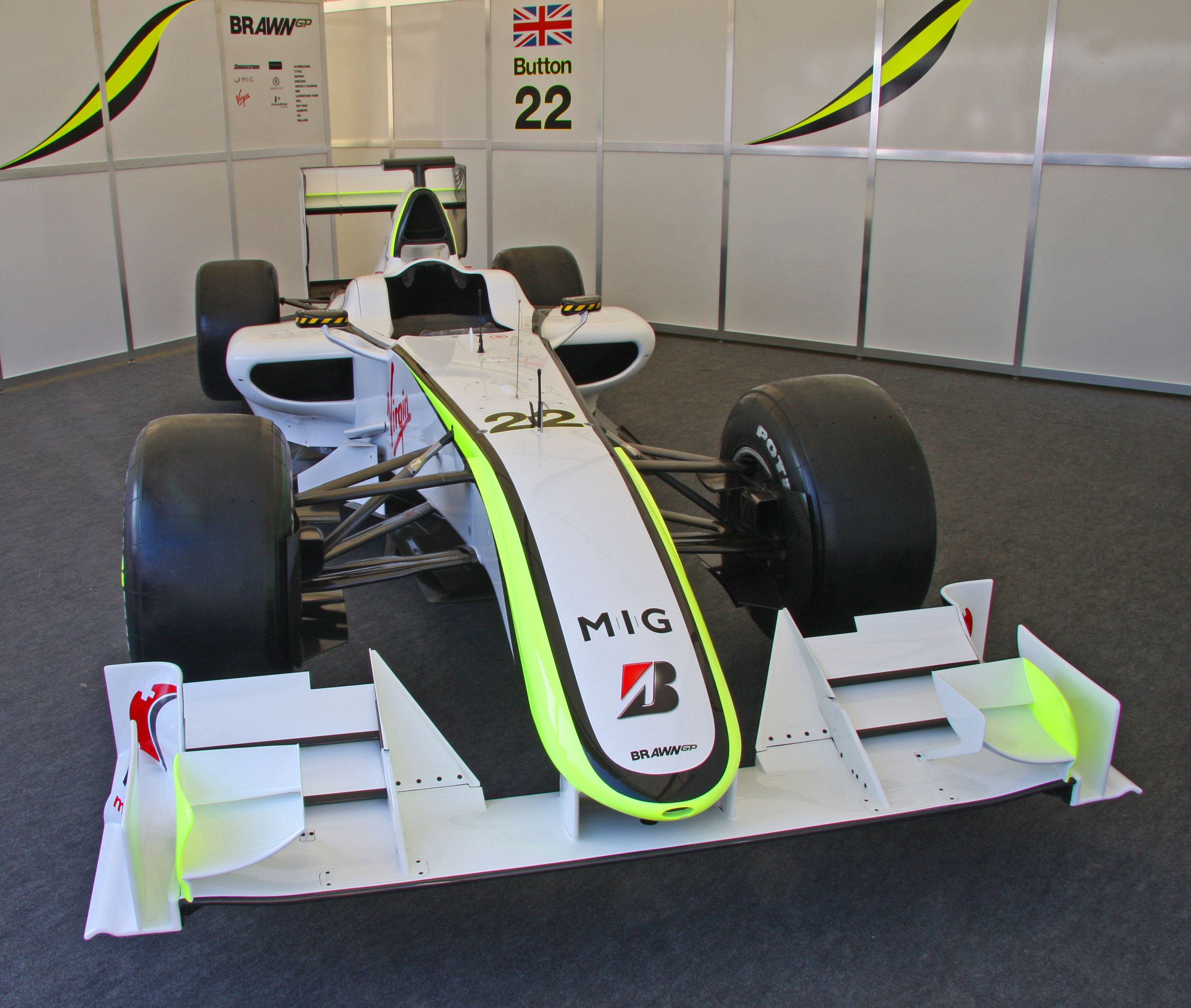
L'avant de la Brawn BGP 001.

La Brawn BGP 001 présente des dimensions similaires à ses rivales, le châssis, moulé en fibre de carbone en nid d'abeille étant long de 4 700 millimètres, large de 1 800 millimètres, haut de 950 millimètres et pesant 605 kilogrammes avec le pilote et les caméras. En revanche, son empattement de 3 180 millimètres est plus court que la plupart des autres monoplaces (35 millimètres de moins que celui de la Red Bull RB5). De conception classique de prime abord, la BGP 001 se distingue des autres monoplaces du plateau par un nez aussi bas que le règlement technique le permet, soit à 125 millimètres du sol, abaissant ainsi le centre de gravité de la voiture. Ce nez, large et bas, est attaché à un aileron avant très travaillé, orné de doubles panneaux latéraux, ce qui permet de dégager le flux d'air des roues avant. L'aileron avant est aussi doté de deux ailettes. Pour optimiser le flux d'air au niveau de cet aileron et des roues avant, le bras de direction des suspensions avant a été aligné au triangle inférieur de suspension, abaissant ainsi le centre de gravité de la monoplace. Le diffuseur avant est composé d'un panneau incurvé vers le haut, envoyant l'air dans cette même direction et favorisant ainsi l'appui l'aérodynamique. Cette solution, également appelé chasse-neige, est similaire à celle de la Williams FW31. Le flux d'air passant sous le fond plat alimente le double diffuseur arrière, maximisant l'appui de la voiture. Ce diffuseur, dont la partie supérieure est à 175 millimètres du sol, soit la limite imposée par la règlementation, arbore une section centrale en forme de U. De chaque côté du châssis se trouve également une petite ailette, dirigeant l'air sous les rétroviseurs et les pontons, à l'instar de la Force India VJM02. Ces pontons, de faibles tailles, limitent ainsi la traînée. L'aileron arrière, plus classique, est porté par deux entretoises et est similaire à celui de la McLaren MP4-24,,.

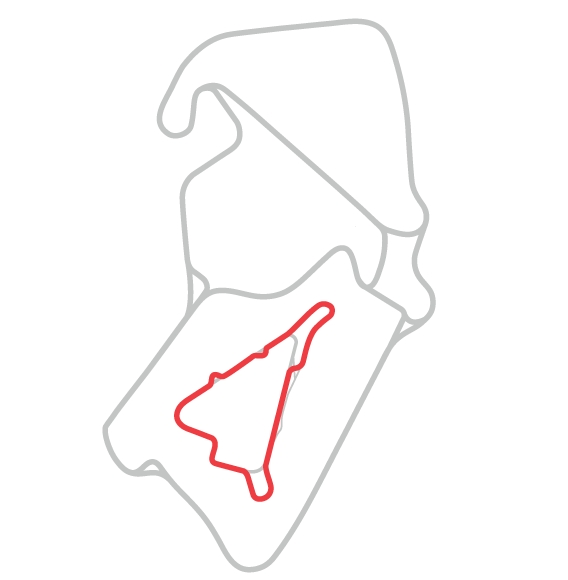
Le tracé Stowe du circuit de Silverstone, d'une longueur de 1.7 kilomètre, sert de piste d'inauguration à la Brawn BGP 001.

La BGP 001 est propulsée par un moteur V8 2,4 l Mercedes-Benz FO 108W en aluminium, de 2 398 cm3 de cylindrée, développant 755 chevaux à 18 000 tours par minute et pesant 95 kilogrammes. Il s'agit de la première année depuis 1995 où la firme allemande fournit ses blocs à d'autres écuries que McLaren Racing, qui dispose d'un contrat d'exclusivité. Ce moteur est considéré, avec celui de Ferrari, comme l'un des meilleurs du plateau, le bloc Honda rendant en 2008 25 chevaux à celui de Mercedes. N'utilisant pas le SREC, la voiture arbore des pontons étroits et des radiateurs plus petits, le besoin de refroidissement du groupe propulseur étant par conséquent moindre. Le moteur est alimenté par une essence contenant 5,75 % de bio-carburant et un lubrifiant fournis par Mobil 1. La transmission est assurée par une boîte de vitesses longitudinale semi-automatique séquentielle à sept rapports et contrôlée électro-hydrauliquement, conçue par Honda, alors que l'électronique, qui gère le moteur ainsi que la limitation automatique de la vitesse dans les stands, sont fournis par McLaren Electronic Systems et Microsoft, à l'instar des autres équipes,,.
Les suspensions actives étant interdites, la BGP 001 est équipée d'un système classique, à double triangulation superposé, poussoirs et basculeur avec barre de torsion, tandis que les amortisseurs sont fournis par Sachs. Les roues sont composées de jantes en magnésium BBS et de pneumatiques Bridgestone qui équipent toutes les écuries et dont les nouveaux pneus slicks apportent 10 % d'adhérence supplémentaire. Les disques de frein en carbone, qui ne sont plus dotés d'un système anti-patinage, sont conçus par Brembo pour le châssis de Button et par Hitco pour celui de Barrichello,,.
Eu égard au peu de temps de préparation de l'écurie et à ses modestes moyens financiers, seuls trois exemplaires de la BGP 001 ont été construits, alors que les autres équipes disposent de cinq à huit châssis, comme BMW Sauber F1 Team. Le châssis BGP 001-01 est piloté par Rubens Barrichello jusqu'au Grand Prix de Singapour, où il est remplacé par le modèle BGP 001-03. Jenson Button conserve sa BGP 001-02 tout au long de la saison, seule la Force India VJM02/01 d'Adrian Sutil ayant une durée de vie aussi longue en 2009.

### Un premier essai réussi
Le 6 mars 2009, date de naissance de l'écurie, Jenson Button effectue un déverminage de la BGP 001 sur la version Stowe du circuit de Silverstone, habituellement réservé aux écoles de pilotage. Cet essai, où seuls un camion et une tente servent de base, est réalisé exclusivement en présence des membres de l'équipe, très excités de voir leur création en piste. Le Britannique se montre satisfait de ce premier roulage, bien qu'il ne peut avoir une idée des performances de sa monoplace sur un tel tracé. Il a l'impression que « Brawn GP et Mercedes ont travaillé ensemble depuis une décennie ». Selon lui, le montage de la BGP 001 s'est déroulé « parfaitement », malgré le changement de motoriste, tandis que son baquet lui est parfaitement adapté, ce qui n'est d'après lui pas le cas lors du déverminage d'une monoplace de Formule 1,.

## Choix des pilotes: Jenson Button et Rubens Barrichello, deux pilotes au crépuscule de leur carrière?

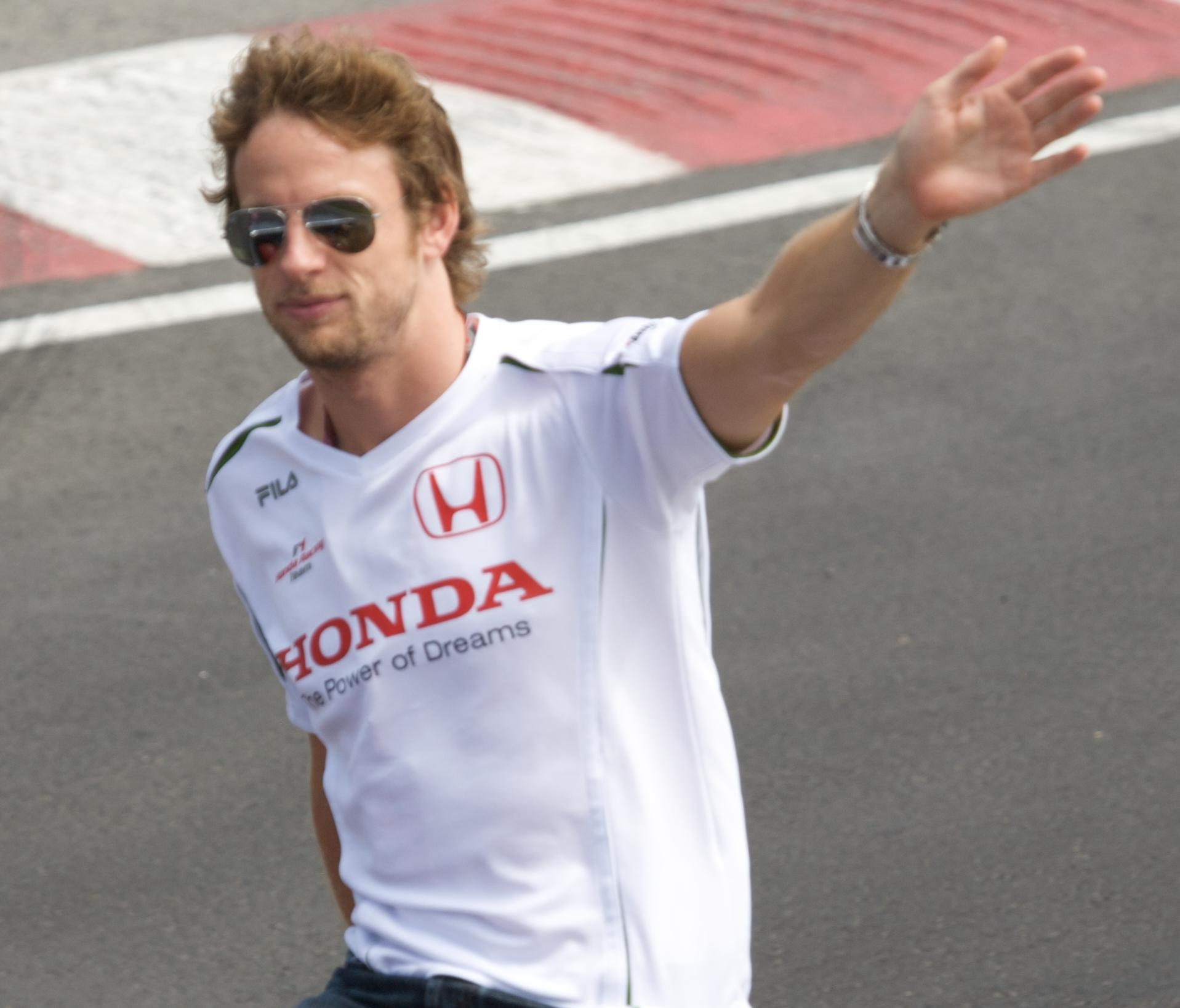
Jenson Button préfère rester dans l'écurie de Brackley que de rejoindre une autre écurie, qui selon lui, n'aurait pas été capable de lui apporter un titre de champion du monde.

Alors que l'écurie Honda Racing F1 Team annonce son retrait de la Formule 1 le 5 décembre 2008, celle-ci est encore liée contractuellement au Britannique Jenson Button. Arrivé dans la discipline-reine du sport automobile en 2000 avec Williams F1 Team, le Britannique fait bonne impression et se montre au niveau de son expérimenté coéquipier, Ralf Schumacher. Marquant douze points pour sa première saison (devenant au passage le plus jeune pilote à avoir inscrit des points en Formule 1), il rejoint Benetton Formula l'année suivante, qui observe une année de transition, l'écurie étant reprise par Renault en 2002. Disposant d'un matériel dépassé, il ne marque que deux points et est dominé par Giancarlo Fisichella. Le retour de l'écurie française lui est favorable, le Britannique terminant plus souvent dans les points. En 2003, remplacé par Fernando Alonso, il intègre British American Racing. Disposant d'une voiture assez compétitive, il engrange les places d'honneur et mène un Grand Prix pour la première fois lors de la manche américaine. Le Britannique obtient son premier podium au Grand Prix de Malaisie 2004, puis sa première pole position à Saint-Marin. Cette année-là, il monte sur le podium à dix reprises et termine à la troisième place du championnat. 2005 s'avère cependant plus difficile puisqu'il n'obtient que deux podiums. Pressenti pour retourner chez Williams en 2006, il décide finalement de rester chez BAR, racheté par Honda, car BMW rompt son partenariat avec l'écurie de Grove, ce qui oblige Nick Fry à dédommager Franck Williams pour le préjudice subi. Ce choix est payant : alors que Williams stagne en milieu de peloton, Button, désormais associé à Rubens Barrichello, profite d'une monoplace performante lors de la deuxième moitié du championnat et remporte sa première victoire en Hongrie, après 113 Grands Prix disputés. En 2007, Honda construit une RA107 juste capable de rivaliser avec Scuderia Toro Rosso et Super Aguri Formula 1 Team et Button ne marque que six points. 2008 est encore pire puisqu'il n'obtient que les trois points du Grand Prix d'Espagne et est dominé par son coéquipier. À vingt-huit ans et neuf saisons en Formule 1, celui qui était vu au départ comme un probable champion du monde est désormais déconsidéré par son public, préférant Lewis Hamilton, tandis que les observateurs lui prédisent une fin de carrière proche. Après avoir réfléchi à un poste de titulaire chez Toro Rosso ou une année sabbatique en 2009, Button reste au sein de l'écurie de Brackley, souhaitant aider son équipe à retrouver un repreneur et retrouver la compétition,,.

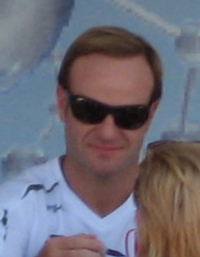
Pourtant considéré comme un pilote en fin de carrière fin 2008, Rubens Barrichello est finalement conservé par Brawn GP.

Fin 2008, Rubens Barrichello n'est plus lié à l'écurie de Brackley, qui avait offert un mois plus tôt l'occasion à ses compatriotes, Lucas di Grassi et Bruno Senna, alors pilotes de GP2 Series, d'essayer la Honda RA108 en vue d'obtenir le second baquet. Le neveu d'Ayrton Senna est alors annoncé comme coéquipier de Jenson Button, ses commanditaires personnels étant liés à plusieurs projets de reprise de l'équipe. Toutefois, le désistement de ses partenaires l'obligent à renoncer à ce poste.
Toutefois, le vétéran brésilien, pourtant considéré comme partant à la retraite, est confirmé par Ross Brawn le 6 mars 2009. Celui qui entame sa dix-septième saison de Formule 1 arrive dans la discipline en 1993 au sein de l'écurie Jordan Grand Prix. Soutenu par Ayrton Senna, il marque ses premiers points au Grand Prix du Japon et domine ses coéquipiers successifs, les observateurs voyant rapidement en lui le successeur du triple champion du monde. L'année suivante, il obtient son premier podium au Grand Prix du Pacifique, avant d'être victime d'un violent accident à Saint-Marin, où il s'en sort avec un bras fracturé. Très affecté par la mort de Roland Ratzenberger puis d'Ayrton Senna lors de ce même Grand Prix, Barrichello multiplie les places d'honneur et réalise sa première pole position à Spa-Francorchamps, devenant ainsi le plus jeune pilote de l'histoire à réaliser une telle performance. Ses performances s'effritent en 1995 et 1996, d'autant qu'il devient le premier pilote de l'histoire de la Formule 1 à être contrôlé positif à un test antidopage. Malmené par la presse brésilienne et en froid avec son écurie, il trouve refuge chez Stewart Grand Prix en 1997, où il ne rallie l'arrivée qu'à deux reprises, mais se distingue par un bon potentiel. Après trois années satisfaisantes dans l'écurie de Jackie Stewart, le Brésilien se reconstruit une solide réputation, à tel point qu'il rejoint en 2000 la Scuderia Ferrari. Cependant, Barrichello, vice-champion en 2002 et 2004, auteur de neuf victoires, onze pole positons et cinquante-cinq podiums entre 2000 et 2005, se montre moins performant face à Michael Schumacher, qui remporte lui cinq titres de champion du monde durant cette même période. Considéré comme un lieutenant du pilote allemand dont l'écurie est construite autour de lui et lassé des consignes d'équipe de Jean Todt, il rompt son contrat fin 2005 pour rejoindre Honda Racing F1 Team. D'abord dominé par Button en 2006 et 2007, Barrichello prend le dessus sur son équipier en 2008 et réalise le dernier podium de l'équipe Honda au Grand Prix de Grande-Bretagne,.
Barrichello est cependant pressenti chez Super Aguri jusqu'à l'arrivée de Ross Brawn, son ancien directeur technique chez Ferrari, qui le confirme dans son poste,.
Le poste de troisième pilote et essayeur revient au Britannique Anthony Davidson, le pilote d'essais historique de Honda qui a pris le départ de 24 Grands Prix entre 2002 et 2008, dont une saison complète chez Super Aguri en 2007. L'Autrichien Alexander Wurz, qui a disputé 69 courses entre 1997 et 2007 et obtenu 45 points et trois podiums durant cette période, considéré comme le meilleur pilote essayeur du monde du fait de sa longue collaboration avec McLaren Racing, reste dans l'écurie en tant que consultant, celui-ci étant encore sous contrat lorsque Honda a annoncé son retrait,,.

## Des essais de pré-saison surprenants

### Une monoplace très dominatrice
La Brawn BGP 001 participe aux essais hivernaux organisés sur le circuit de Barcelone du 9 au 12 mars, où elle est confrontée aux monoplaces rivales qui ont déjà accumulé des kilomètres en pistes. L'arrivée de Brawn GP satisfait les ingénieurs et les mécaniciens des autres écuries qui viennent saluer leurs homologues et les aider à préparer leurs essais. Le premier jour, Jenson Button se hisse en haut de la feuille des temps au bout de deux tours. Finalement quatrième de la séance avec 82 tours effectués, dont le meilleur en 1 min 21 s 140, à huit dixièmes de la BMW Sauber F1.09 de Nick Heidfeld, le Britannique, surpris de la vitesse et de la fiabilité de sa voiture pour un premier véritable essai, ne se plaint que d'un léger problème de boîte de vitesses en fin de séance. Le paddock se montre impressionné par les performances de la petite écurie, notamment l'ancien pilote et ami de Button, David Coulthard, qui prédisait dans une chronique que Brawn GP ne serait pas en Formule 1, ou, dans le meilleur des cas, en fond de grille,,.
Le lendemain, Rubens Barrichello effectue ses premiers tours de roue à bord de la BGP 001, mais sa matinée est écourtée momentanément par un problème technique. Il reprend toutefois la piste, bouclant un total de 111 tours, dont le meilleur en 1 min 20 s 966, à six dixièmes du meilleur temps établi par la Ferrari F60 de Kimi Raïkkönen,.
Button reprend le volant le lendemain. Même s'il pense que sa voiture est moins bonne dans certains domaines que certaines de ses rivales, il boucle 130 tours et améliore à nouveau son meilleur temps, en 1 min 19 s 127, soit une seconde de moins que la Ferrari de Felipe Massa. Cette performance, très impressionnante pour une monoplace qui a commencé ses tests deux mois après la plupart des autres équipes, place Brawn GP au rang des écuries de pointe pour 2009,,. Selon Fernando Alonso (Renault), qui pense que l'écurie de Brackley est favorite, avec Toyota, BMW Sauber et la Scuderia Ferrari, « on ne sait pas combien d'essence ils transportent, mais nous, même en roulant sans essence, nous n'arriverions pas à faire ces temps. Ils sont un pas devant nous. Leur voiture est très élaborée, aux formes très définies et avec un aileron avant très travaillé, comme la partie arrière. Il n'est pas normal qu'ils aillent si vite pour de premiers tests même si, en analysant bien la situation, c'est possible. Nous savons que Honda préparait la voiture de 2009 en 2007. Super Aguri avait à son bord les développements futurs. Ce n'est pas une monoplace qui sort de l'usine et arrive à ses premiers tests ». Pour le pilote Williams Nico Rosberg, « tout en haut, très au-dessus, pour moi, il y a Brawn Grand Prix, ce qui est assez comique. En fait, ils ont l'air vraiment bien »,.
La dernière journée d'essais sur le circuit catalan est assurée par Barrichello qui, ayant réalisé 110 tours, obtient le meilleur temps en 1 min 18 s 926, devançant Rosberg de huit dixièmes. La BGP 001, qui a bouclé un total de 443 tours lors de ces essais, se montre particulièrement fiable et rapide. Très enthousiasmé par sa réussite, le Brésilien est persuadé que Button et lui seront au niveau des meilleurs pilotes du championnat grâce à une voiture « aérodynamiquement très forte ». Ross Brawn se dit « très heureux » que sa machine fonctionne comme prévu,,.
Le 15 mars, Brawn GP se rend sur le circuit permanent de Jerez pour effectuer trois nouvelles journées d'essais, en compagnie de Renault, Williams et McLaren. Lors de la première journée, Barrichello réalise 102 tours, soit plus que Fernando Alonso et Nico Hülkenberg, les seuls autres pilotes en piste et, signe le meilleur temps en 1 min 19 s 236, devançant l'Espagnol de six dixièmes,.
Le lendemain, il partage la BGP 001 avec Button. Couvrant respectivement 62 et 12 tours, dont un meilleur temps en 1 min 18 s 398 et 1 min 18 s 892, seul Alonso fait mieux, battant le Brésilien pour 55 centièmes.
Lors de la troisième et dernière journée d'essais avant le premier Grand Prix, disputé en Australie, Button améliore à nouveau les performances de sa monoplace, bouclant 114 tours et obtenant le meilleur chrono de la séance, en 1 min 17 s 844, soit le temps le plus rapide établi par une monoplace construite en 2009 sur ce circuit,.

### La BGP 001 illégale?

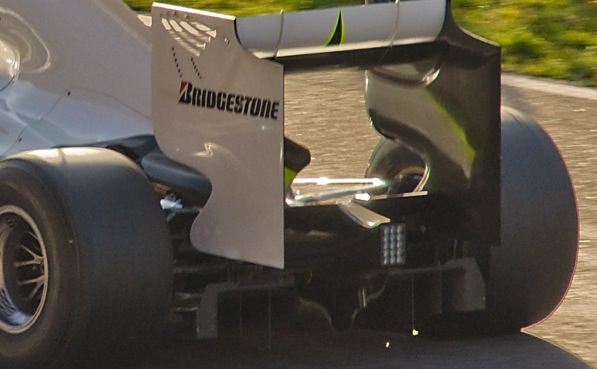
Le diffuseur de la BGP 001, source de la polémique sur les performances de la monoplace.

Dès ses premiers tours sur le circuit de Barcelone, le paddock et les observateurs s'interrogent quant au potentiel réel de performance de la Brawn BGP 001. Très surpris par la compétitivité du châssis de Ross Brawn, les responsables des écuries adversaires le soupçonnent de rouler avec une quantité minimum d'essence pour attirer de potentiels sponsors grâce à des temps rapides, ce que nie l'ingénieur britannique : « Même Mercedes ne voulait pas nous croire quand on leur a parlé du contenu du réservoir. Quand nous avons vu les temps de nos concurrents, nous avons été surpris qu'ils n'aillent pas plus vite ». Il ajoute que l'écurie est « à la recherche de partenaires sérieux et pour des contrats de longue durée et non pas des sponsors qui veulent se faire une bonne pub parce que la voiture fait de bons temps ». Le directeur technique de Williams, Sam Michael, estime que si Button et Barrichello tournent une seconde plus vite que les autres pilotes à Melbourne comme c'est le cas à Barcelone, ils gagneront la course avec un tour d'avance sur tous leurs opposants. Flavio Briatore, le directeur de Renault F1 Team, annoncée comme l'une des favorites, ne se dit plus optimiste quant à ses chances de succès.
Pensant d'abord que la BGP 001 pesait moins que les 605 kilogrammes minimum autorisés, les critiques se focalisent ensuite sur le double diffuseur de la monoplace de l'écurie britannique : celui-ci est joint au plancher de la voiture de façon incurvée, ce qui augmente fortement son efficacité. Pour Briatore et Stefano Domenicali, le directeur sportif de Ferrari, le double diffuseur des Brawn BGP 001, Williams FW31 et Toyota TF109 n'est pas conforme au règlement. Barrichello réfute ces accusations, affirmant que sa voiture est parfaitement légale et qu'il est « plus facile de dire de ses rivaux qu'ils bafouent les règles lorsqu'ils sont devant ». La semaine précédant le Grand Prix d'Australie, l'écurie autrichienne Red Bull Racing envisage de déposer une plainte contre Brawn GP, Williams et Toyota si elles ne modifient pas leur diffuseur d'ici la manche inaugurale. Le 26 mars, Red Bull, rejointe par Renault et Ferrari, met à exécution sa menace. Après examen des monoplaces incriminées, les commissaires de course du Grand Prix valident la conformité des doubles diffuseurs, autorisant leurs détenteurs à participer à l'épreuve. Toutefois, BMW Sauber, Ferrari, Renault et Red Bull font appel de cette décision auprès de la FIA,.

## Engagement en championnat du monde de Formule 1

### Un partenariat avec Virgin en marge du Grand Prix d'Australie

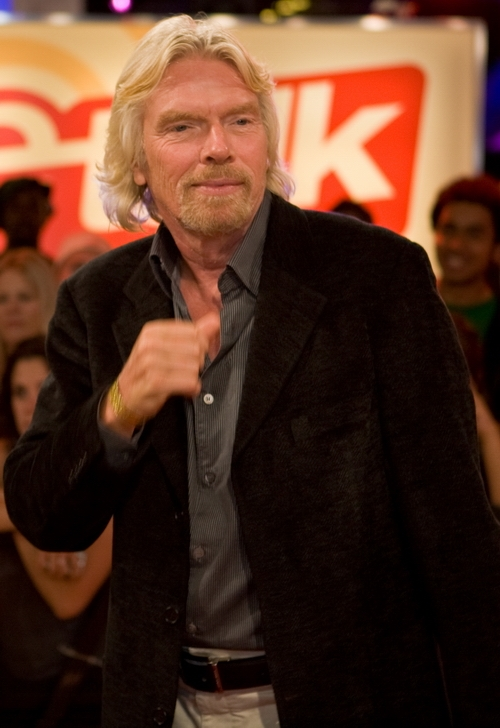
Richard Branson devient, par le biais du groupe Virgin, l'un des partenaires majeurs de Brawn GP.

Peu après ces essais, la FIA confirme l'inscription de l'écurie de Brackley au championnat du monde de Formule 1 2009. Celle-ci, qui a demandé le changement du nom Honda Racing F1 Team en Brawn GP Formula One Team, est considérée comme une nouvelle équipe, ce qui la prive des droits télévisuels acquis par Honda en fonction de son classement en 2008 et versés par la Formula One Management, puisque Honda a rompu le contrat qui la liait à cet organisme jusqu'en 2012. Cette déconvenue ne semble pourtant pas affecter les dirigeants de Brawn GP qui assurent que l'écurie est solide financièrement même si son budget, fourni par Honda et estimé autour de 104 millions de dollars, est l'un des plus serré du plateau (avec la Scuderia Toro Rosso et Force India),.
Afin de prendre en compte le fait que l'équipe est nouvelle et non un prolongement de Honda Racing F1 Team, la FIA attribue les numéros 20 et 21 à Button et Barrichello tandis que Force India récupère les numéros 18 et 19 initialement réservés à Honda. Force India, qui utilise déjà les numéros 20 et 21 sur les produits dérivés promotionnels et de merchandising et déjà en vente demande à conserver ses anciens numéros. La FIA accède à cette requête légitime à la veille des essais libres du Grand Prix d'Australie et donne les numéros 22 et 23 aux pilotes Brawn (ainsi, en 2009, aucune équipe n'utilise les numéros 18 et 19),.
Brawn GP annonce, le 28 mars, que Virgin devient un de ses partenaires financiers majeurs ; Ross Brawn avait de longue date noué des liens étroits avec le milliardaire britannique Richard Branson qui sponsorisait Super Aguri F1 (qui faisait également partie de la « sphère d'influence Honda ») en 2007,. Cette information se traduit instantanément par l'apparition de logotypes Virgin sur la carrosserie des monoplaces encore vierge le matin même, lors des essais libres. Bien que l'équipe ne reçoive que 250 000 dollars par course de leur nouveau partenaire, Richard Branson déclare toutefois que cet accord n'est qu'une première étape vers une collaboration plus étroite : « Je pense que nous aimerions tous que cette relation évolue en quelque chose de plus complet, probablement d'ici trois ou quatre semaines. Nous allons examiner cette possibilité. Je ne pense pas que l'équipe désire avoir un nom qui ne fait la promotion de rien du tout. Tout le monde sait que Ross Brawn est un grand ingénieur et il n'est donc pas nécessaire que cette équipe porte son nom. Le nom de l'équipe pourrait donc changer mais nous verrons bien,,, ». À la suite de ces déclarations, il est envisagé que les monoplaces changent de livrée dès le Grand Prix de Malaisie pour suivre la charte graphique de l'entreprise Virgin et que l'équipe modifie sa dénomination commerciale en associant la marque Virgin à l'appellation Brawn GP. Finalement, l'écurie conserve son patronyme et les monoplaces leur livrée d'origine (blanc, jaune, noir) ; les logotypes Virgin sont toutefois plus présents (sur le museau, sur les pontons et sur l'aileron arrière),.

### Doublé historique à Melbourne

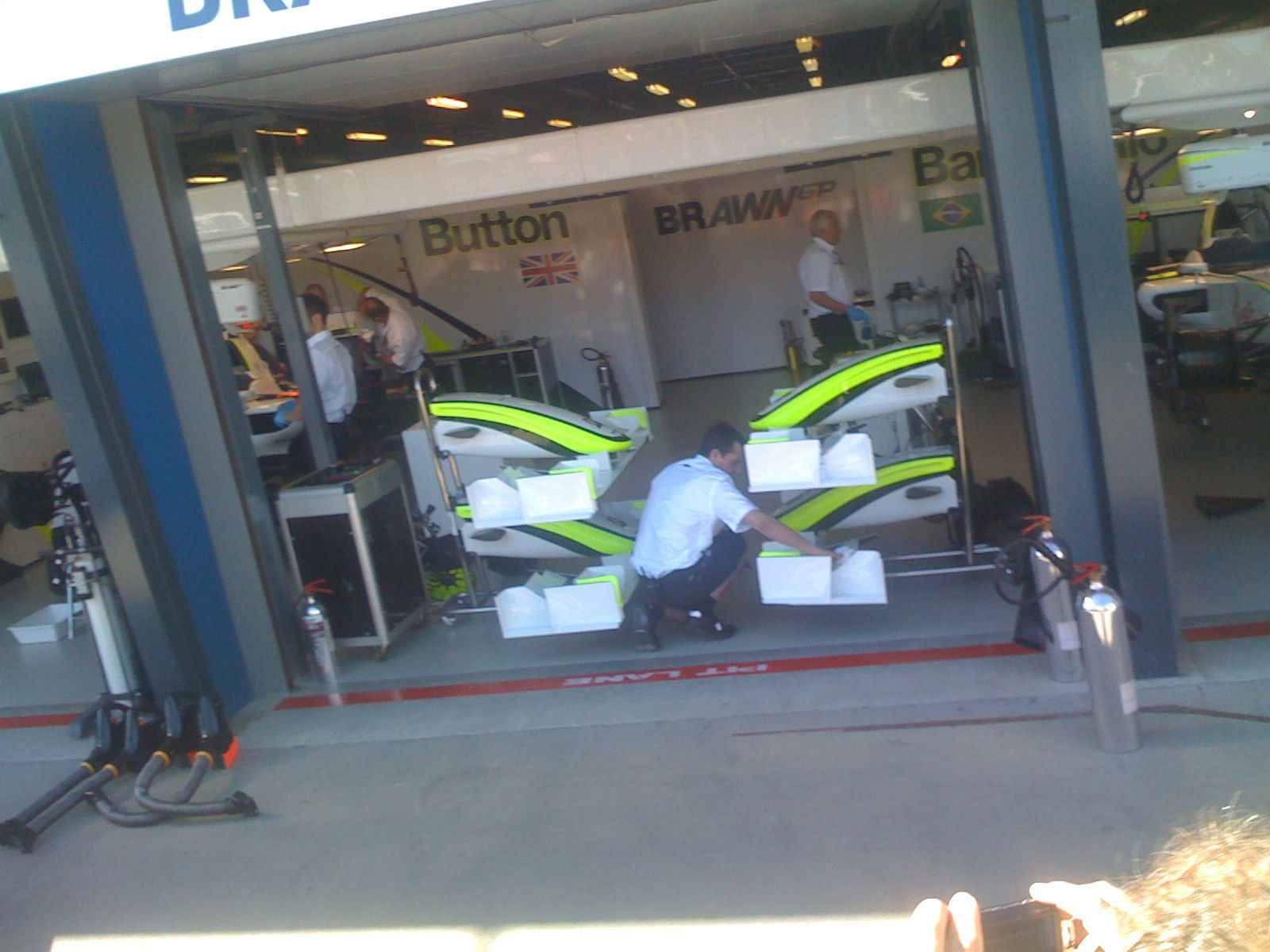
La nouvelle écurie Brawn GP est reléguée dans le stand le plus petit du circuit.

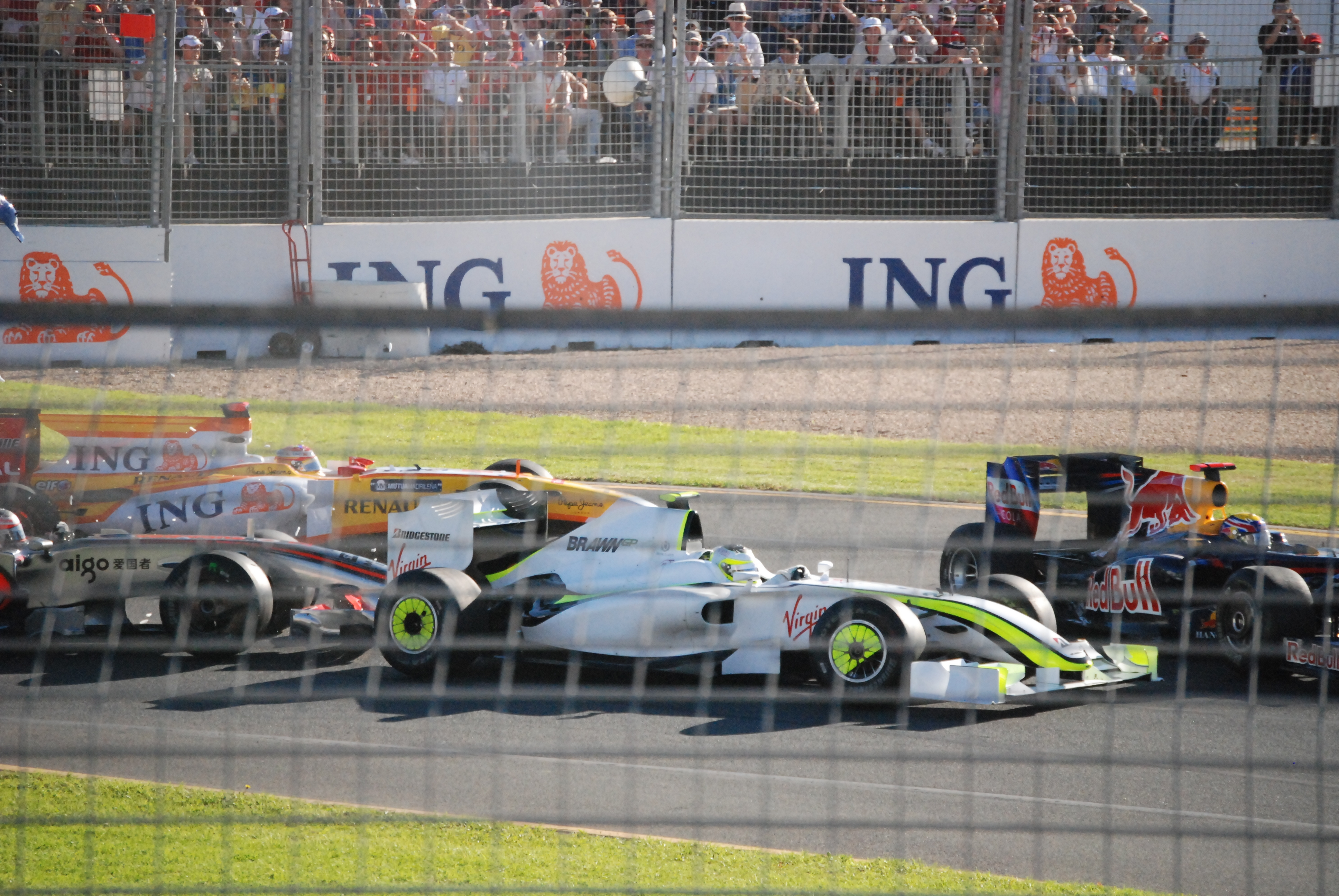
Rubens Barrichello est légèrement accroché par la McLaren MP4-24 de Heikki Kovalainen au troisième virage.

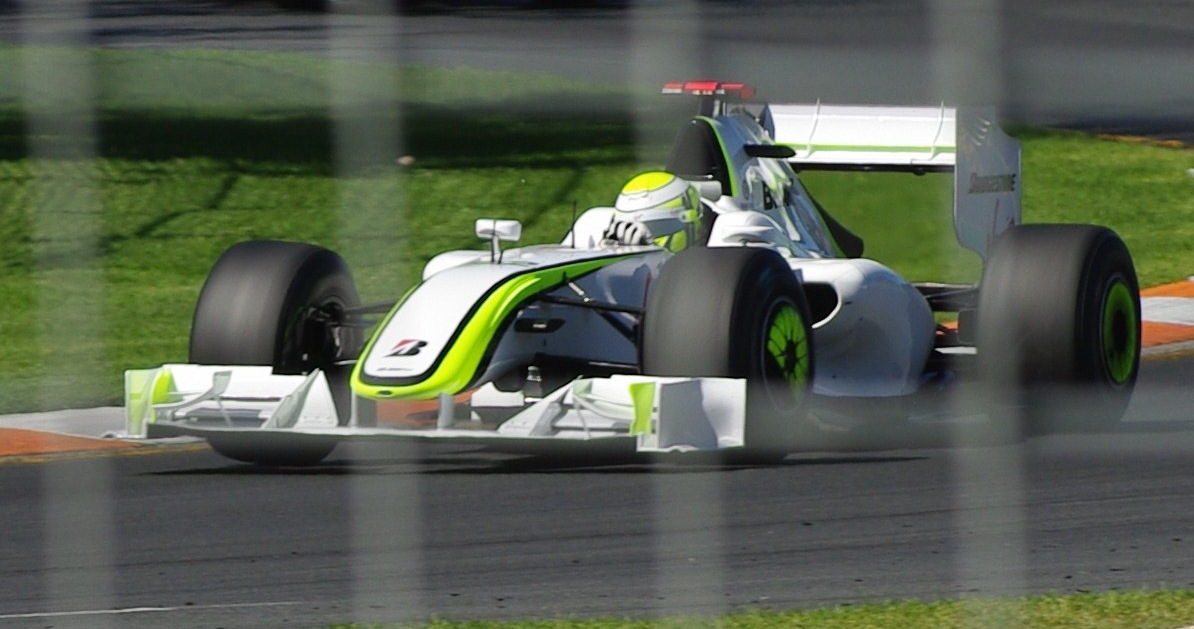
Brawn GP obtient sa première pole position et sa première victoire dès sa première course grâce à Jenson Button.

Confiante après les bonnes performances affichées à Barcelone et à Jerez, Brawn GP engage au Grand Prix d'Australie une monoplace n'ayant subi aucune modification depuis les essais privés. Pour cette manche inaugurale au circuit de l'Albert Park, Jenson Button et Rubens Barrichello utilisent un casque aux couleurs de l'écurie. Placé à l'entrée des stands, le garage de l'équipe est par conséquent le plus petit du plateau, seules quarante personnes peuvent travailler à l'intérieur, contre cent du temps de Honda. Brawn GP dispose en outre de peu de pièces de rechange, mis à part un aileron avant supplémentaire pour chaque pilote.
Lors des essais libres du vendredi matin, Barrichello et Button, respectivement quatrième et sixième de la séance, rendent une demi-seconde aux pilotes Williams F1 Team, le Brésilien effectuant quelques sorties dans l'herbe. L'après-midi, testant le comportement des pneumatiques Bridgestone, Barrichello est plus rapide d'une seconde et obtient le deuxième meilleur temps derrière Nico Rosberg, Button prenant la cinquième place sur la feuille des temps,. Le lendemain matin, le Britannique gagne deux positions tandis que Barrichello rétrograde au sixième temps, bien que restant dans la demi-seconde de Rosberg.
Forte de ces essais satisfaisants, la petite écurie britannique apparaît comme l'un des favorites pour les qualifications du samedi après-midi, à l'image de Williams et Toyota, les autres équipes disposant du double diffuseur. En effet, alors que Barrichello prend la tête des deux premières parties des qualifications, Jenson Button décroche la quatrième pole position de sa carrière lors de la Q3 opposant les dix meilleurs pilotes, avec un temps en 1 min 26 s 202. Une telle performance pour le premier Grand Prix d'une nouvelle écurie ne s'est produite qu'à huit reprises depuis la création du championnat du monde de Formule 1 en 1950 (Alfa Romeo et Kurtis Kraft en 1950, Mercedes-Benz et Lancia en 1954, Lola en 1962, March et Tyrrell en 1970). La performance des monoplaces est d'autant plus remarquable que Rubens Barrichello, à 303 millièmes de son équipier, se qualifie en deuxième position, permettant à l'équipe de réaliser un doublé en première ligne pour sa première course dans l'élite. Seules les écuries Alfa Romeo (avec Giuseppe Farina, Luigi Fagioli, Juan Manuel Fangio et Reg Parnell aux quatre premières places du Grand Prix de Grande-Bretagne en 1950), Kurtis Kraft (avec Walt Faulkner et Frederick Agabashian à Indianapolis en 1950), Mercedes-Benz (avec Fangio et Karl Kling au Grand Prix de France 1954 et March (avec Jackie Stewart et Chris Amon au Grand Prix d'Afrique du Sud 1970) ont réussi un tel exploit,,,.
En course, Button prend un bon départ et conserve sa première place tandis que l'arrière de la BGP 001 de Barichello est heurté par la McLaren MP4-24 de Heikki Kovalainen au troisième virage, provoquant un accident impliquant Nick Heidfeld, Adrian Sutil et Mark Webber, ce qui relègue le Brésilien en septième position. Celui-ci remonte progressivement dans le classement, alors que le Britannique devance la Red Bull RB5 de Sebastian Vettel de huit secondes. Effectuant un second arrêt aux stands au quarante-sixième tour, Button perd plus de six secondes sur l'Allemand, mais celui-ci s'accroche à deux boucles de l'arrivée avec la BMW Sauber F1.09 de Robert Kubica, alors troisième, ce qui provoque la sortie de la voiture de sécurité. Cet accident permet à Barrichello de se hisser en deuxième place. Finalement, Jenson Button, premier de bout en bout, remporte la course devant son équipier, son deuxième succès depuis le Grand Prix de Hongrie 2006,. La performance est suffisamment rare pour être soulignée puisque seuls Alfa Romeo lors du premier Grand Prix de l'histoire du championnat du monde, Mercedes-Benz en France en 1954 et Walter Wolf Racing au Grand Prix d'Argentine en 1977 l'ont réussi,,.
Ce doublé historique laisse bouche-bée les observateurs qui ne pensaient pas voir Brawn GP dominer le championnat, Ross Brawn en premier lieu, selon Button, qui vit selon ses dires un conte de fées : « Vous ne voyez pas souvent Ross rester muet, mais durant quinze minutes, je serais surpris qu'il ait dit un mot. Il est venu me voir et m'a fait un câlin d'ours. Comme Bigfoot. Sur le chemin du podium, il n'avait rien à dire. Le gros nounours était sans voix. C'était beau de voir que c'était une journée très émouvante pour lui, comme ça l'est pour nous ». Cependant, celui-ci souhaite voir les arrêts aux stands s'améliorer,. Au Japon, le succès de Brawn GP frustre les cadres de Honda, qui tiennent toutefois à féliciter leur ancienne équipe. Alors que la victoire est fêtée dans une discothèque de Melbourne, Nick Fry annonce peu après la course que Brawn GP, restreinte financièrement, va licencier 270 personnes, afin de revenir à 430 employés, comme en 2004.

### Demi-victoire en Malaisie

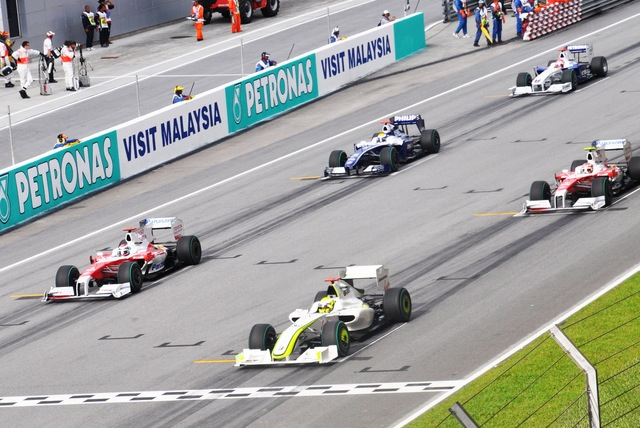
En Malaisie, Jenson Button signe sa seconde pole position consécutive.

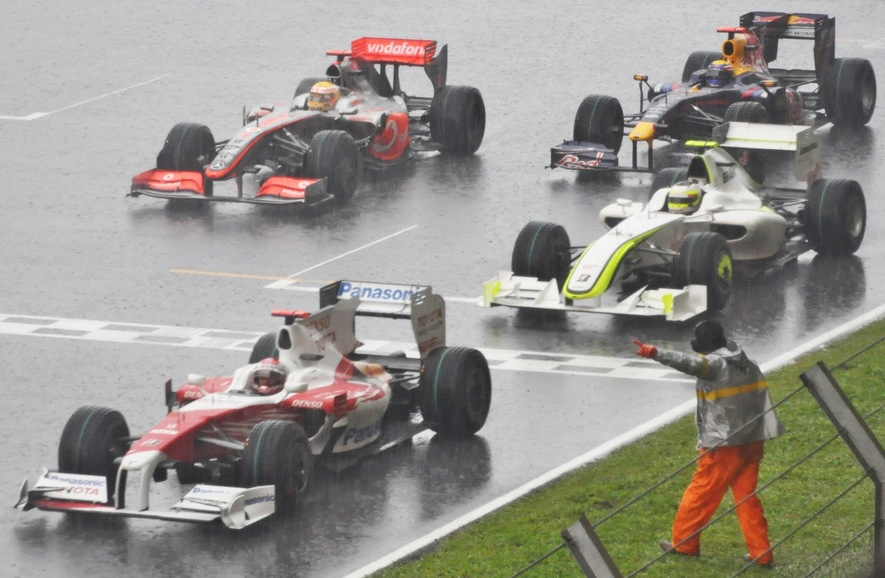
Barrichello termine cinquième d'une course interrompue sur drapeau rouge en raison d'une pluie diluvienne.

La semaine suivante se dispute le Grand Prix de Malaisie. En marge de cette épreuve, les rumeurs annoncent que Virgin commanditera Brawn GP à hauteur de 30 millions de dollars en 2010. Ainsi sponsor titre de l'écurie, Virgin possèdera l'intégralité des espaces disponibles sur la future monoplace. Cela alimente les spéculations quant à une éventuelle prise de participation, voire à un rachat de Brawn GP,.
Les écuries se rendant directement sur le circuit international de Sepang après la course australienne, Brawn GP n'apporte aucune évolution à son châssis. Durant les essais libres du vendredi matin, la BGP 001 se montre compétitive, Button et Barrichello, troisième et quatrième de la séance, ne rendent que deux dixièmes au pilote Williams Nico Rosberg. S'ils améliorent leur temps pendant l'après-midi, ils se montrent un peu moins compétitifs puisque Barrichello et Button réalisent les sixième et septième meilleurs temps, à une demi-seconde des Ferrari F60 de Kimi Räikkönen et Felipe Massa. Le Brésilien change de boite de vitesses lors de cette séance et écope donc d'une pénalité de cinq places sur la grille de départ, puisque ce type de changement ne peut avoir lieu que tous les quatre Grands Prix. Le samedi matin, les pilotes Brawn GP effectuent une simulation de qualifications, mais en difficulté avec l'équilibre de leur voiture alors que la concurrence améliore ses temps, ils rendent six dixièmes à Rosberg, Button et Barrichello se classant neuvième et dixième,.
Le rythme des BGP 001 s'améliore en qualifications, puisque Barrichello signe le meilleur temps de la première session, suivi par Button lors des deux phases suivantes, ce qui permet au Britannique d'obtenir la pole position avec un temps en 1 min 35 s 181, soit près d'une seconde plus rapide que la veille, les mécaniciens ayant tenté d'améliorer le comportement des monoplaces. Barrichello, plus lent que Sebastien Vettel et le pilote Toyota Jarno Trulli, prétendant à la pole avec Button, réalise le quatrième temps qualificatif en 1 min 35 s 651, mais s'élance de la huitième place sur la grille, puisque Vettel, auteur du troisième temps, est pénalisé de dix places pour avoir provoqué son accident avec Kubica en Australie. Pensant que la première place allait se jouer entre les pilotes Red Bull et Ferrari, Button prédit que ses concurrents seront plus rapides d'ici quelques courses. En outre, il est préoccupé par les conditions de course du lendemain, la manche malaisienne se disputant régulièrement sous la pluie, alors que la BGP 001 est la seule monoplace du plateau à n'avoir jamais roulé sur une piste mouillée : son comportement pourrait être imprévisible selon le Britannique,.
Ces craintes semblent justifiées car le départ de la course est donné sous un ciel menaçant. Button survire au premier virage et laisse passer Rosberg et Trulli, pendant que Barrichello remonte en cinquième position. Au quatrième tour, le Brésilien dépasse Fernando Alonso. Les pilotes Brawn GP sont ensuite deuxième et troisième après l'arrêt aux stands de Rosberg au quinzième tour. Au tour suivant, le Britannique prend la tête, qu'il cède brièvement au vingtième tour à Barrichello. Dès lors, un déluge s'abat sur le circuit et tous les pilotes chaussent les pneus pluie. Barrichello rétrograde progressivement en cinquième place, avant que le drapeau rouge ne soit agité au trente-et-unième tour, les conditions climatiques n'étant plus favorables à la tenue de la course. Après une heure d'interruption, la direction de course met un terme au Grand Prix, faisant de Button le vainqueur de l'épreuve et le détenteur du meilleur tour en course, devant son équipier, le premier de sa carrière et de Brawn GP. Il réalise ainsi le premier hat-trick (pole position, victoire, meilleur tour en course) de sa carrière. Puisque que moins de 75 % de la distance a été parcourue (31 tours sur 56), seuls la moitié des points sont distribués : Button en marque cinq et Barrichello en gagne deux. Le Britannique, qui a gagné les deux premières courses sous le régime de la voiture de la sécurité, puis à l'arrêt, espère remporter le prochain Grand Prix en franchissant la ligne d'arrivée à pleine vitesse,,,.
Au terme de ces deux manches, Brawn GP mène le championnat des constructeurs avec 25 points, devant son dauphin, Toyota F1 Team, qui a obtenu 16,5 points. Avec 15 points, Button est premier du championnat des pilotes, alors que Barrichello est deuxième avec 10 points, soit deux d'avance sur les pilotes de l'écurie japonaise.

### Premier échec en Chine malgré la légalisation du double diffuseur

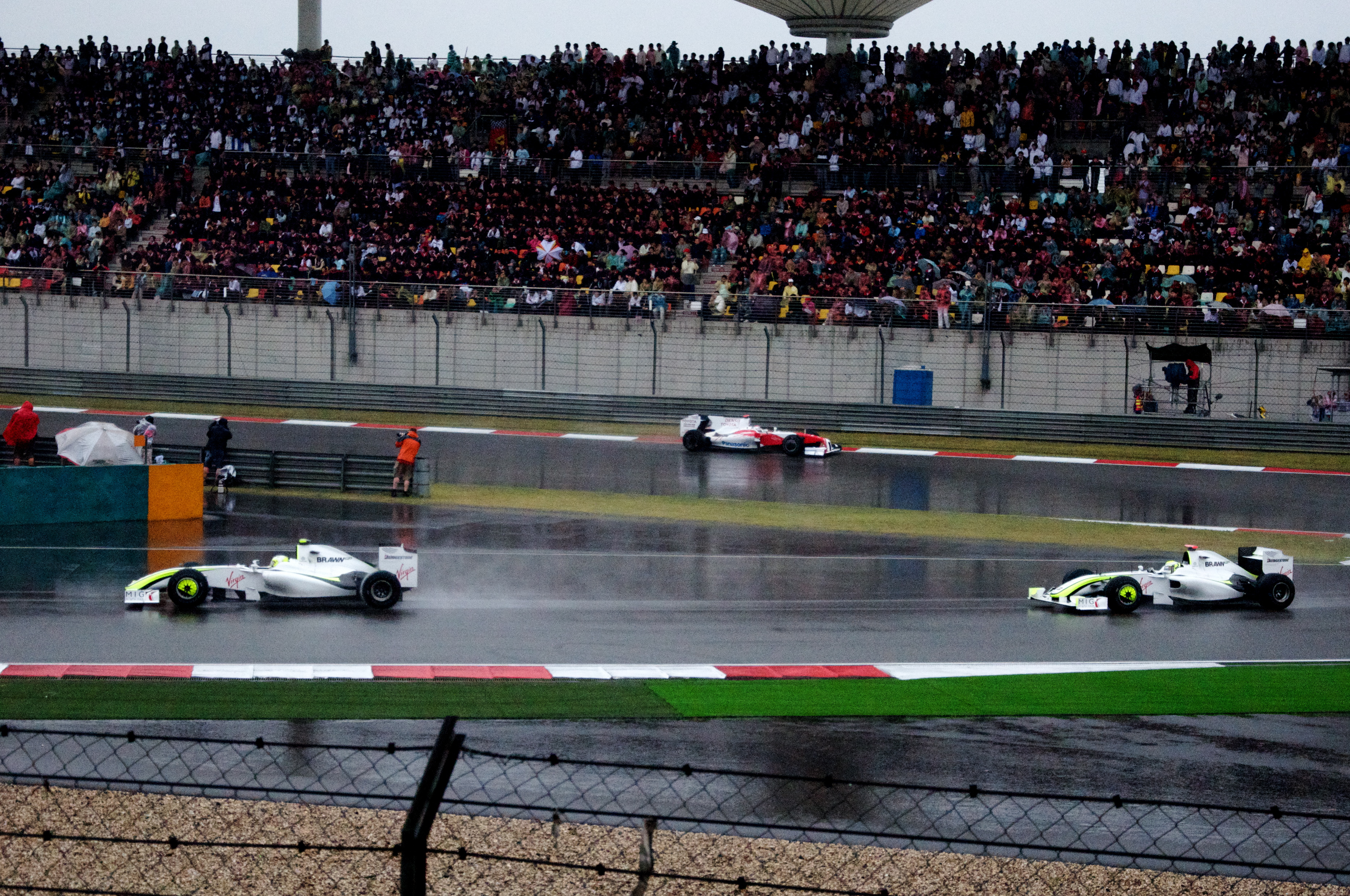
En Chine, Button et Barrichello sont talonnés par Trulli en début de course.

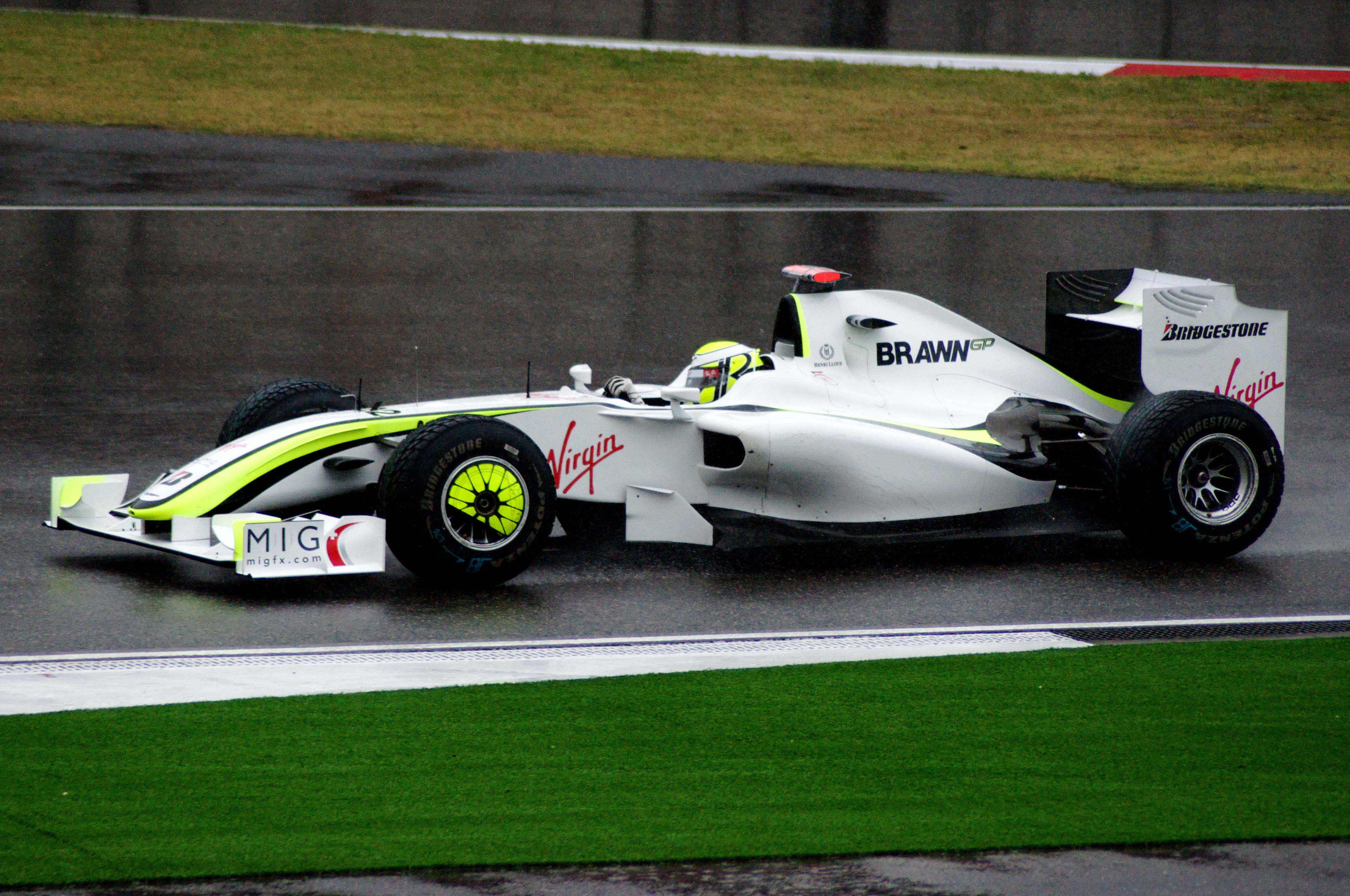
Sous la pluie, Button finit troisième derrière les Red Bull…

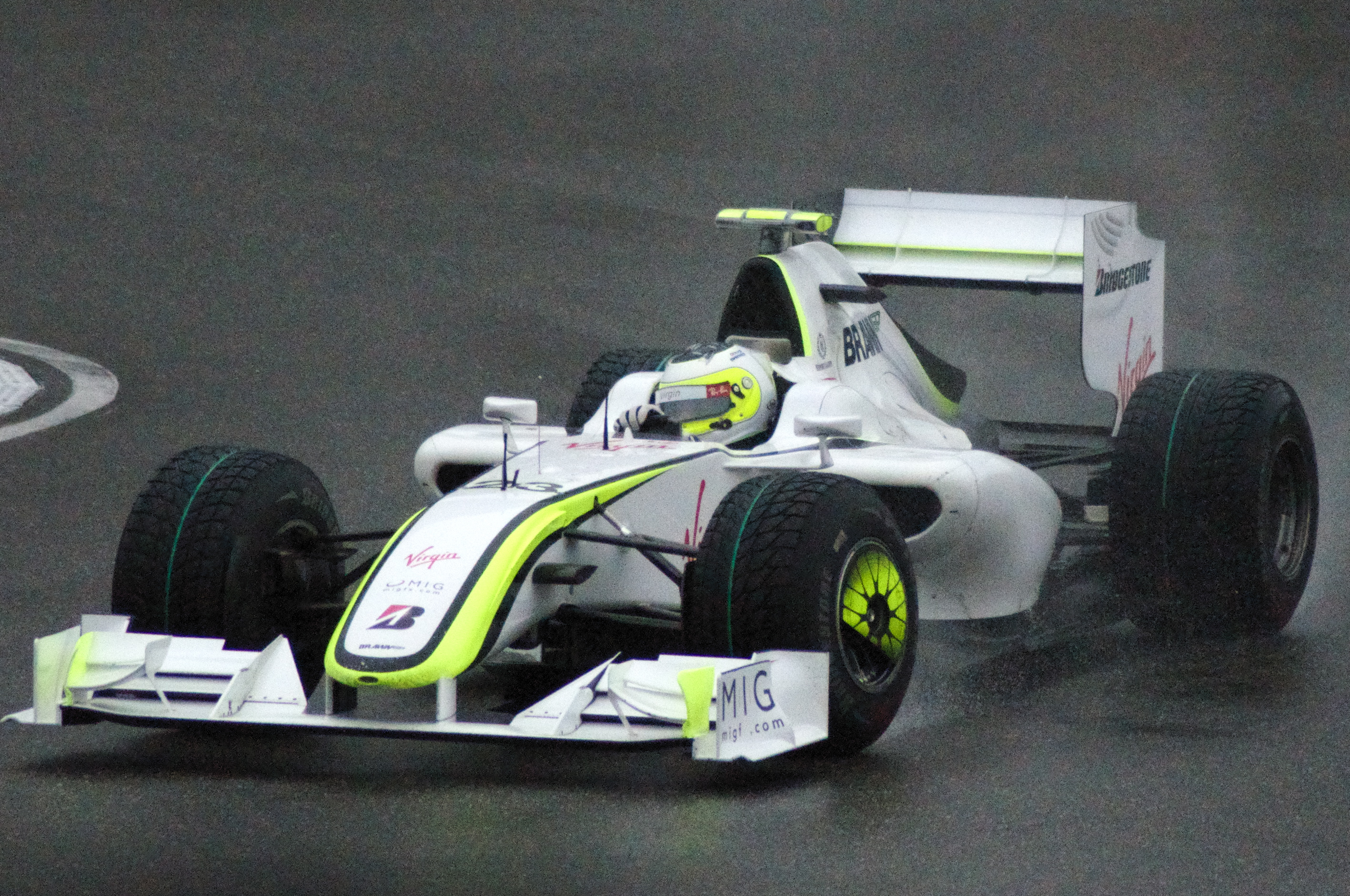
… alors que Barrichello termine quatrième.

À l'approche du verdict rendu le 14 avril par la FIA concernant la légalité du double diffuseur employé par Brawn GP, Toyota et Williams, chacun exprime son idée quant à ce sujet. Pour Fernando Alonso (Renault), « si la cour d’appel ne fait rien le 14 avril, vous pouvez supposer qu’ils vont gagner toutes les autres courses ». Pour l'ancien pilote David Coulthard, la cour d'appel de la FIA confirmera le jugement rendu par les commissaires techniques de Melbourne, d'autant que ces écuries ont dépensé beaucoup d'argent pour ce système, malgré la crise, et leurs concurrentes devront modifier leur voiture. Pour Rory Byrne, un ancien ingénieur de Ferrari, le double diffuseur est illégal car les trous qui y sont percés permettent de voir les suspensions en regardant la monoplace de dessous. Finalement, la FIA confirme que le double diffuseur est en adéquation avec la règlementation technique, ce qui permet aux écuries le possédant de conserver les résultats acquis en course depuis le début de saison, mais pousse les autres écuries à développer ce système.
Pendant le Grand Prix de Chine, disputé du 17 au 19 avril sur le circuit international de Shanghai, Nick Fry annonce la signature d'un partenariat commercial avec le courtier suisse MIG Investments, dont le logo apparaît sur le museau et l'aileron avant de la BGP 001, puis avec Ray-Ban, déjà lié à British American Racing puis Honda Racing F1 Team depuis 2004,.
Contrairement à l'équipe de Brackley, les autres écuries font évoluer leur monoplace. Le vendredi matin, Button et Barrichello, qui essayent les pneus tendres et medium, prennent la deuxième et troisième places des essais libres, à deux dixièmes de la McLaren MP4-24 de Lewis Hamilton, désormais équipée du double diffuseur,. L'après-midi, Button s'empare du meilleur temps et tourne une demi-seconde plus vite que l'auteur de la pole position du Grand Prix de Chine 2008, tandis que son coéquipier, troisième à nouveau, lui rend deux dixièmes. Lors de la session du samedi matin, le Brésilien ne réalise que le dixième temps, à cinq dixièmes de Nico Rosberg, alors que Button est quatrième, à trois dixièmes de l'Allemand, mais aucun de ses adversaires ne battent son temps réalisé la veille.
Les performances de la BGP 001 affichées lors des premiers essais libres ne se reproduisent pas lors des qualifications lors desquelles l'écurie autrichienne Red Bull Racing se révèle être particulièrement rapide. Si Button réalise le meilleur temps de la première partie de la séance, le reste des qualifications est dominé par l'Allemand Sebastian Vettel, qui décroche la première pole position de sa carrière. Barrichello, quatrième temps en 1 min 36 s 493, est plus lent de trois dixièmes, à l'instar de son équipier, cinquième sur la grille en 1 min 36 s 532. Bien que satisfait, Ross Brawn explique la baisse de performance de ses pilotes par l'amélioration de celles de ses concurrents et par des problèmes de sous-virage rencontrés en fin de séance.
Disputé sous la pluie, le départ de la course est donné sous le régime de la voiture de sécurité, qui ne rentre aux stands qu'au huitième tour. Button dépasse son équipier avant de prendre la tête au seizième tour à la suite des ravitaillements de Vettel et de Mark Webber. Deux boucles plus loin, Robert Kubica percute Jarno Trulli, obligeant l'intervention à nouveau de la voiture de sécurité. Barrichello, deuxième, en profite pour ravitailler avec son équipier. Le Brésilien se retrouve alors septième, tandis que Button s'intercale entre les deux Red Bull à l'avant de la course. Reprenant brièvement la tête au quarantième tour, il s'arrête à nouveau deux boucles plus loin, juste avant Barrichello, et est alors troisième, position qu'il conserve jusqu'à l'arrivée où il termine à 45 secondes de Vettel, alors que son équipier finit quatrième à une minute. Celui-ci signe son seizième meilleur tour en course, le premier depuis le Grand Prix du Japon 2004, preuve que la BGP 001 s'avère performante aussi bien sur piste sèche que sur piste mouillée,,. Button révèle que sa monoplace manque d'adhérence par rapport à la Red Bull RB5, expliquant qu'il avait l'impression que sa voiture flottait sur la surface de l'eau.
Button et Barrichello, avec 21 et 15 points, mènent toujours le championnat du monde des pilotes et accroissent quelque peu leur avance sur Vettel, qui marque ses premiers points cette saison et Timo Glock. Brawn GP mène le championnat des constructeurs avec 36 points, soit près le double d'unités que Red Bull et Toyota.

### Troisième victoire à Bahreïn malgré une baisse de régime

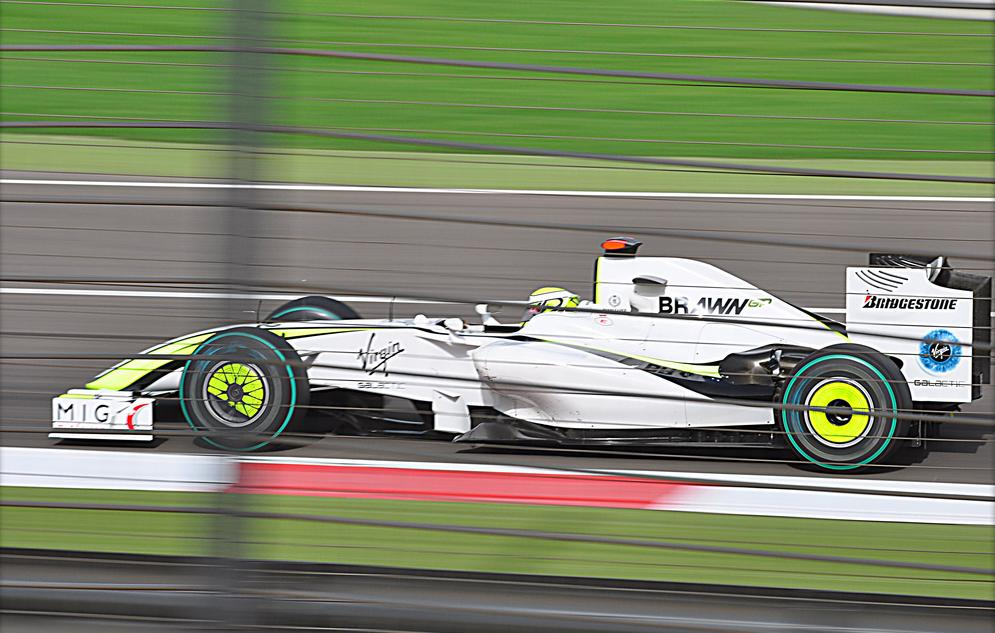
À Bahreïn, Jenson Button remporte sa troisième course en quatre départs.

Les écuries de Formule 1 se rendent directement sur le circuit international de Sakhir à Bahreïn pour disputer la quatrième manche du championnat, qui a lieu une semaine plus tard. Alors que les membres du paddock débattent sur le versement ou non des droits télévisées à Brawn GP estimés à 30 millions de dollars pour les résultats de Honda Racing F1 Team en 2008, Richard Branson attend la réponse de la petite écurie britannique au sujet de l'extension de son partenariat avec Virgin Group. Ross Brawn, eu égard aux très bonnes performances de son équipe, demande une augmentation de sa participation financière. Toutefois, Virgin ne veut pas s'engager à n'importe quel prix : « Nous verrons ce qu'il se passe. Quelqu'un pourrait venir et payer un prix absurde, et nous prendrions congé gracieusement si cela arrivait. Mais nous avons fait une offre que nous estimons pouvoir nous permettre »,. Pour ce quatrième Grand Prix, la BGP 001 arbore les logos de Virgin Galactic, une filiale du groupe de Branson qui souhaite proposer à l'avenir des vols touristiques dans l'espace. Alors que le triple champion du monde et commandant de bord Niki Lauda suit une formation pour devenir pilote de vaisseaux spatiaux, Virgin annonce que Rubens Barrichello a acheté des billets pour un vol dans l'espace.
Alors que la plupart des monoplaces bénéficient d'évolutions significatives, Brawn GP ne modifie que les amortisseurs arrière de sa BGP 001 afin d'en améliorer le confort de conduite. Les essais libres du vendredi sont l'occasion d'améliorer l'équilibre de la monoplace et de tester les pneus super tendres et mediums sur un circuit réputé comme le plus chaud du championnat, éprouvant tant le moteur que les freins. Cependant, le manque de développement des monoplaces blanches et jaune fluo face à une concurrence qui affûte ses armes se fait désormais ressentir. Ainsi, le vendredi matin, Button et Barrichello, respectivement cinquième et septième, rendent près de neuf dixièmes à Lewis Hamilton. L'après-midi, les deux pilotes améliorent leurs chronos, comme les autres concurrents, mais, auteurs des sixième et neuvième temps, sont environ une demi-seconde plus lents que Nico Rosberg. Le lendemain, pour la dernière séance, le duo livre des performances équivalentes, contrairement aux autres équipes qui se battent dans un mouchoir de poche, à tel point que Button et Barrichello, à près d'une seconde de la Toyota TF109 de Timo Glock, ne sont que quinzième et seizième.
Lors des qualifications, le manque de rythme des BGP 001 perdure, mais de façon moindre. Alors que Sebastian Vettel, Timo Glock et Jarno Trulli dominent les débats, de sorte que ce dernier réalise la pole position, Button, qui manque d'adhérence en sortie de virage, réalise le quatrième temps en 1 min 34 s 044, à six dixièmes du pilote italien, alors que Barrichello, bloqué dans son tour rapide par un groupe de voitures effectuant leur tour de sortie, est plus lent encore de deux dixièmes face à son équipier, prenant la sixième place sur la grille. Ross Brawn estime néanmoins que sa voiture a fait des progrès tout au long du weekend et que ses pilotes, qui se sont qualifiés à des places « décentes », profiteront de températures moins chaudes en course,. Cependant, pour Button, Brawn GP n'est désormais plus la meilleure écurie du plateau, eu égard aux performances de Toyota et Red Bull.
En course, Button, en difficulté avec son embrayage, prend un mauvais départ, mais conserve sa position, puisqu'il dépasse Vettel mais est débordé par Lewis Hamilton, sur qui il tente de prendre l'avantage à trois reprises avant d'y parvenir. Il profite des ravitaillements de Trulli et Glock pour mener la course au treizième tour, avant d'en faire de même trois boucles plus loin, tandis que Barrichello se retrouve quatrième. Son premier arrêt le relègue au dixième rang, derrière la Renault R29 de Nelsinho Piquet, qu'il dépasse au dix-neuvième tour après avoir été ralenti par ce dernier. Button reprend la tête au vingt-deuxième tour à la suite des arrêts de Vettel et Kimi Räikkönen. Son équipier passe Alonso, Glock, Rosberg et Räikkönen et est ainsi cinquième au trente-huitième tour, lors duquel Button cède la tête à Vettel pendant trois boucles. Luttant avec Hamilton pour la quatrième position, Barrichello perd son duel face au Britannique après son troisième ravitaillement et termine cinquième, à 37 secondes de son équipier, qui remporte sa troisième course en quatre tentatives, malgré des problèmes de refroidissement dus à un problème électrique qui lui ont valu quelques brûlures,,,. Pour le Brésilien, dont les rumeurs prétendent faussement qu'il sera remplacé de façon imminente par Bruno Senna, « la chance est du côté de Jenson en ce moment », faisant ironiquement référence à sa situation chez Ferrari en tant que lieutenant de Michael Schumacher ; Button rétorque que sa victoire est le fruit d'un dur labeur,.

### Premières évolutions et doublé en Espagne

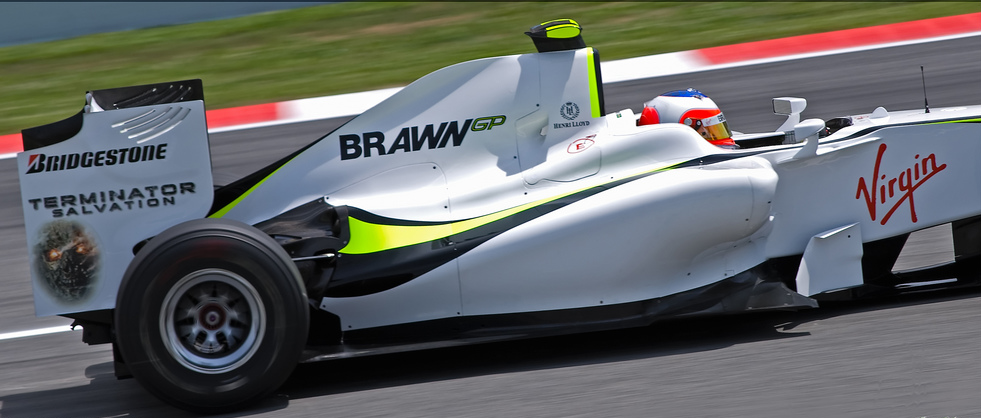
Brawn BGP 001 noue un partenariat éphémère avec Sony Pictures Entertainment pour la promotion de Terminator Renaissance.

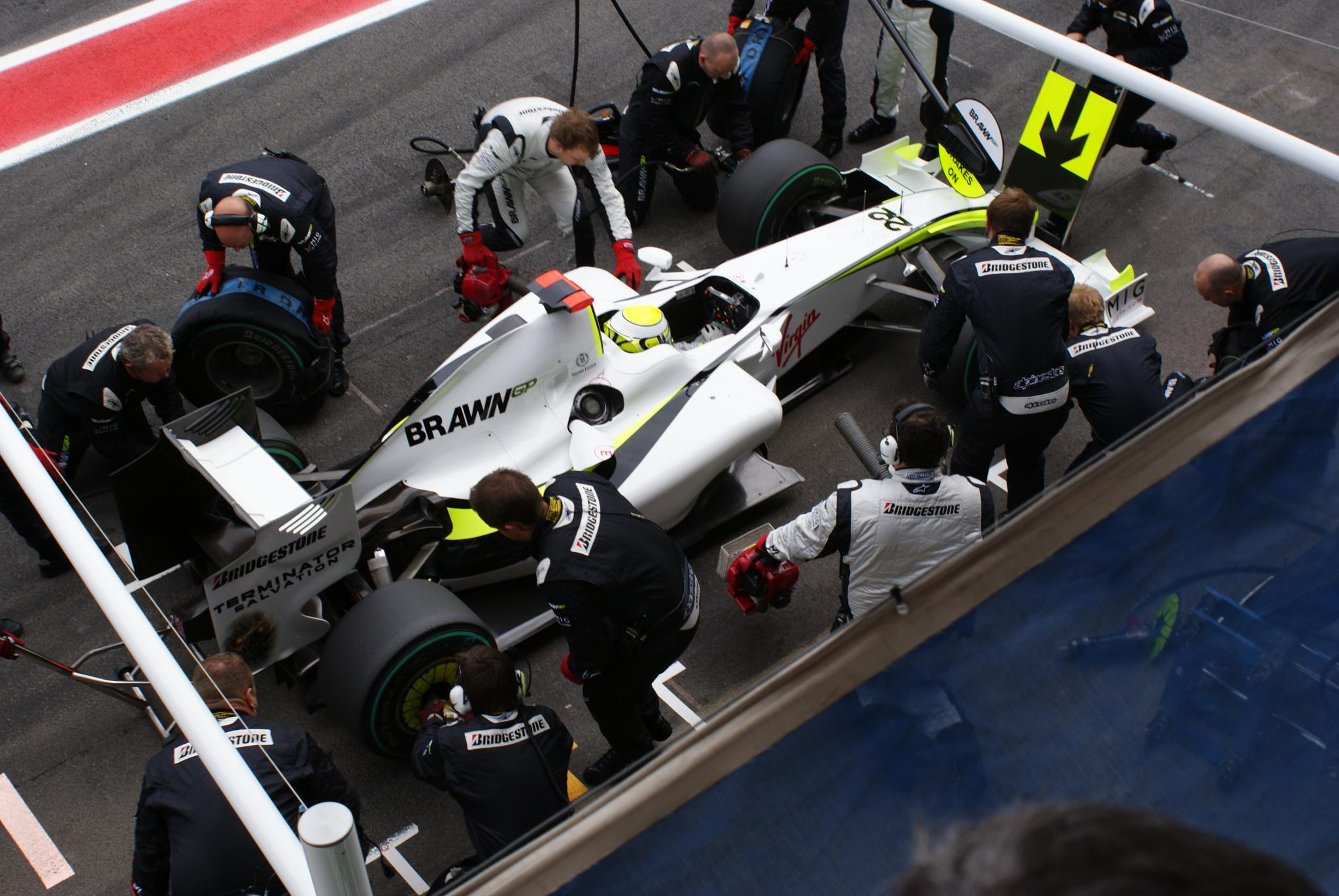
En début de course, Jenson Button bascule d'une stratégie de course de trois à deux arrêts afin de remporter sa quatrième course de l'année.

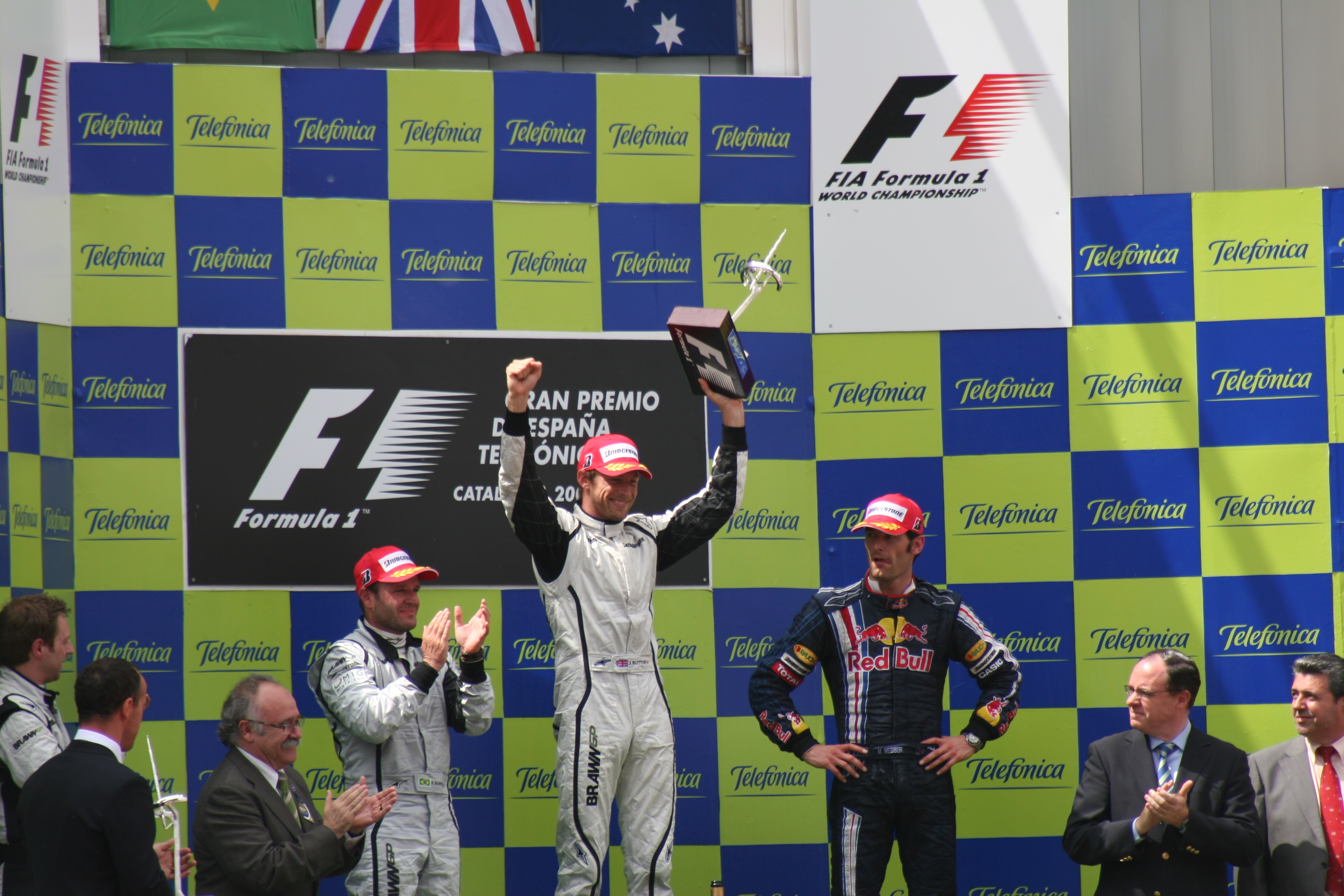
Rubens Barrichello, deuxième du Grand Prix d'Espagne, pense que Button a été favorisé lors de cette course.

Alors que les observateurs s'attendent à ce que Virgin devienne le sponsor-titre de Brawn GP dès la manche suivante, organisé du 8 au 10 mai en Espagne, l'écurie britannique conclut à l'occasion du Grand Prix d'Espagne une opération promotionnelle d'envergure avec Sony Pictures Entertainment pour assurer la promotion du film Terminator Renaissance, dont le logo et des images du film sont arborés par la BGP 001. Ce type de collaboration exceptionnelle entre les milieux du cinéma et de la Formule 1 était, jusqu'à présent, l'apanage de Red Bull Racing, associée précédemment à la promotion des films Superman Returns et Star Wars. Les excellents résultats de Brawn GP ont permis la négociation avec une vingtaine d'entreprises pour le rôle de sponsor-titre, selon Nick Fry, qui cherche à assurer l'avenir de l'écurie pour les cinq prochaines années. Bien qu'il dit prendre son temps pour signer un accord majeur avec l'une ou l'autre de ces entreprises, Fry se dit convaincu de voir beaucoup d'entre elles s'afficher sur la carrosserie de ses monoplaces.
Si Brawn GP a connu quelques difficultés lors des deux précédents Grands Prix, ce qui s'explique notamment par l'ajout d'un double diffuseur sur la plupart des autres monoplaces du plateau, Nick Fry et Ross Brawn rassurent quant à leurs capacités à développer la BGP 001 afin qu'elle se maintienne parmi les écuries de pointe. Le directeur de l'écurie annonce en effet que des évolutions sont prévues pour le début de la saison européenne, même si elles seront plus modestes que celles apportées par d'autres équipes. Pour cette manche, la BGP 001 dispose d'un capot moteur redessiné, ce qui rend plus incurvé la courbe inférieure des pontons de la voiture. Outre de nouveaux éléments de suspensions, un nouveau diffuseur et plancher, la carrosserie au niveau des ouvertures d'échappements est désormais incurvée, rappelant la solution développée par la Force India VJM02,. Brawn GP espère ainsi conserver son avance aux championnats du monde des pilotes et des constructeurs, qu'elle domine avec 50 points, près du double de Red Bull et Toyota, tandis que Button mène avec 31 points, devant Barrichello, 19 points.
Les séances d'essais libres sur le circuit de Barcelone sont ainsi destinées à évaluer le gain de performance apporté par les nouvelles pièces. Le vendredi matin, Jenson Button est l'auteur du meilleur temps, devançant Jarno Trulli de plus de trois dixièmes. Il est plus rapide que Rubens Barrichello, dixième, de plus d'une seconde, celui-ci étant chargé de récolter les données de base sur les modifications apportées à la monoplace. L'après-midi, le Brésilien améliore ses temps et se retrouve quatrième, à trois dixièmes de Nico Rosberg. Il devance son équipier de deux dixièmes, plus lent que pendant la matinée, sa monoplace souffrant d'un manque d'équilibre et d'adhérence imputables aux nouvelles pièces,,. La dernière séance d'essais permet à tous les pilotes d'améliorer leurs performances : Button et Barrichello, troisième et quatrièmes tournent cinq dixièmes moins vite que la Ferrari F60 de Felipe Massa et Kimi Räikkönen.
Les pilotes Brawn confirment leur bonne forme des essais en luttant pour la pole position, puisque Barrichello s'empare du meilleur temps de la deuxième phase de qualifications en réalisant le meilleur chrono du weekend de Grand Prix. Finalement, Button réalise une pole position inattendue avec un temps en 1 min 20 s 527, à un dixième de Sebastian Vettel, qui devance lui-même d'un dixième le Brésilien, troisième de la séance en 1 min 20 s 762. Celui-ci se montre déçu de ne pas partir depuis la première ligne. Selon Ross Brawn, les modifications apportées à la BGP 001 ont permis à l'écurie de progresser, même s'il faut encore optimiser leur impact sur les performances de la monoplace,,.
En course, Barrichello prend un excellent départ et dépasse Vettel, avant de prendre la tête au premier virage. Il garde sa position jusqu'au dix-neuvième tour où il s'arrête aux stands, mais il mène à nouveau la course dès le tour suivant. Button, deuxième, s'était arrêté une boucle plus tôt et doit attendre le vingt-sixième tour avant de dépasser Nico Rosberg. Disposant d'une lourde charge de carburant, le Britannique, plus rapide que Barrichello, qui n'arrive pas à reconstruire son avance, passe d'une stratégie à trois arrêts à une autre à deux arrêts, et aux prix d'un pilotage agressif, dépasse son équipier au trente-deuxième tour. Il ne perd cette position qu'aux quarante-neuvième et cinquantième boucles, en raison de son second arrêt, et remporte sa quatrième course de la saison, devant Barrichello, à 13 secondes, talonné par Mark Webber à cause de performances en baisse à la suite de son dernier arrêt,. Le Brésilien réalise au vingt-huitième passage de la ligne le meilleur tour en course, le dix-septième et dernier de sa carrière. Le changement soudain de stratégie de Button provoque l'interrogation du vétéran brésilien, qui soupçonne son écurie de le favoriser, alors qu'il semblait prêt à remporter son premier Grand Prix de la saison,. Ross Brawn, qui « aimerait voir Rubens gagner une course », déclare cependant qu'il n'y a aucun pilote numéro un et numéro deux, que Button et Barrichello sont traités à égalité et qu'aucune consigne d'équipe n'est donnée chez Brawn GP : « Si vous regardez les temps, avec les pneumatiques et la quantité d'essence, vous verrez qu'il y a eu un moment où Rubens était plus lent que prévu. C’est cela qui lui a coûté la victoire car Jenson était plus rapide, avec plus d'essence. Lors du premier virage, vous avez pu voir qu'il n'y avait pas de consigne donnée aux pilotes. Rubens a pris un bon départ et a pris l'avantage sur Jenson. Que Rubens ne soit pas heureux est une bonne chose. Ça m'ennuierait qu'il le soit après avoir fini deuxième derrière Jenson »,.
À l'issue de ce cinquième Grand Prix, Jenson Button creuse l'écart au championnat des pilotes avec 41 points, soit 14 de plus que Rubens Barrichello, qui devance Sebastian Vettel de trois unités. Au championnat des constructeurs, Brawn GP mène avec 68 points, soit 30 de plus que Red Bull Racing, qui s'affirme comme le principal rival de la petite écurie britannique.

### Troisième doublé au Grand Prix de Monaco

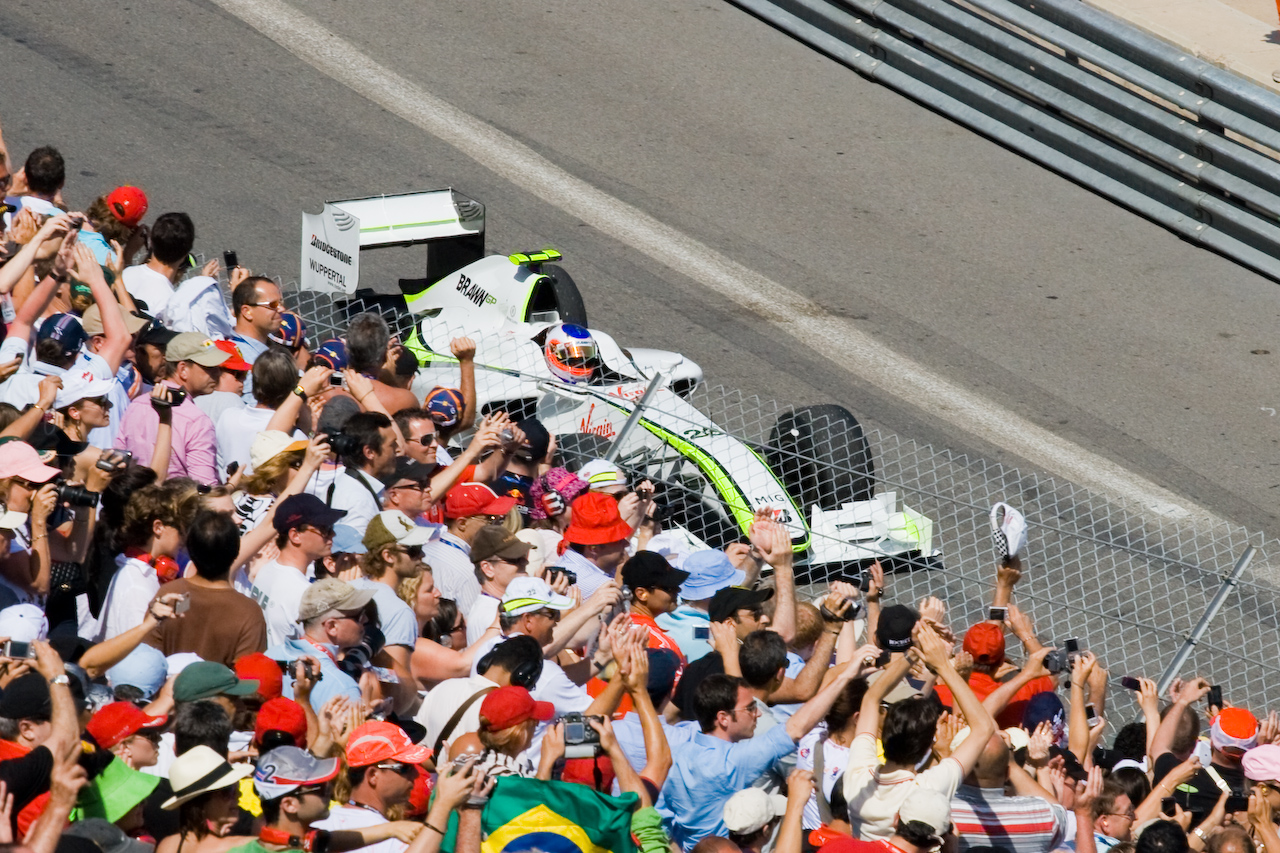
Rubens Barrichello termine deuxième du Grand Prix de Monaco…

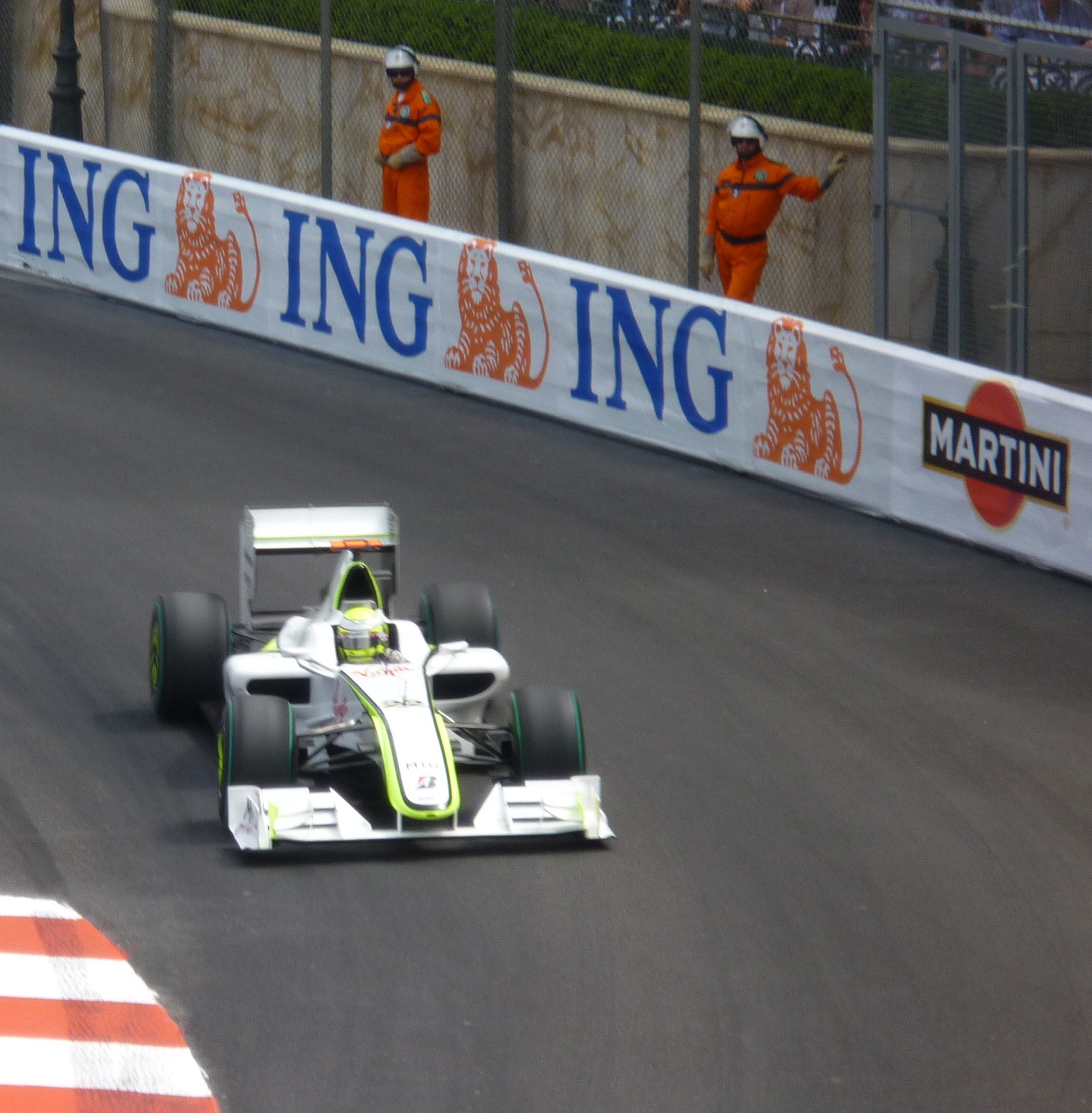
… pendant que Jenson Button gagne la course après s'être élancé depuis la pole position.

Alors que les équipes se préparent à disputer la sixième manche de la saison à Monaco, le directeur de Renault F1 Team, Flavio Briatore pense que le titre de champion du monde des constructeurs est déjà acquis pour Brawn GP : « Dans la Formule 1 presque tout est possible, mais je pense qu'il sera très dur pour une autre équipe de gagner le titre. Ils ont un bon financement, ils peuvent encore développer leur voiture sans trop de problème, mais c'est un problème pour la concurrence. Nous ne pouvons pas simplement aller au supermarché, acheter un diffuseur et l'installer sur la voiture. Pour une telle partie, il faut changer toute la voiture, et cela prend du temps ». Ross Brawn confirme cette tendance à court terme en précisant que la BGP 001 fonctionne très bien dans les virages lents et que le moteur Mercedes-Benz permet une grande maniabilité, ce qui constitue deux atouts majeurs sur le tracé monégasque.
Sur le circuit urbain le plus lent du championnat où un fort appui aérodynamique est primordial, les ingénieurs modifient la monoplace afin de la maximiser et affinent à l'usine de Brackley les réglages des amortisseurs. Cependant, ce tracé atypique semble demander un certain temps d'adaptation. En effet, lors de la première séance d'essais libres, disputée le jeudi matin, Button, auteur du huitième temps, souffre du manque d'équilibre de sa voiture, celui-ci bloquant ses roues dans les virages lents et souffrant de sous-virage dans les courbes rapides. Barrichello ne semble pas être concerné par ces problèmes puisqu'il réalise la meilleure performance de la session, avec un temps plus rapide de neuf dixièmes que son équipier,. L'après-midi, bien que tous améliorent leurs performances, le Brésilien se plaint du manque d'adhérence et du survirage de sa monture, réalisant le troisième temps, à trois dixièmes de Nico Rosberg. Button, plus lent encore de deux dixièmes, se classe quatrième,. Enfin, lors de la dernière séance d'essais, ce dernier obtient le deuxième temps à soixante-neuf centièmes de Fernando Alonso et tourne désormais dans le même rythme que son équipier, quatrième de la session.
Lors de qualifications qui voient les pilotes Toyota rétrograder en fond de grille, les deux Brawn BGP 001 se montrent en mesure de se battre pour les premières places face aux Red Bull et aux Ferrari, à tel point que Button décroche, avec un temps en 1 min 14 s 902, à 25 millièmes de Kimi Räikkönen, sa quatrième pole position de la saison, grâce à un tour parfait. Son équipier, qui boucle son meilleur tour en 1 min 15 s 077, prend la troisième place. Alors que la position sur la grille est déterminante dans le résultat en course, les deux pilotes Brawn GP croient en leurs chances de victoire à Monaco, tandis que Ross Brawn espère obtenir un nouveau doublé,.
Le lendemain, Button, jamais inquiété par Räikkönen, mis à part au cinquante-deuxième tour où il observe un arrêt aux stands, remporte sa cinquième victoire en six Grands Prix. Barrichello dépasse le Finlandais dès le premier tour et parvient à assurer sa deuxième place malgré la pression exercée par les pilotes Ferrari. En difficultés avec sa ceinture de sécurité qui s'est assouplie pendant la course, il ne se trouve pas en mesure de se battre pour la victoire et termine à sept secondes de son équipier,. Heureux de ce succès de rang à domicile (il habite à Monaco), le Britannique, qui devient le premier pilote de l'histoire à remporter trois courses consécutives sans changer de moteur, gare sa monoplace dans le parc fermé au lieu de l'amener au pied de la tribune protocolaire. Il la rejoint donc en courant, sous les acclamations du public et s'excuse auprès du Prince Albert II de Monaco, qui remet les trophées, de son retard, et reçoit le soutien de Michael de Kent, membre de la famille royale britannique, pour le prochain Grand Prix de Grande-Bretagne, qui a lieu quatre semaines plus tard. Button, Brawn, Fry et leurs épouses respectives sont alors conviés au dîner de gala organisé par le Prince, en compagnie de Jacky Ickx.
En tête du championnat du monde des pilotes avec 51 points contre 35 pour Barrichello, Jenson Button dit ne pas penser au titre mondial, de peur de perdre ses moyens. Brawn GP mène le championnat des constructeurs avec 86 points, soit le double de son dauphin, Red Bull Racing.

### Sixième victoire pour Button, premier abandon pour Barrichello en Turquie

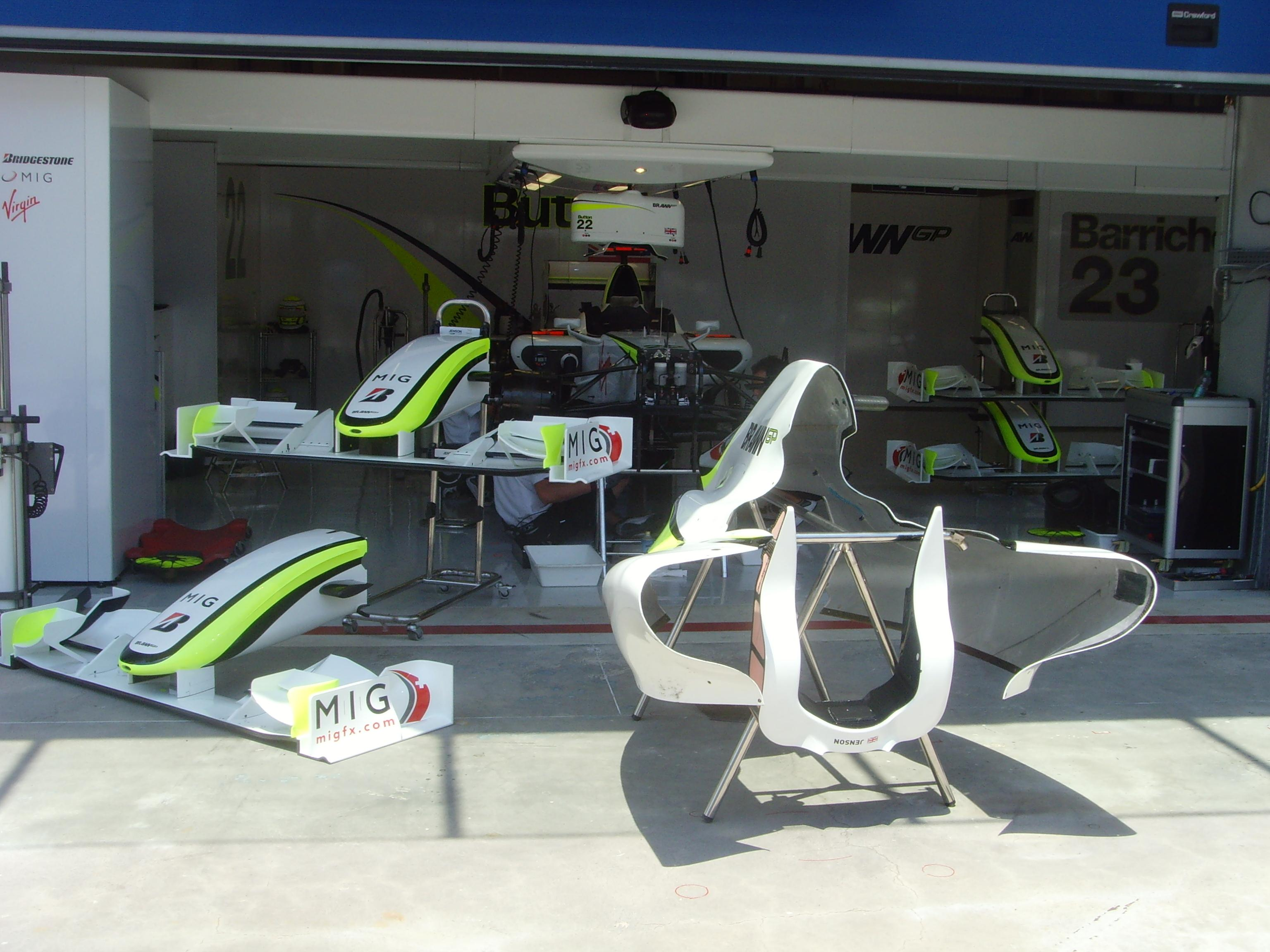
La BGP 001 dispose d'un nouvel aileron avant pour le Grand Prix de Turquie.

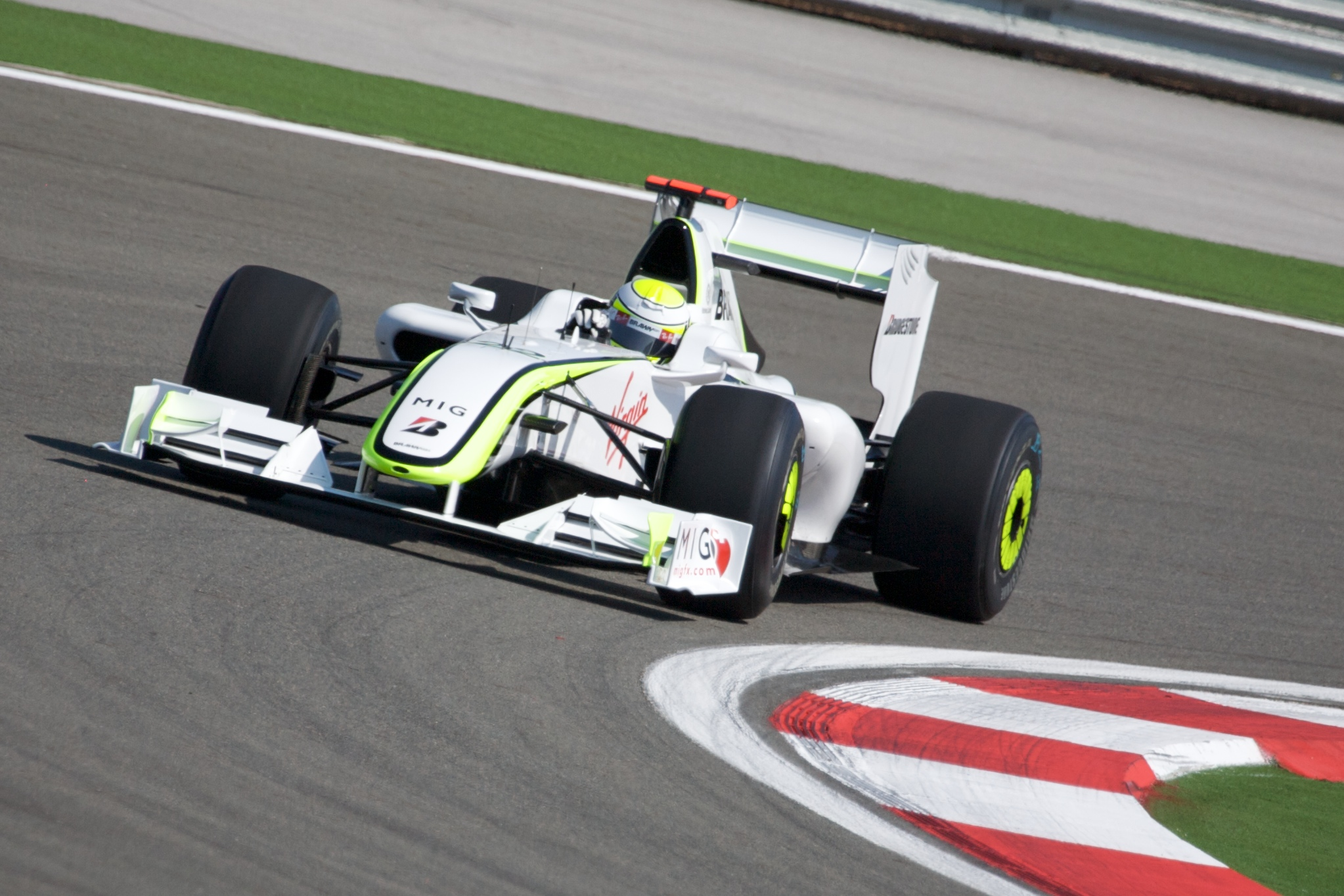
Finalement, Button (ici le vendredi matin avec l'ancien aileron) remporte sa sixième victoire en sept Grands Prix.

Grâce à l'arrivée de nombreux commanditaires et aux très bons résultats du début de saison, Brawn GP envisage d'augmenter le salaire de ses pilotes. Pourtant, l'expansion du contrat de sponsoring avec Virgin Group tarde à se concrétiser, ce qui n'inquiète pas pour autant Nick Fry sur la santé financière de son équipe,. Pour le Grand Prix de Turquie disputé du 5 au 7 juin sur le circuit d'Istanbul Park, la Brawn BGP 001 est dotée de nouveaux éléments sur sa suspensions arrière ainsi que d'un nouvel aileron avant. Celui-ci diffère de l'ancien puisqu'il ne dispose que d'une seule ailette au lieu de deux, comme sur la Ferrari F60. Cette innovation permet à ses pilotes d'ajuster l'angle de ce volet jusqu'à six degrés, ce qui a une incidence considérable sur l'appui à l'avant de la voiture. L'objectif est de rendre la BGP 001 plus rapide tant dans les virages lents que dans les virages rapides, là où se trouve son point faible, contrairement à la Red Bull RB5, sa principale rivale,,.
Toutefois, les essais libres montrent une écurie à la peine. En effet, le vendredi, Button et Barrichello échouent à trouver le bon équilibre pour leur monoplace, qui manque en outre d'adhérence quel que soit le type de pneumatiques utilisés,. Le matin, le Brésilien, neuvième de la séance, rend six dixièmes à la Williams de Nico Rosberg, alors que son coéquipier, auteur du onzième temps, est plus lent de deux dixièmes. La séance de l'après-midi voit les écarts se resserrer fortement dans le milieu de peloton : Barrichello, encore à une demi-seconde de la McLaren MP4-24 d'Heikki Kovalainen est huitième devant Button, qui, revenu à un dixième du vétéran brésilien, n'est que douzième. La troisième séance, le samedi matin, est plus favorable à l'écurie de Brackley qui a travaillé tard pour améliorer sa monoplace : sixième et septième, le duo de pilotes n'est plus qu'à trois dixièmes du meilleur temps de Felipe Massa.
Comme à l'accoutumée, les BGP 001 s'avèrent plus véloces en qualifications, mais quelle que soit la session, elles n'arrivent cependant pas à battre la Red Bull de Sebastian Vettel, auteur de la pole position, juste devant Button, deuxième en 1 min 28 s 421, à un dixième de l'Allemand. Barrichello, qui a failli être éliminé lors de la deuxième séance après avoir été un temps bloqué dans le trafic, prend la troisième place sur la grille, avec un chrono en 1 h 28 min 579 s. Alors qu'ils adoptent des stratégies de course différentes le lendemain, les deux pilotes espèrent remporter l'épreuve du lendemain, ce qui n'est jamais arrivé à un pilote ne partant pas de la pole position du Grand Prix de Turquie,.
Le matin avant la course, Ross Brawn confirme de nouveau à ses deux pilotes qu'ils sont traités à égalité, afin de maintenir une bonne entente dans l'équipe. Button, qui s'élance du côté sale de la piste, prend un bon départ et double Vettel au premier tour, pendant que Barrichello est victime d'un problème d'embrayage dès le départ, le reléguant en douzième position. Au septième tour, il percute la McLaren de Kovalainen, alors onzième, et part en tête-à-queue, endommageant au passage son aileron avant. Repartant de la dix-septième place, il accroche la Force India VJM02 d'Adrian Sutil six boucles plus loin, aggravant les dégâts sur son aileron, ce qui l'oblige à rentrer aux stands prématurément. Désormais vingtième et dernier, le Brésilien remonte à la quinzième place avant d'abandonner sur une casse de boîte de vitesses au quarante-septième tour, une première pour Brawn GP,. Button, en tête tout au long de la course, sauf au dix-huitième tour, après son premier ravitaillement, remporte le Grand Prix pour la quatrième fois consécutive, une performance inédite depuis les victoires de Fernando Alonso aux Grand Prix d'Espagne, de Monaco, de Grande-Bretagne et du Canada en 2006. Avec six succès en sept courses, il égale Jim Clark en 1965 et Michael Schumacher en 1994 et en 2004, les seuls à avoir établi une telle performance. Cette victoire lui permet d'accroître son avance de dix points sur son dauphin, Barrichello, au championnat des pilotes, alors que Brawn GP mène le championnat des constructeurs avec 96 points, soit quarante de plus que Red Bull dont les pilotes ont complété le podium. Enfin, Button signe le meilleur tour en course, le dernier de l'histoire de l'écurie britannique.

### Podium derrière Red Bull à Silverstone

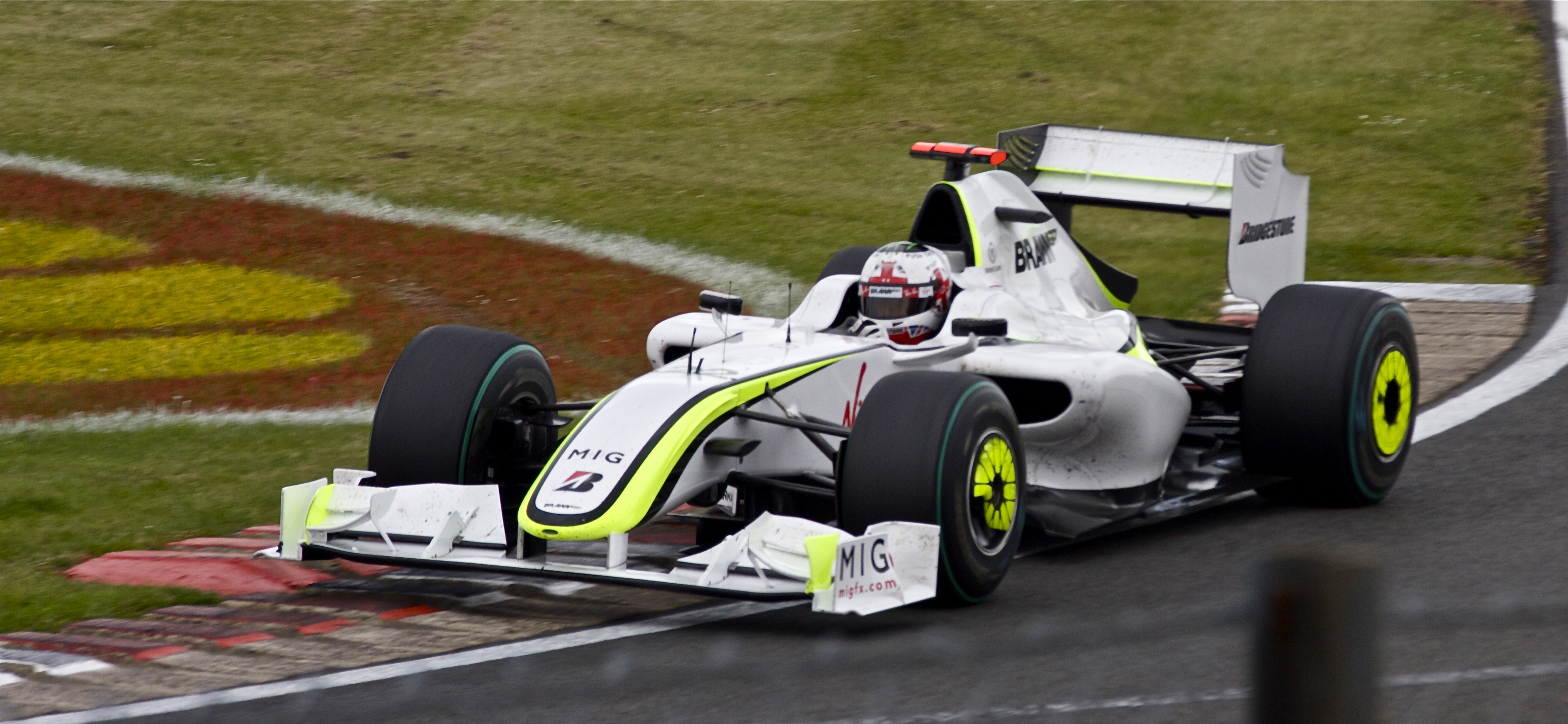
En difficulté tout au long du weekend de Grand Prix, Button ne termine que sixième de sa course nationale.

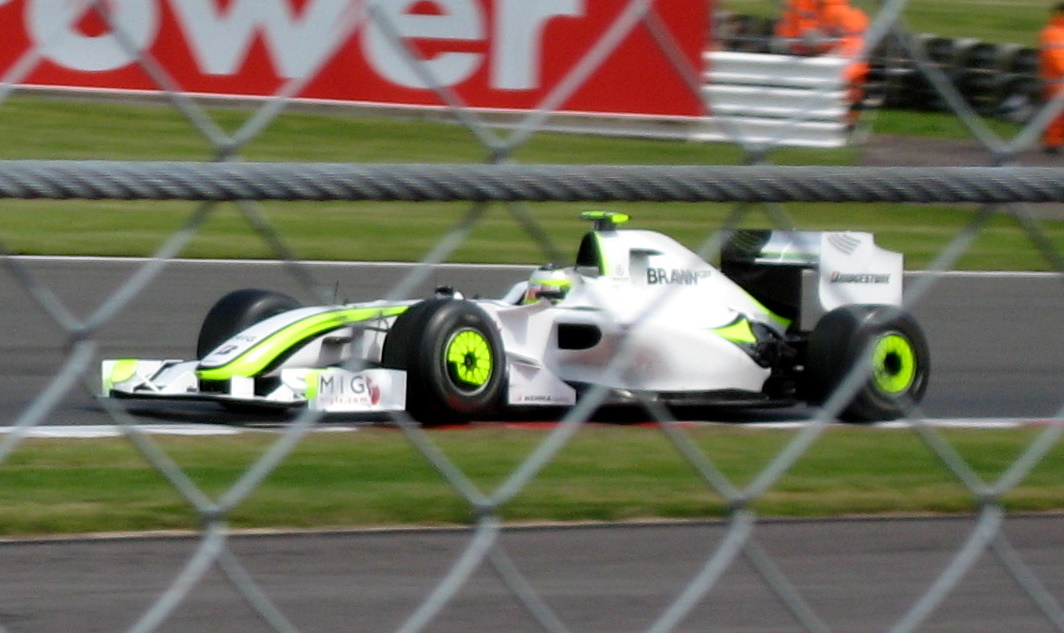
Tenant tête aux Red Bull, Barrichello permet à son écurie de terminer sur le podium pour la huitième fois en huit Grands Prix.

L'avance nette de Brawn GP dans les deux championnats fait dire à Mark Webber qu'il sera très difficile de battre la petite équipe britannique le reste de la saison, mais confirme que Red Bull Racing peut rivaliser avec elle. Pour autant, Ross Brawn préfère ne pas penser à ce stade du championnat aux titres pilotes et constructeurs, arguant qu'« un abandon ou autre peut nous attendre au tournant ». L'ingénieur britannique ajoute qu'il n'est pas question de favoriser Button au détriment de Barrichello, mais il précise qu'il prendra une décision dans ce sens en fin de saison si le Britannique est menacé par un autre pilote.
Pour cette manche disputée à Silverstone la BGP 001 arbore un aileron avant avec de nouvelles dérives, dans la continuité de celui utilisé en Turquie, ainsi qu'un nouvel aileron arrière pour le Grand Prix de Grande-Bretagne, disputé du 19 au 21 juin. Brawn se dit confiant quant au développement de la BGP 002 de 2010, malgré la restructuration de l'équipe opérée en début de saison et ses moyens modestes : « Nous avons eu une énorme restructuration au cours de l'hiver, mais je peux déjà dire que le développement de la prochaine voiture progresse rapidement et d'après ce que je vois de ce que j'appellerais les « centres de performance » de l'équipe, c'est très bon, dans certains domaines peut-être même meilleur, grâce aux objectifs clairs et aux structures que nous avons mis en place »,.
Les évolutions apportées à la BGP 001 semblent pourtant insuffisantes pour conserver sa domination, désormais durablement mise à mal par Red Bull. En effet, lors des essais libres du vendredi matin, Button et Barrichello, bien que troisième et quatrième meilleurs temps de la séance, sont plus lents de huit dixièmes que les RB5 de Sebastian Vettel et Mark Webber. L'après-midi, l'équilibre des monoplaces blanches s'améliore mais le vent fort diminue ses performances, d'autant plus que les écarts entre les concurrents sont resserrés. Ainsi, Barrichello, toujours à huit dixièmes des pilotes Red Bull, réalise le sixième temps, tandis que Button, en difficulté avec l'aérodynamisme de sa voiture dans les virages lents et rapides, rend une demi-seconde à son équipier et ne se classe que quatorzième,. La dernière séance du samedi n'est guère plus convaincante, même s'ils améliorent leur temps, Barrichello et Button, respectivement dixième et douzième, tournent 1,2 seconde moins vite que les Williams FW31 de Nico Rosberg et Kazuki Nakajima.
Rubens Barrichello se montre performant en qualifications lors desquelles il réalise le deuxième meilleur temps en 1 min 19 s 856, à trois dixièmes de Sebastian Vettel, qualifié en pole position. Celui qui espérait prendre la troisième place sur la grille se dit très heureux de cette performance et souhaite dès lors remporter sa première course de la saison. À l'inverse, Jenson Button n'arrive pas à faire chauffer les pneus de sa voiture, qui sous-vire dans les courbes rapides et sur-vire dans les virages lents. Un temps menacé d'élimination dès la deuxième phase de qualifications, il réalise finalement le sixième chrono en 1 min 20 s 289, à plus de sept dixièmes de l'Allemand. Brawn espère donc que les problèmes de température de ses monoplaces seront réglés d'ici la course du lendemain,.
Pourtant, si Barrichello résiste face à Mark Webber, son équipier prend un mauvais départ et se retrouve bloqué derrière la Toyota TF109 de Jarno Trulli, ce qui permet à Rosberg, Räikkönen et Massa de le dépasser. Après son premier arrêt au dix-huitième tour, Barrichello se retrouve troisième derrière les Red Bull. Malgré un mal de dos persistant depuis le début du Grand Prix, il conserve cette position jusqu'à l'arrivée, qu'il franchit à 41 secondes de Vettel. Longtemps huitième, Button parvient à dépasser Räikkönen et Trulli malgré ses problèmes de température de pneumatiques et termine sixième de l'épreuve, à 46 secondes du vainqueur et juste derrière Massa et Rosberg,,. Malgré ce résultat en demi-teinte pour l'écurie, le Brésilien juge que son objectif, celui « de combler l'écart avec Jenson », est rempli. Frustré de n'avoir pas brillé devant son public, Button relativise en constatant que « tous les points sont importants à ce stade de la saison »,. En effet, s'il mène le championnat avec 64 points, il n'a plus que 23 points d'avance sur Barrichello, alors que Vettel n'est plus qu'à deux points de ce dernier. Brawn GP, avec 105 points, garde 30,5 points d'avance sur Red Bull.

### Course difficile au Grand Prix d'Allemagne

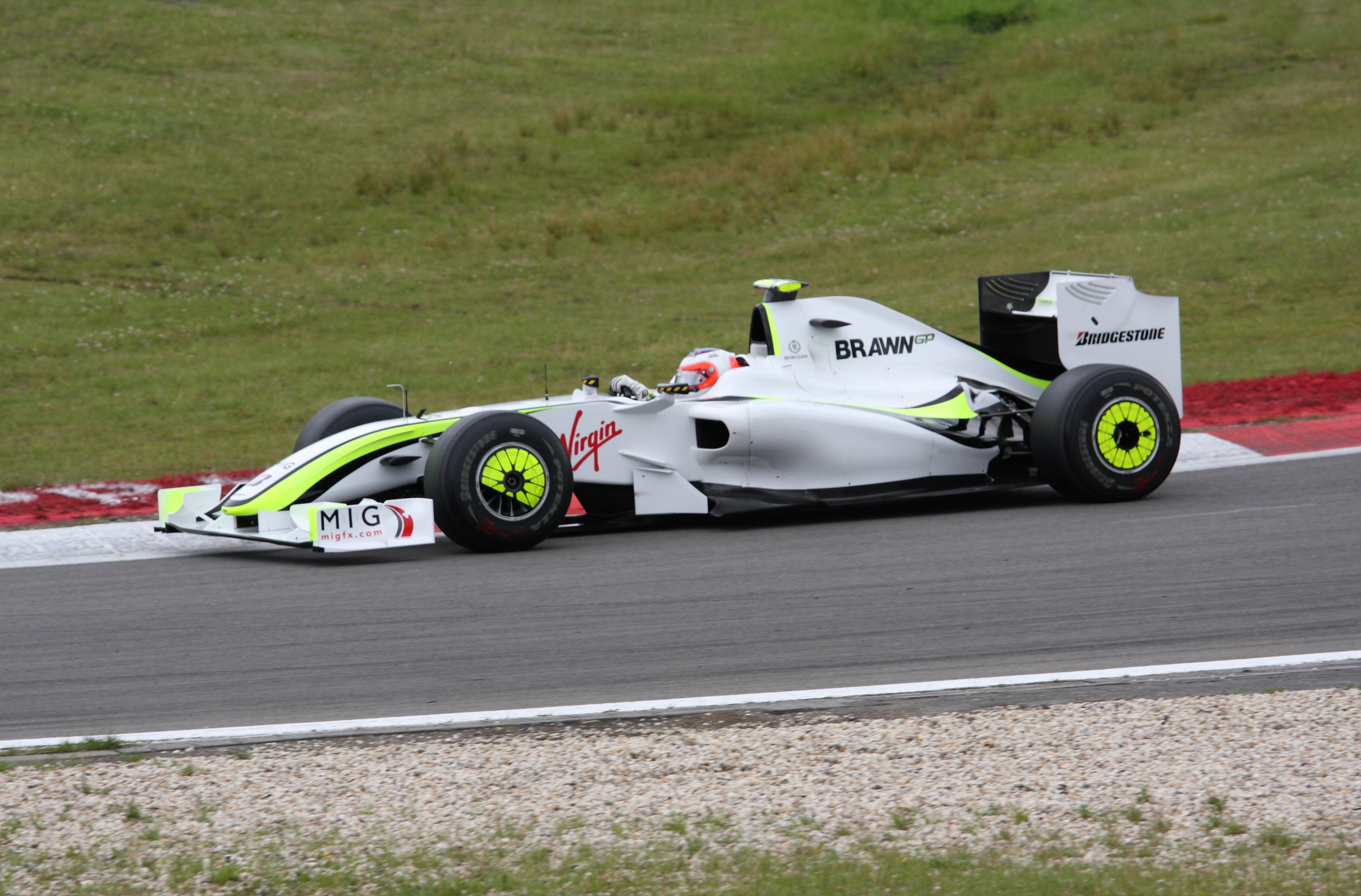
Barrichello, cinquième du Grand Prix d'Allemagne alors qu'il prétendait au podium, fustige la mauvaise stratégie de course de son équipe.

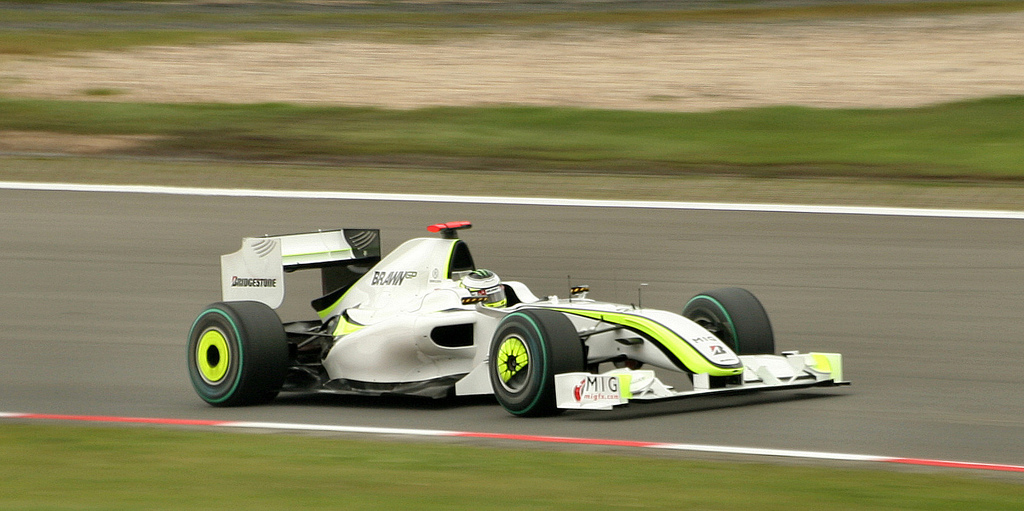
Button a été dominé par son équipier tout au long du weekend et finit sixième sur le Nürburgring.

Après le Grand Prix de Grande-Bretagne, Richard Branson, le patron de Virgin Group, admet qu'il est peu probable que son entreprise soutienne Brawn GP en 2010, celle-ci demandant un soutien annuel à hauteur de 50 millions de livres sterling, ce qui est trop cher pour le milliardaire : « Quand nous sommes arrivés, c'était très bon marché et cela a été formidable pour nous en termes de couverture globale. Mais je crains que l'an prochain, le prix ne soit astronomique et qu'il ne faille regarder vers une plus petite équipe ». Virgin reste néanmoins commanditaire de l'écurie jusqu'à la fin de la saison.
Le résultat de Brawn GP en Grande-Bretagne, le moins bon depuis le début de la saison, montre que l'écurie n'exerce plus sa domination, d'autant plus que Red Bull Racing semble désormais la distancer. Pour Ross Brawn, qui a avoué que les basses températures du circuit de Silverstone n'a pas permis de profiter des nouvelles pièces finalement retirées de la BGP 001, la reprise en main du championnat passe par l'apport d'évolutions à sa monoplace : « Nous ne pouvions pas déterminer à quel point les nouveautés fonctionnaient donc nous avons décidé d’éviter toute confusion et sommes revenus à ce que nous avions en Turquie. Nous avons donc quelques nouveautés et quelques améliorations pour le Nürburgring. […] Avec tout le respect que nous leur devons, nous courions contre Williams et Ferrari à Silverstone et nous ne faisons pas cela normalement. Je ne crois pas qu’ils aient fait un pas en avant, je pense que nous avons un peu souffert ». En effet, outre les ailerons avant et arrière qui n'ont pu être utilisés à Silverstone, la BGP 001 dispose de nouveaux enjoliveurs et winglets au niveau des roues arrière. Cependant, l'écurie doit faire face à la démission de son directeur technique, Jörg Zander, deux semaines avant le Grand Prix d'Allemagne.
Pourtant, sur le Nürburgring, où les températures sont anormalement basses pour un début juillet, la BGP 001 éprouve encore des difficultés à faire chauffer ses pneumatiques, en particulier les gommes dures, ce qui ne permet pas à ses pilotes de travailler sur l'équilibre ou l'amélioration des performances de la voiture. Si Button réalise le deuxième temps des premiers essais libres, à quatre dixièmes de Mark Webber, Barrichello, plus lent de huit dixièmes, manque d'adhérence à l'avant de sa monoplace et se classe douzième. Les temps s'améliorent durant la séance du vendredi après-midi, puisque Button, malgré sa troisième place, est à deux dixièmes de la McLaren MP4-24 de Lewis Hamilton, tandis que Barrichello, revenu à trois dixièmes de son équipier, est septième,. La dernière séance d'essais est plus laborieuse car les pilotes Brawn GP tournent dans les mêmes temps que la veille, au contraire de leurs concurrents. Ainsi, Button et Barrichello, auteurs respectivement des onzième et quatorzième chronos, rendent une seconde à Hamilton.
Les qualifications sont, comme d'habitude, plus favorables à l'écurie britannique qui est devancée uniquement par les pilotes Red Bull lors de la première phase. La pluie s'abat sur le Nürburgring pour la deuxième partie des qualifications, obligeant les pilotes à chausser les gommes intermédiaires. Barrichello juge la piste pas assez trempée pour utiliser de telles pneumatiques et reste en slicks, ce qui lui permet de dominer cette séance avec quatre secondes d'avance sur ses concurrents, alors que son équipier se qualifie de justesse pour la dernière phase avant qu'une piste mouillée ne l'empêche de réaliser un temps compétitif. Finalement, le Brésilien prend la deuxième place sur la grille de départ, avec un temps en 1 min 32 s 357, à un dixième de Webber, juste devant Button, qui se qualifie troisième en 1 min 32 s 473,.
À l'extinction des feux, un bras de fer oppose Mark Webber et Rubens Barrichello à l'abord du premier virage : bien que Webber tasse le Brésilien au point d'entrer en contact avec sa monoplace, Barrichello réussit à prendre l'avantage. Cette friction provoque une enquête des commissaires et un drive through vient sanctionner le pilote australien. Button réalise un plus mauvais début de course, puisqu'il est débordé par Heikki Kovalainen. Il s'arrête aux stands au quatorzième tour et repart en quatorzième position. Il est imité par son équipier au tour suivant, laissant la tête de course à Webber et Felipe Massa, avant s'emparer à nouveau de la première place au vingt-cinquième tour. Pendant ce temps, le Britannique remonte dans le classement et pointe à la troisième place à mi-course, où il change ses pneumatiques. Barrichello fait de même au tour suivant et quitte les stands en cinquième place, devant Button. Ce dernier le passe au cinquantième tour alors que les deux pilotes luttent pour la deuxième place après une nouvelle remontée. Toutefois, toujours en difficulté avec la mise en température de leurs pneumatiques, Barrichello et Button se montrent incapables de contrer la marche vers la victoire des pilotes Red Bull. Ainsi, Button et Barrichello franchissent la ligne d'arrivée en cinquième et sixième positions, à vingt-quatre secondes de Mark Webber, qui remporte le premier Grand Prix de sa carrière,. Ce modeste résultat provoque la colère du vétéran brésilien, qui pointe du doigt la mauvaise stratégie de course mise en place par l'équipe, sans laquelle il aurait pu gagner le Grand Prix, selon ses dires : « J'ai fait tout ce que je devais faire et ils m'ont fait perdre la course. De cette façon, nous allons finir par perdre les deux championnats.Je voudrais juste prendre l'avion et rentrer à la maison. Je n'ai pas envie de parler à l'équipe et écouter leur blabla. Aujourd'hui, nous avons parfaitement démontré comment perdre une course ». Ross Brawn affirme le contraire, expliquant que son pilote, auteur du onzième meilleur temps en course, était incapable de remporter l'épreuve. En effet, le Brésilien rendait 1,3 seconde (soit 3 km/h) par tour aux monoplaces les plus véloces, alors que le Britannique tournait une demi-seconde plus vite,,.

### En fort retrait en Hongrie
Brawn GP aborde le Grand Prix de Hongrie dans des conditions apaisées depuis que Rubens Barrichello a appris que sa contre-performance au Nürburgring était due à un problème de carburant et pas à une mauvaise stratégie. Le Brésilien, qui regrette les paroles prononcées contre son équipe à l'issue de la course, a envoyé un courriel à l'ensemble du personnel afin de leur assurer qu'il n'avait « aucun problème personnel avec qui que ce soit ».
Bien que Jenson Button mène le championnat des pilotes avec 68 points, soit 21 de plus que Sebastian Vettel, désormais son plus proche poursuivant, Rubens Barrichello est dorénavant quatrième avec 44 points, soit trois de moins que le pilote Red Bull, dont l'écurie n'est plus qu'à 19,5 points de retard sur Brawn GP alors que neuf des dix-sept manches du championnat ont été disputées. Button, qui n'est pas monté sur le podium lors des deux précédents Grands Prix, pense que la chaleur qui règne habituellement sur l'épreuve hongroise, qui a lieu fin juillet, permettra à l'écurie britannique de retrouver le haut du classement. Il prévient toutefois que si ce n'est pas le cas, « nous pourrons commencer à nous poser des questions » sur les performances de sa voiture. Pour ce dixième Grand Prix, le plancher et le diffuseur de la BGP 001 sont modifiés, tout comme l'aileron avant, configuré pour générer un maximum d'appui dans les courtes lignes droites du Hungaroring.
Comme toujours, la recherche de performance n'est pas la priorité de Brawn GP qui roule avec beaucoup de carburant lors des essais du vendredi puisque Button et Barichello s'affairent à tester le comportement des évolutions apportées sur la BGP 001 et les gommes dures et tendres. Le matin, le duo, classé dixième et treizième, est plus lent de près de neuf dixièmes par rapport à Heikki Kovalainen. L'après-midi, les écarts entre les pilotes du plateau se resserrent à tel point qu'ils tournent presque tous dans la même seconde. Ainsi, si Barrichello, à six dixièmes de Lewis Hamilton, est septième, Button obtient le treizième temps de la séance alors qu'il ne rend que seize centièmes à son équipier. Enfin, malgré les conditions estivales propices aux bonnes performances pour la BGP 001, Barrichello est treizième de la séance du samedi matin à 1,1 seconde d'Hamilton, alors que Button est relégué en dix-septième position, à deux dixièmes du Brésilien.
Les qualifications confirment le retour aux avant-postes des habituelles écuries de pointe, Renault F1 Team, McLaren Racing et Ferrari, à la peine depuis le début de saison. S'ils réussissent non sans mal à passer la première phase de qualifications, Barrichello est éliminé à l'issue de la deuxième séance et se qualifie treizième en 1 min 21 s 222. Dans les dernières minutes de cette session, le Brésilien perd l'un des ressorts de ses amortisseurs arrière, celui-ci frappant Felipe Massa, juste derrière lui, à la tête. Souffrant d'une commotion cérébrale et de lésions au dessus de l’œil gauche, le pilote Ferrari est transporté au centre médical du circuit où Barrichello se rend pour prendre de ses nouvelles, avant de rejoindre l'hôpital de Budapest. Massa est forfait pour le reste du championnat. La perte de cet amortisseur est, selon Ross Brawn, la cause de la mauvaise prestation de son pilote. Pendant ce temps, Button, dont les amortisseurs de sa monoplace ont été changés par précaution pour la dernière phase de qualifications, quitte les stands juste à temps pour effectuer un unique tour rapide et réalise le huitième temps des qualifications, en 1 min 22 s 511, le Britannique étant pénalisé par une lourde charge en carburant qui perturbe l'équilibre de sa monoplace,.
Le lendemain prouve définitivement que la BGP 001 n'est plus dans le rythme des meilleures monoplaces du plateau à la mi-saison. Parti douzième à la suite du forfait de Massa, qualifié dixième, Barrichello prend un mauvais départ et se retrouve seizième à la fin du premier tour. Button, qui conserve sa huitième place en début de course, souffre de la rapide dégradation de ses pneus tendres et lutte pour contenir Kazuki Nakajima, alors que la monoplace blanche était la meilleure dans la conservation de ce type de gommes lors des essais libres. Après son premier arrêt, il passe le reste de la course à tenter de passer les Toyota TF109 de Jarno Trulli et Timo Glock. S'il finit par dépasser l'Italien à dix tours de l'arrivée, il peste à la radio contre le manque de rythme de sa voiture, ce à quoi ses ingénieurs n'ont aucune réponse à apporter. En milieu de peloton, si Barrichello parvient à prendre le meilleur sur les BMW Sauber F1.09 de Nick Heidfeld et Robert Kubica et la Renault R29 de Nelsinho Piquet, il ne termine que dixième, à 79 secondes de Lewis Hamilton, alors que Button finit septième,,. Mécontent de cette dernière course avant la pause estivale, Button constate qu'il a limité les dégâts, mais aussi que les performances de sa voiture, qui a réalisé les sixième et neuvième meilleurs tours en course, ont reculé depuis trois Grands Prix, pendant que les écuries constructeurs sont désormais compétitives. Au championnat, Button mène avec 70 points, soit 19 de moins que Webber, alors que Barrichello est quatrième avec 44 points. Avec 98,5 points, Red Bull Racing n'est plus qu'à 15,5 longueurs de Brawn GP.

### Barrichello victorieux au Grand Prix d'Europe
La trêve estivale est l'occasion pour les écuries d'observer une pause dans la compétition. Ross Brawn reconnaît que son écurie a reculé dans la hiérarchie, notamment en raison des problèmes rencontrés avec la gestion des pneumatiques. Pour l'ingénieur britannique, c'est l'une des évolutions apportées à la BGP 001 qui est à l'origine de cet ennui technique, mais la résolution de ce problème est d'autant plus ardu que les essais privés en cours de saison sont interdits. Ces déconvenues n'empêchent pas l'écurie britannique de doter sa monoplace de panneaux aux extrémités de ses pontons, comme la plupart de ses rivales, afin d'améliorer le passage de l'air dans cette zone de la voiture.
Malgré le désistement de Virgin Group qui a conclu un accord avec la future écurie Manor Grand Prix pour 2010, Nick Fry met fin aux rumeurs concernant la fragilité financière de son équipe et annonce que le budget de Brawn GP est assuré pour les trois prochaines années. Il est en négociations avec de nombreuses sociétés pour un éventuel partenariat, dont la compagnie aérienne Emirates, le producteur de boissons énergisantes Monster, Bwin et Telmex.
Les essais libres du Grand Prix d'Europe, disputé du 21 au 23 août sur le circuit urbain de Valence, sont destinés à observer le comportement de la BGP 001 sans les évolutions ajoutées au fil de la saison. Le vendredi matin, Rubens Barrichello se place en haut de la feuille des temps, alors que Jenson Button, quatrième à six dixièmes du Brésilien, encadre avec lui les pilotes McLaren. L'après-midi, malgré quelques problèmes d'équilibre, Button et Barrichello sont seulement devancés par la Renault R29 de Fernando Alonso, qui plus rapide de huit dixièmes, a bouclé son meilleur tour avec une très faible charge en essence,. Nombreux sont les pilotes qui améliorent leurs performances avant les qualifications, si bien que Button se retrouve septième à sept dixièmes du surprenant Adrian Sutil sur Force India VJM02, pendant que Barrichello, trois dixièmes plus lent que son équipier, pointe au douzième rang.
La séance qualificative voit se livrer un duel entre McLaren et Brawn GP. Button domine la première séance, puis Barrichello la deuxième, mais le Brésilien ne prend que la troisième place sur la grille en 1 min 39 s 563, à 65 millièmes de Lewis Hamilton. Button, qui fait une erreur lors de son meilleur tour au virage no 4, puis passe en quatrième vitesse au virage suivant au lieu d'utiliser le troisième rapport, se qualifie en cinquième position avec un temps en 1 min 39 s 821. L'écurie place donc ses deux voitures sur le côté propre de la grille pour la course,.
Alors que Barrichello lutte avec les McLaren en course, Button se retrouve bloqué par Sebastian Vettel, en difficulté, au départ, et rétrograde en huitième position. Le Brésilien profite des arrêts aux stands de Hamilton et de Heikki Kovalainen (qui sont équipés du SREC) pour prendre la tête au dix-septième tour. Il se montre suffisamment rapide pour repartir devant le Finlandais après son ravitaillement survenu quatre tours plus tard. Au trente-sixième passage, Hamilton ravitaille à nouveau, laissant la première place à Barrichello qui la conserve, malgré son second arrêt, jusqu'à l'arrivée, remportant le dixième Grand Prix de sa carrière, le premier depuis le Grand Prix de Chine 2004. La course de Button se résume quant à elle à un duel avec Mark Webber, qu'il dépasse à treize tours de l'arrivée pour finir septième, à 34,9 secondes de son équipier,. Barrichello, qui dédie sa victoire à Felipe Massa, obtient à Valence le centième succès d'un pilote brésilien en Formule 1 et la cent-cinquantième victoire du manufacturier Bridgestone,. Cette performance lui permet de revenir à la deuxième place du championnat des pilotes avec 54 points, soit 18 de moins que Button. Brawn GP profite également que Red Bull n'ait marqué aucun point pour accroitre son avance de 12 unités, avec 126 points marqués.

### De nouveau à la peine à Spa-Francorchamps
Peu avant le Grand Prix de Belgique, qui a lieu une semaine après la manche européenne, Ross Brawn évoque l'avenir de ses pilotes. Il estime qu'il n'y a « aucune raison » que Button et Barrichello ne soient pas conservés pour la saison 2010, et déclare que les négociations en vue de leurs prolongations de contrat commenceront après l'épreuve belge. En outre, Brawn GP teste sur la monoplace de Button un aileron de requin similaire à celui de la Renault R29 à Spa-Francorchamps et équipe sa BGP 001 d'ailerons avant et arrière générant peu de trainée,.

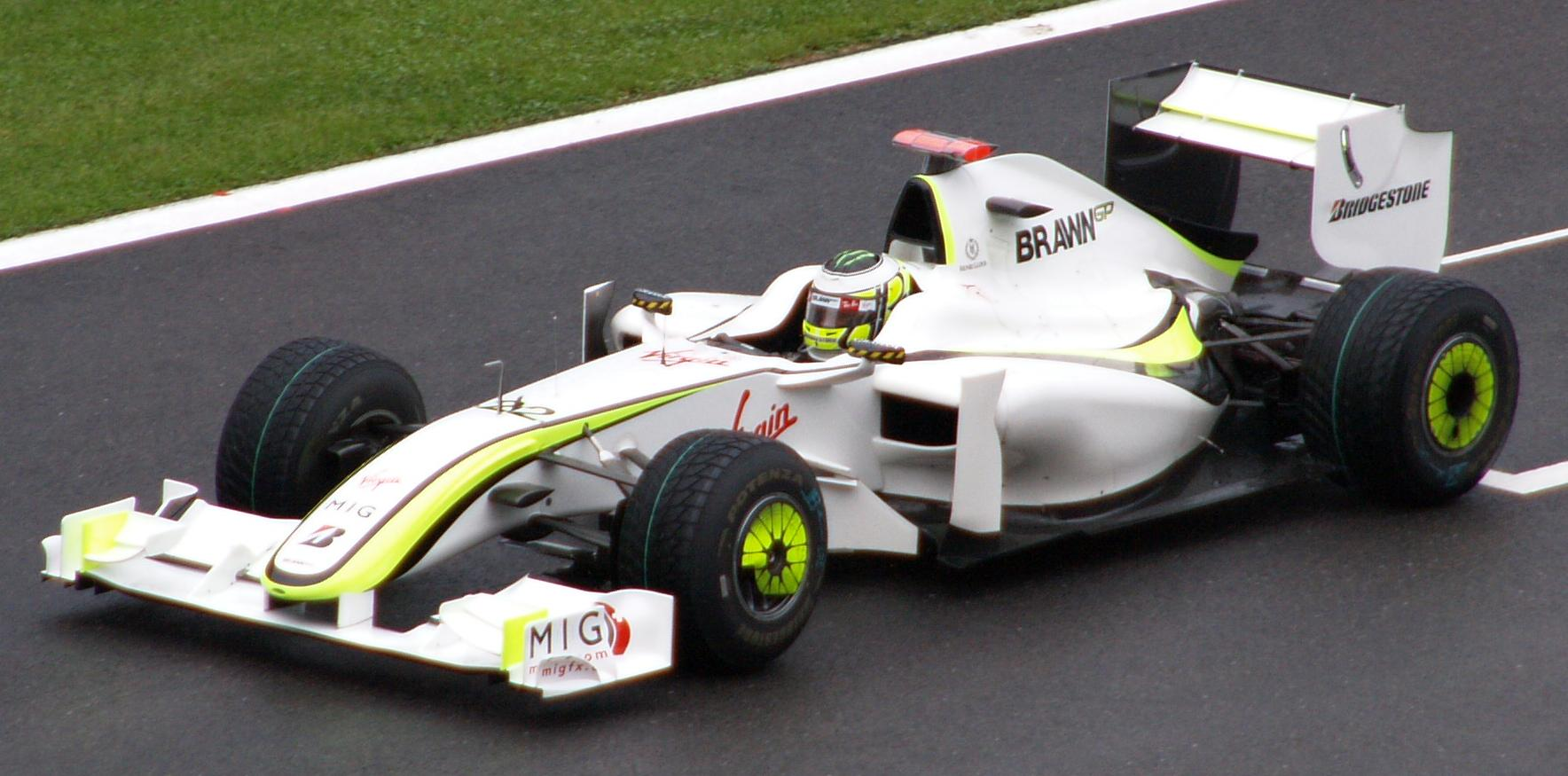
Jenson Button subit, en Belgique, son unique abandon de la saison.

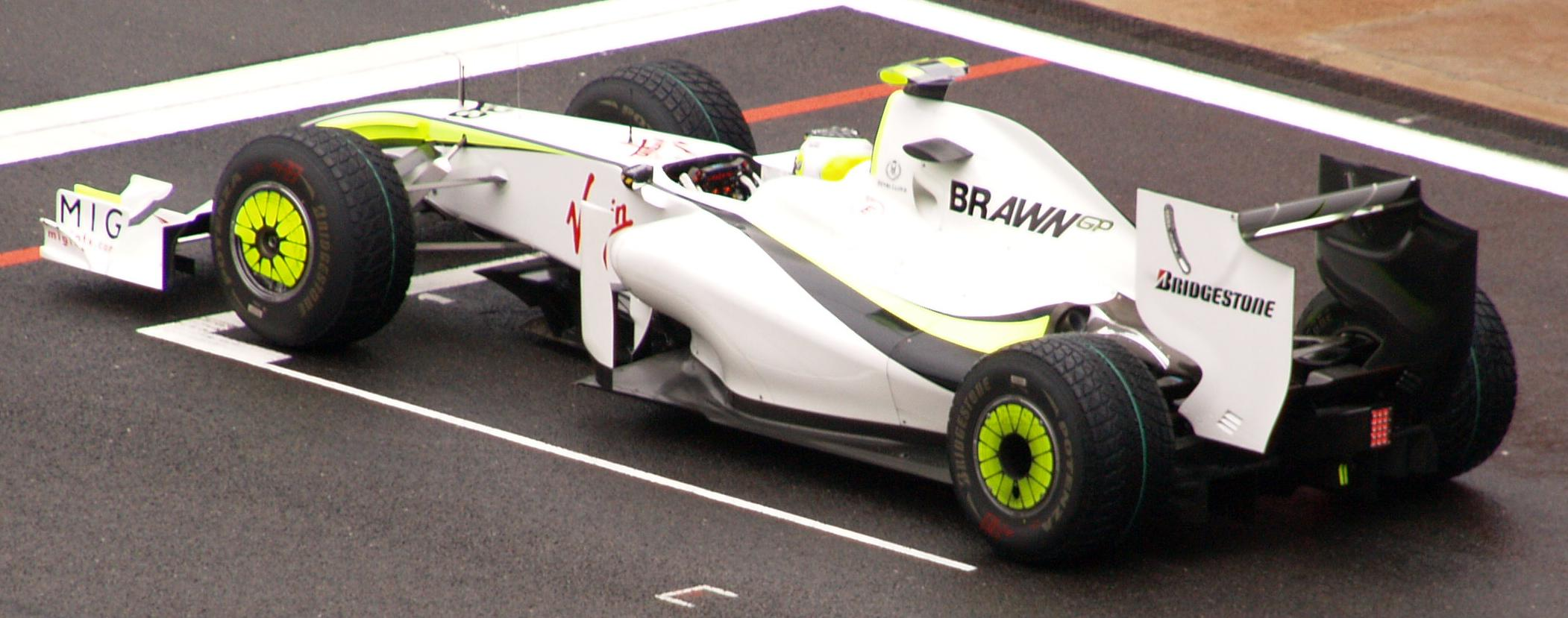
Rubens Barrichello termine septième du Grand Prix de Belgique.

Les premiers essais libres du Grand Prix de Belgique sont marqués par la pluie qui fait son apparition au bout de trente minutes, ce qui met à mal le programme prévu par Brawn GP. Button réalise le deuxième temps, à six dixièmes de Jarno Trulli, et devance Barrichello, sixième, de près de deux secondes. Le vendredi après-midi est consacré à des comparaisons d'appuis aérodynamiques. Button, qui souffre de l’instabilité de son aileron arrière dans le virage de l'Eau Rouge, ne réalise que le dix-septième temps, juste devant Barrichello. Les écarts sont très serrés puisque seule une seconde sépare le premier de l'avant-dernier pilote de la séance,. Le lendemain matin, le Britannique, qui n'est plus équipé de l'aileron de requin, se classe dixième à plus d'une seconde de Nick Heidfeld, alors que le Brésilien est seizième à quatre dixièmes de son équipier.
Lors de qualifications très serrées entre tous les concurrents, Button se qualifie de justesse pour la deuxième partie de la séance tandis que son équipier n'est qu'à un dixième du meilleur temps établi par Giancarlo Fisichella. Le Britannique, à la peine avec une monoplace manquant d'équilibre et d'adhérence, et dont le moteur ne semble pas en mesure de délivrer le maximum de sa puissance, en particulier avec les gommes tendres, échoue à se qualifier pour la troisième partie de la session et prend la quatorzième place sur la grille de départ, avec un temps en 1 min 45 s 251. Barrichello se qualifie en quatrième position avec un meilleur temps en 1 min 46 s 513, à deux dixièmes du pilote Force India. Heureux de sa performance, au contraire de son équipier qui évoque sa « pire qualification de l'année », le Brésilien espère remporter à Spa-Francorchamps son deuxième Grand Prix consécutif,.
En course, Barrichello, en difficultés avec son embrayage, prend un très mauvais départ et se retrouve quatorzième à la fin du premier tour. Son coéquipier prend un excellent envol et dépasse Lewis Hamilton. Alors que Button tente de passer Heikki Kovalainen au virage de La source, le pilote Renault Romain Grosjean percute la roue arrière du Britannique, emportant les deux monoplaces dans les graviers. Hamilton et Jaime Alguersuari, victimes collatérales de cet accrochage, abandonnent eux aussi. Grosjean, qui rejette la responsabilité de l'accident sur le pilote Brawn GP, part à la rencontre de ce dernier et l'interpelle : « Tu ne m'as pas vu ?! ». Button et Hamilton, exaspérés par l'attitude du novice français, estiment qu'il s'agit d'un simple incident de course, bien que cela soit frustrant. La voiture de sécurité est déployée jusqu'à la fin du quatrième tour et Barrichello décide avec ses ingénieurs d'observer une stratégie à un seul arrêt afin de tenter de marquer des points. Il effectue cet arrêt à la fin du vingt-septième tour où il était revenu à la sixième place et repart onzième. Il franchit finalement la ligne d'arrivée en septième position, à trente-cinq secondes de Kimi Räikkönen, alors qu'il doit composer avec une fuite d'huile en fin de course. Sa BGP 001 prend feu une fois garée dans le parc fermé,,.
Bien que Brawn GP n'ait marqué que deux points en Belgique, Brawn GP mène toujours le championnat des constructeurs avec 128 unités. Red Bull Racing, qui n'a inscrit que quatre points, est deuxième à 104,5 unités. Avec 72 points, Button, qui n'est pas dans les huit premiers pour la seule fois de la saison, mène le championnat des pilotes, devançant son équipier de 16 points et Vettel de 19 points. En difficulté depuis cinq courses, le Britannique se remotive en se disant qu'il s'apprête à vivre « un mini-championnat de cinq courses dans lequel [il part] avec seize points d'avance »,.

### Doublé inattendu en Italie

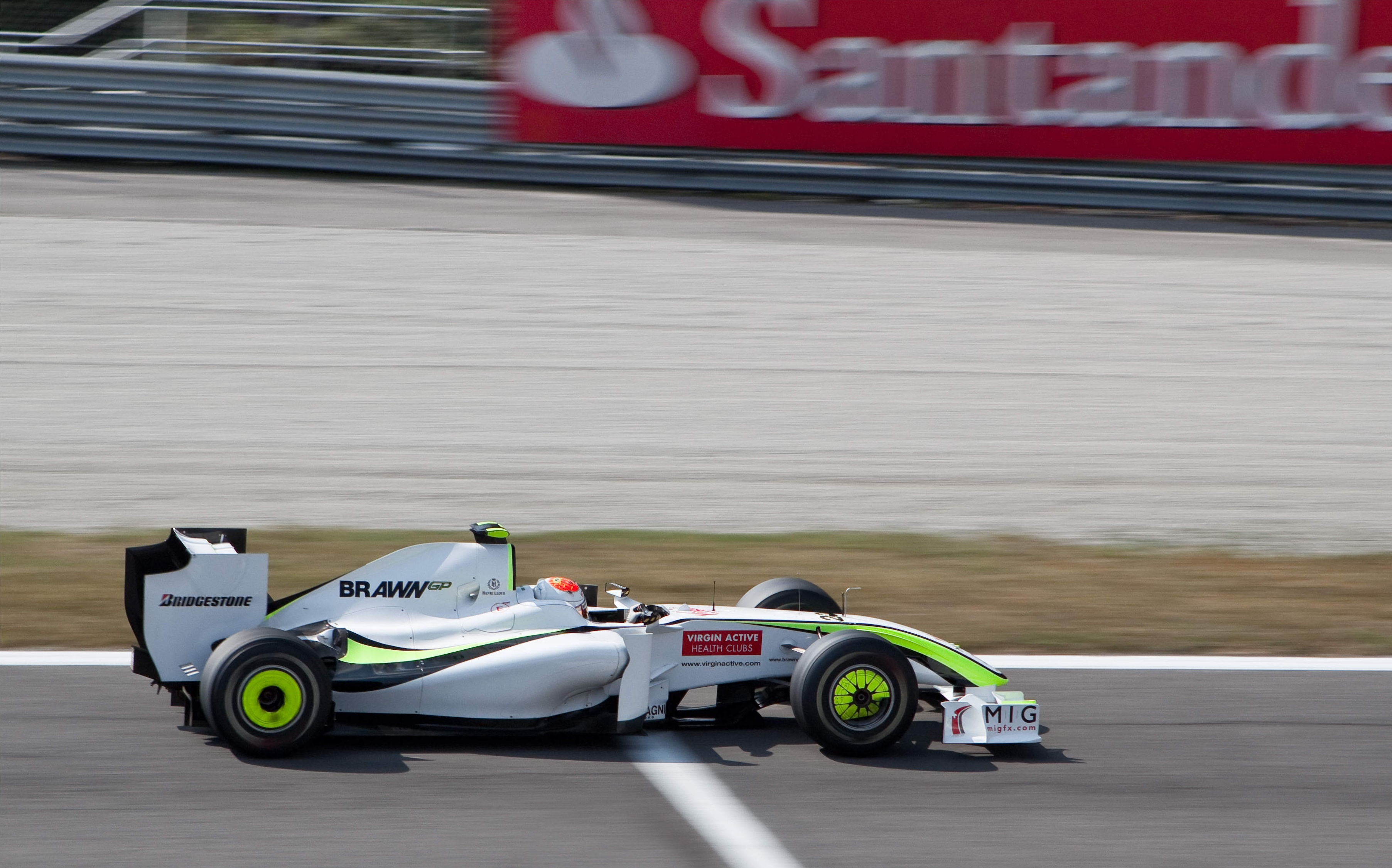
À Monza, Barrichello décroche la dernière victoire de sa carrière et de Brawn GP…

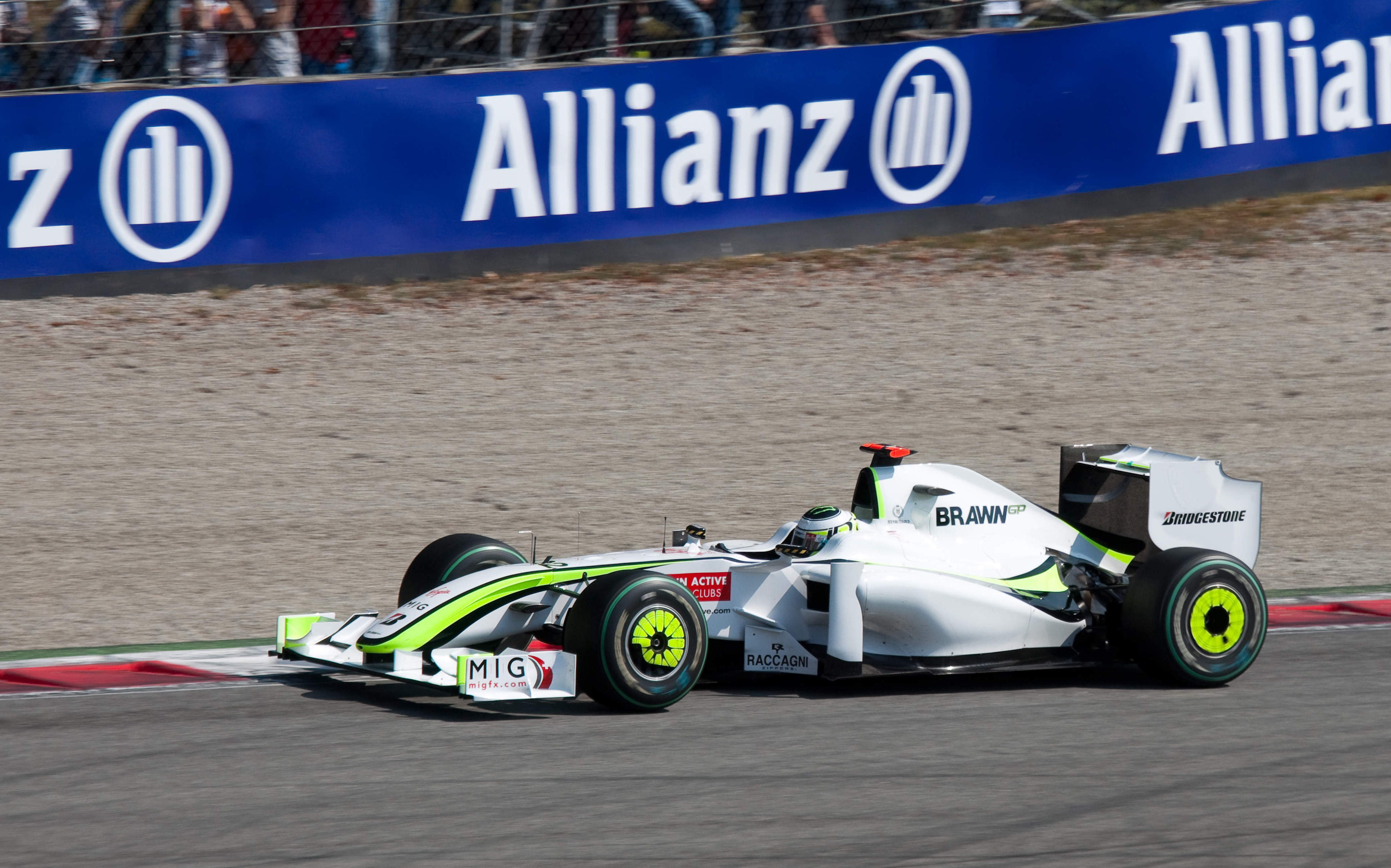
… tandis que Button assure le doublé pour son équipe.

Peu avant le Grand Prix d'Italie, des rumeurs prétendent que Mercedes-Benz envisage de prendre une participation dans le capital de Brawn GP dès lors que le constructeur aura terminé la conception de sa voiture de route avec McLaren, dont elle possède 40 % du capital. Toutefois, Mercedes-Benz dément ces rumeurs.
L'Autodromo Nazionale di Monza, le circuit le plus rapide du championnat, exige des monoplaces qu'elles génèrent le moins d'appuis aérodynamiques possible. Lors des premiers essais libres de la manche italienne disputée du 11 au 13 septembre, Button réalise le septième temps de la séance, à huit dixièmes de Lewis Hamilton, tandis que Barrichello, douzième, n'est qu'à un dixième de son équipier. Le vendredi après-midi, les pilotes Brawn GP, qui embarquent une lourde quantité d'essence au contraire de leurs rivaux, sont relégués respectivement en dix-neuvième et seizième position, à plus d'une seconde d'Adrian Sutil. Le samedi matin lors de l'ultime séance, Button réalise le deuxième temps à 68 millièmes de Sutil, tandis que Barrichello est quatrième à deux dixièmes du pilote Force India.
En qualifications, Brawn GP se révèle être un candidat potentiel pour la pole position, Barrichello réalisant le meilleur temps de la deuxième partie de la séance. Lors de la dernière phase de qualifications, les deux pilotes chargent leurs monoplaces en carburant et tablent sur une stratégie à un arrêt pour le lendemain, estimant que les monoplaces disposant du SREC pourraient se qualifier à une meilleure place qu'eux. En effet, Barrichello prend la cinquième place sur la grille, en 1 min 25 s 015, à moins d'une seconde d'Hamilton, juste devant Button, sixième en 1 min 25 s 030,.
Peu avant la course, l'écurie annonce que Barrichello souhaite conserver sa boîte de vitesses pour la fin du weekend de Grand Prix, bien qu'elle préoccupait ses mécaniciens depuis que la monoplace du Brésilien a été victime d'un incendie à la fin du Grand Prix de Belgique. À l'extinction des feux, les pilotes Brawn GP profitent du mauvais départ de Heikki Kovalainen pour gagner une place. Au vingtième tour, profitant des arrêts aux stands des meneurs, le Brésilien prend la tête, suivi par Button, qui s'arrête huit boucles plus loin. Il repart cinquième, et est ensuite devancé par son équipier qui observe son ravitaillement au tour suivant. Au trente-huitième tour, il reprend la tête à la suite du second arrêt d'Hamilton, Räikkönen et Sutil, et la conserve jusqu'au drapeau à damiers, remportant sa deuxième victoire de la saison, la onzième et dernière de sa carrière en Formule 1. Button termine deuxième, à trois secondes du vainqueur. Barrichello, qui obtient le huitième et dernier succès de Brawn GP, dédie sa victoire à ses deux fils,,.
Ce doublé permet à Brawn GP d'accroître son avance sur Red Bull Racing, qui n'a marqué qu'un point, au championnat des constructeurs, l'écurie de Brackley le menant avec 146 points contre 105,5 pour l'équipe autrichienne. Au championnat des pilotes, Button est toujours en tête avec 80 points, devant Barrichello avec 66 points. Seuls eux, Sebastian Vettel et Mark Webber (qui ont 54 et 51,5 points) sont désormais mathématiquement capables de remporter le championnat du monde, puisqu'il ne reste que quatre courses à disputer.

### Dans les points malgré les difficultés à Singapour

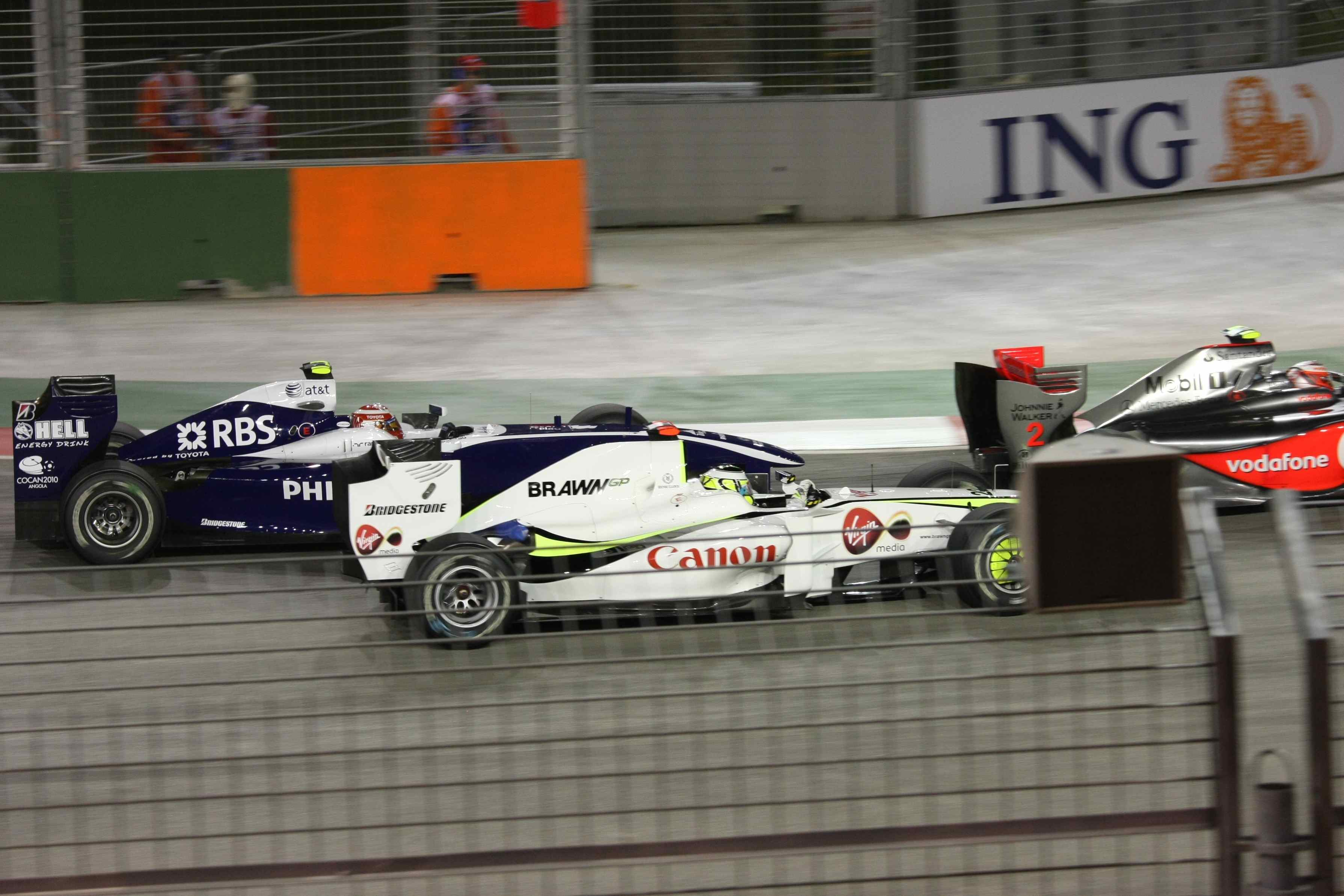
Kovalainen, Button et Nakajima au départ du Grand Prix de Singapour.

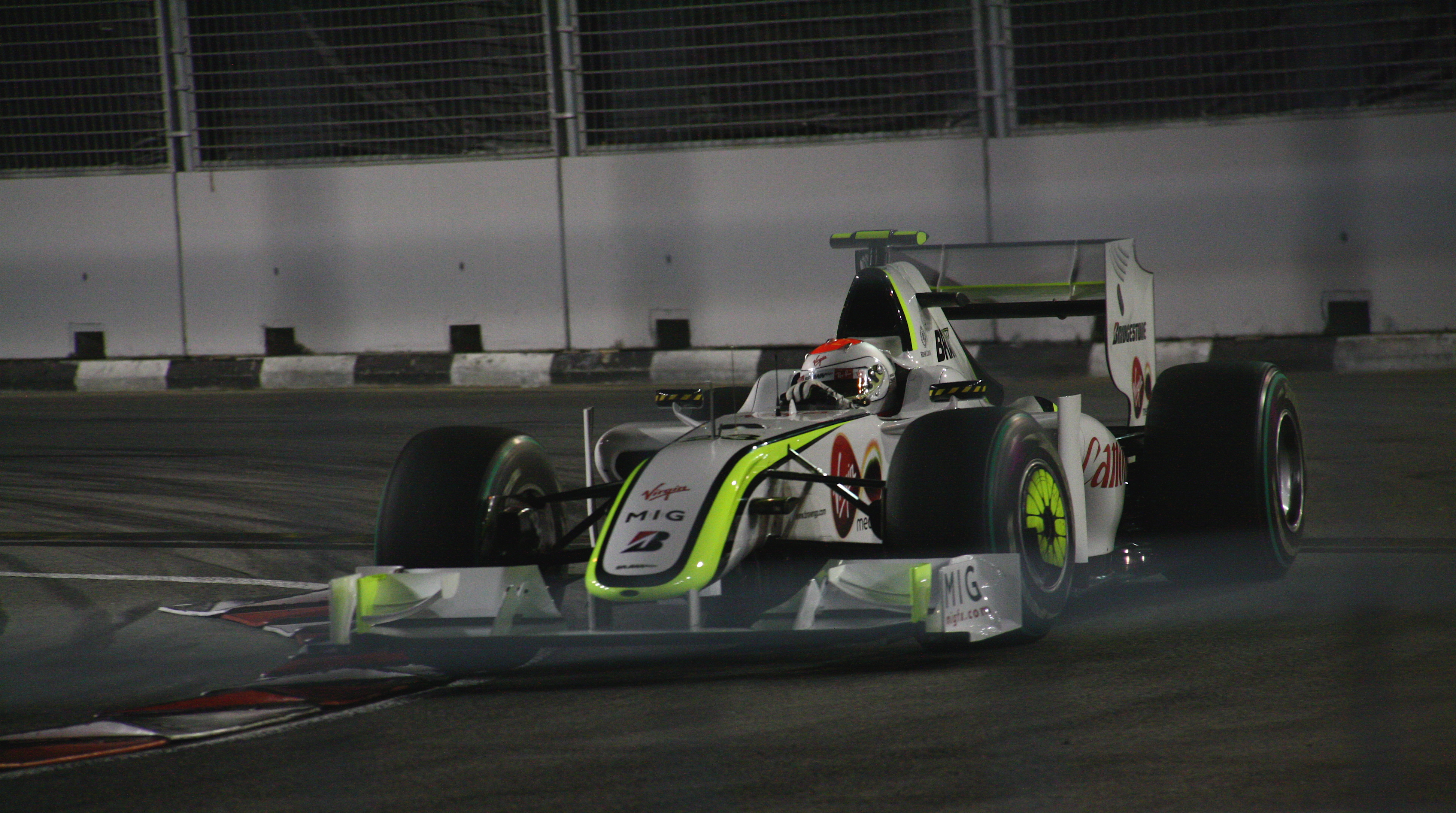
Malgré des problèmes de boîte de vitesses, Barrichello termine dans les points à Singapour.

Deux semaines s'écoulent entre le Grand Prix d'Italie et celui de Singapour, disputé de nuit. Le circuit urbain de Singapour, très similaire au tracé monégasque, exige beaucoup d'appui aérodynamique. Lors des essais libres du vendredi après-midi, Rubens Barrichello et Jenson Button réalisent les deux meilleurs temps de la séance. Le soir, le trafic malmène les deux pilotes dans la réalisation de leur tests d'équilibre, Button réalisant le cinquième temps à sept dixièmes de Sebastian Vettel quand Barrichello est onzième à une seconde de l'Allemand,. La dernière séance, le samedi après-midi, est plus difficile encore puisque le Brésilien est huitième à neuf dixièmes de Lewis Hamilton, distançant son équipier, quatorzième temps, de quatre dixièmes.
À l'approche des qualifications, Barrichello change sa boîte de vitesses, fragilisée depuis le Grand Prix de Belgique. Il écope donc d'une pénalité de cinq places sur la grille de départ. Si les pilotes Brawn GP semblent pouvoir briguer la pole position, Button enregistrant le deuxième meilleur temps derrière Hamilton dans la première phase de qualifications, il n'en est rien : en effet, le Britannique, en corrigeant un problème de sous-virage à la fin de cette session, diminue les performances de freinage de sa monoplace et bloque sa roue arrière gauche dans le virage no 7, perdant beaucoup de temps. Il se qualifie donc en douzième position avec un temps en 1 min 47 s 141. Si son équipier accède à la dernière partie des qualifications, il ne réalise que le cinquième meilleur temps, en 1 min 48 s 828, à neuf dixièmes d'Hamilton. Sa pénalité le contraint à s'élancer de la neuvième place (au lieu de la dixième), à la suite de l'exclusion de Nick Heidfeld, septième des qualifications, pour poids non conforme de sa BMW Sauber F1.09, qui part depuis les stands. Button prend ainsi la onzième place sur la grille.
Bien que le fait de gagner des points soit compromis par cette qualification laborieuse, Barrichello et Button effectuent un bon départ, se retrouvant respectivement septième et dixième à la fin du premier tour, puis sixième et huitième au vingt-deuxième tour. Les deux pilotes remontent progressivement et sont troisième et quatrième à quinze tours de l'arrivée. Toutefois, le Brésilien profite de l'accident de Mark Webber pour effectuer un dernier arrêt ; son moteur cale dans les stands après qu'il a enclenché trop tard la vitesse automatique lors de son arrivée dans les puits, et ressort finalement septième, derrière son équipier, qui s'arrête à son tour à dix boucles du drapeau à damiers pour repartir cinquième, devant celui-ci. Le Britannique, qui souffre de problèmes de freins, réduit sa cadence et garde sa position jusqu'à l'arrivée, de même que Barrichello qui finit sixième,.

### Résister au danger Red Bull à Suzuka

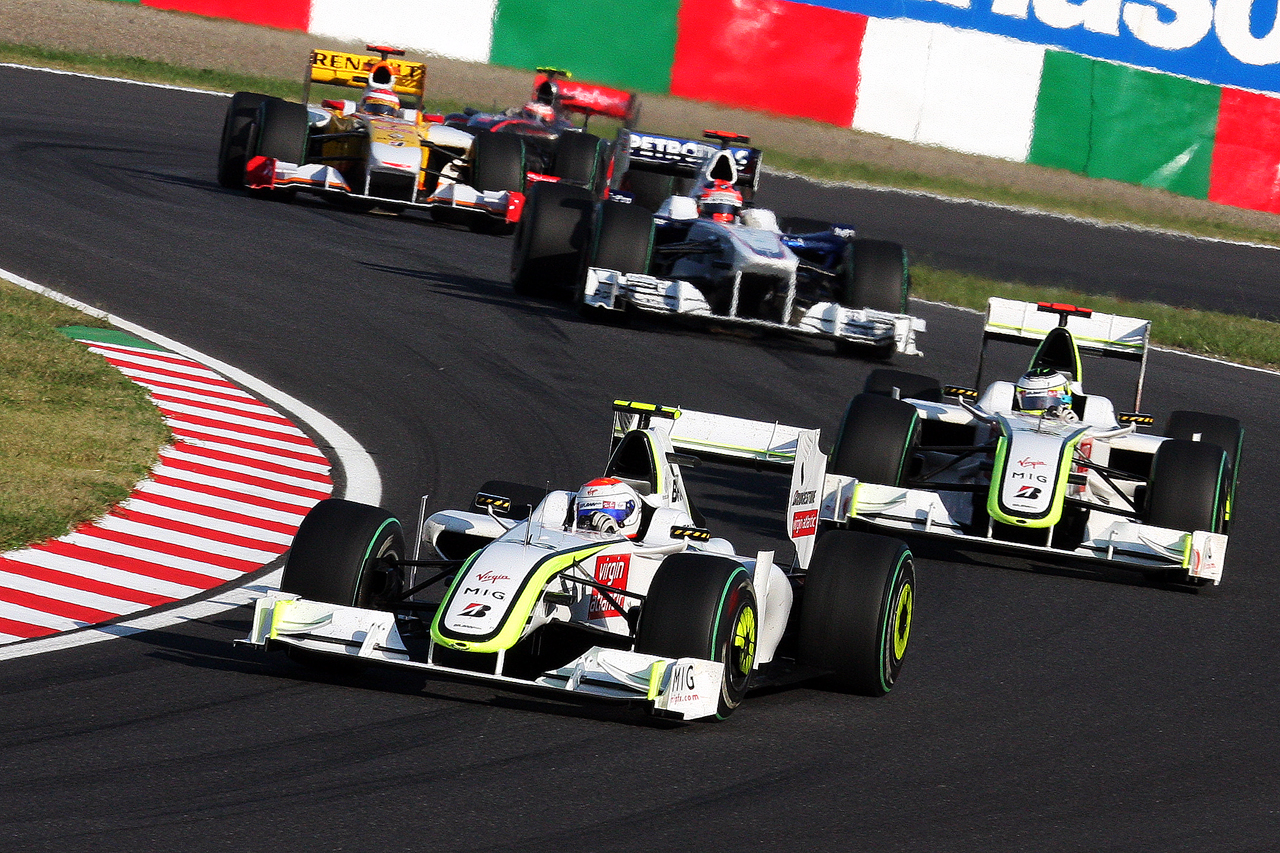
Rubens Barrichello devant Jenson Button à quatre tours de l'arrivée du Grand Prix du Japon.

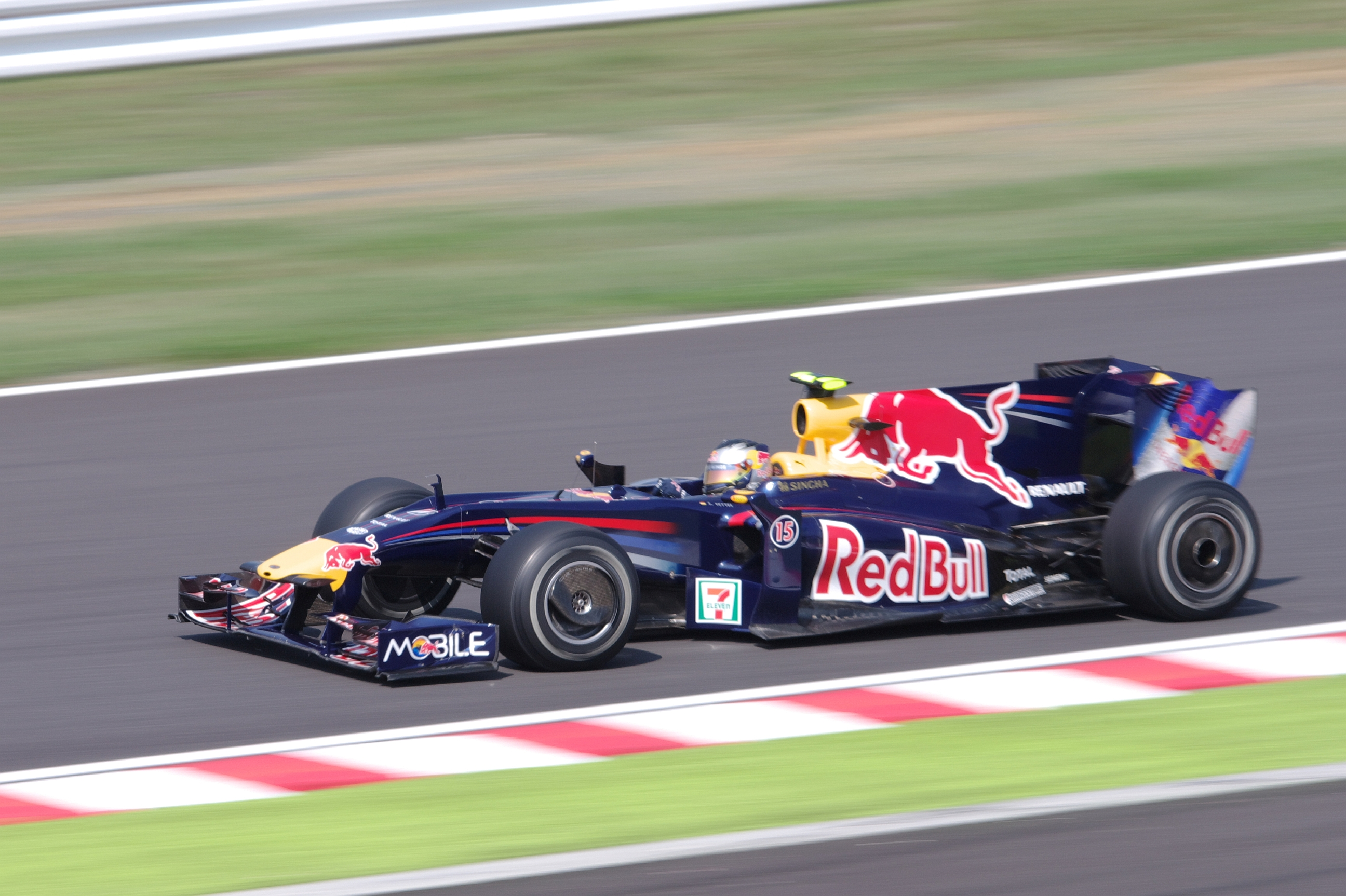
Brawn GP manque d'être sacré champion des constructeurs dès Suzuka pour un demi-point à cause de la victoire de Sebastian Vettel.

Avec quinze points d'avance sur Barrichello, Button, qui mène le classement des pilotes avec 84 points, peut être sacré champion du monde dès la manche suivante, qui a lieu au Japon, une semaine après le Grand Prix de Singapour. Pour ce faire, il doit soit remporter la course et Barrichello finir au mieux quatrième, soit terminer deuxième et Barrichello finir sixième, soit terminer troisième et Barrichello finir huitième, soit terminer quatrième et Barrichello finir hors des points. De son côté, Brawn GP, avec 153 points, soit 42,5 d'avance sur Red Bull Racing, peut être titrée championne du monde des constructeurs si elle maintient un écart de 36 points avec l'écurie autrichienne à l'issue de ce Grand Prix. Toutefois, Button préfère ne pas penser au titre et ainsi prendre des risques inutiles à Suzuka pour le conquérir.
Lors des premiers essais libres de l'épreuve japonaise, les pilotes évoluent sur une piste humide. Dans ces conditions, Barrichello réalise le neuvième meilleur temps à 1,5 seconde de Heikki Kovalainen, alors que son équipier pointe au dix-huitième rang à trois secondes du Finlandais. L'après-midi, les pilotes Brawn GP prennent les deux dernières places, choisissant de ne pas prendre part à la séance disputée sous la pluie, eu égard aux prévisions météorologiques qui annoncent des qualifications et une course sèches,. La dernière séance d'essais libres voit Barrichello prendre la septième place, à sept dixièmes de Jarno Trulli, devançant Button, neuvième, de deux dixièmes.
Malgré ces performances modestes, Brawn GP se montre capable de se battre pour la pole position, Button et Barrichello réalisant respectivement les deuxième et troisième meilleurs temps des première et deuxième phases de qualifications. La dernière partie de la séance est plus délicate puisque Kovalainen provoque un drapeau rouge en écrasant sa McLaren MP4-24 contre le mur. Button ne dispose que d'un tour rapide et perd du temps dans le premier secteur. Il se qualifie en septième place, en 1 min 32 s 962, à huit dixièmes de la pole position établie par Sebastian Vettel. Son équipier, qui dispose de plus d'appui, prend la cinquième place sur la grille, tournant en 1 min 32 s 660,. Toutefois, les deux pilotes Brawn GP, ainsi que Fernando Alonso et Adrian Sutil, sont pénalisés de cinq places sur la grille pour ne pas avoir suffisamment ralenti sous le drapeau jaune agité à la suite de l'accident du pilote Toro Rosso Sébastien Buemi en Q2. Les pénalités successives infligées à Buemi, Kovalainen et Vitantonio Liuzzi font que Barrichello hérite de la sixième place sur la grille, devant Button, dixième,.
En course, Button perd une place au profit de Kovalainen, mais la récupère en passant Robert Kubica. Il est ensuite bloqué par le pilote McLaren et Sutil. Barrichello conserve sa sixième place initiale jusqu'au quinzième tour, lors duquel commencent les premiers passages aux stands. Le Brésilien s'arrête au dix-huitième tour et repart neuvième tandis que son équipier a ravitaillé au tour précédent pour repartir en quatorzième position. Le Britannique opère alors une remontée qui lui permet d'atteindre la sixième place au trente-septième tour, tandis que Barrichello est quatrième. À la suite de leur second arrêt, le pilote Toro Rosso Jaime Alguersuari est victime d'un accident au virage du 130R, provoquant la sortie de la voiture de sécurité. Barrichello, septième, et Button, huitième, conservent ces positions jusqu'à l'arrivée, la ralliant à dix secondes du vainqueur Sebastian Vettel,.
À l'issue de ce Grand Prix, Button mène le championnat des pilotes avec 85 points, devant Barrichello qui en compte 71 et Vettel qui en possède 69. Avec 156 points, Brawn GP conserve la tête du championnat des constructeurs devant Red Bull Racing (120,5 points) et n'a raté le titre au Japon que pour un demi-point. La victoire finale lui semble toutefois assurée, l'écurie autrichienne étant contrainte de faire un doublé lors des deux dernières courses sans que Brawn GP ne marque de points pour espérer ravir le titre à l'équipe de Brackley. Button peut remporter directement le titre au Brésil s'il termine sur le podium. Dans le cas contraire, Barrichello et Vettel doivent respectivement finir dans les quatre et les deux premiers pour se maintenir dans la course au titre,.

### Champions du monde au Brésil
Les ambitions des pilotes Brawn GP sont différentes à Interlagos. D'un côté, Jenson Button entend remporter son premier titre de champion du monde de Formule 1. De l'autre, Rubens Barrichello espère se maintenir dans la course au titre et remporter son Grand Prix national, ce qu'il n'a jamais réussi depuis son arrivée dans la discipline en 1993. Lors des premiers essais libres du Grand Prix du Brésil, le Brésilien obtient le deuxième meilleur temps de la séance, à quatre dixièmes de Mark Webber, alors que Button, trois dixièmes plus lent encore, est septième. L'après-midi, l'écart entre le premier et le dernier de la séance n'est que de neuf dixièmes. Toutefois, Barrichello est troisième à un dixième de Fernando Alonso, devançant de peu son équipier, cinquième. Enfin, lors de la dernière séance, le Britannique réalise le troisième meilleur temps à une seconde de Nico Rosberg, tandis que Barrichello est quatorzième à deux secondes et demi de son équipier.
Comme pour les essais libres, les qualifications sont organisées dans des conditions de piste humides. Si les pilotes Brawn GP passent facilement la première partie de la séance, ce n'est pas le cas pour Sebastian Vettel, Heikki Kovalainen et Lewis Hamilton, qui prennent les seizième, dix-septième et dix-huitième places sur la grille, faisant les affaires de Button pour la course au titre. La pluie interrompt la qualification pour une heure. Le Britannique, qui ne tente pas de chausser les gommes intermédiaires, contrairement à ses concurrents, en profite pour modifier la pression de ses pneus pluie, mais cela les détruit en deux tours, ne le permettant pas de se qualifier pour la dernière partie de la séance. Il prend donc la quatorzième place, en 1 min 22 s 504. Barrichello, dixième temps de la Q2, accède à la Q3 et décroche la pole position pour la première fois depuis le Grand Prix du Brésil 2004, avec un temps en 1 min 19 s 576,.
Barrichello conserve la tête de la course jusqu'au vingtième tour, où il est dépassé par Mark Webber. Button prend un bon départ et se retrouve neuvième à la fin du premier tour, puis septième au septième tour. Après son premier arrêt, le Brésilien se retrouve derrière l'Australien et Robert Kubica, tandis que son équipier continue sa remontée dans le classement. À neuf boucles de l'arrivée, Hamilton prend le meilleur sur Barrichello pour le compte de la troisième place, mais les deux monoplaces se touchent, provoquant une crevaison sur la BGP 001. Le Brésilien observe un arrêt supplémentaire et repart huitième, place qu'il conserve jusqu'à l'arrivée. Button termine cinquième, juste derrière Vettel, remportant ainsi le championnat du monde. Congratulé d'abord par son équipier et son équipe, Button reçoit les félicitations de Bernie Ecclestone, qui souhaitait voir Button gagner le titre à Abou Dabi : « Tu n'as pas écouté. Tu n'as pas suivi les ordres. Je voulais que tu l'aies sur le fil ». Brawn GP fête son titre de champion du monde des constructeurs, remporté par la même occasion dans une discothèque de Sao Paulo réservée par un commanditaire de l'écurie. Button rentre rapidement au Royaume-Uni avec le jet privé que lui a prêté Barrichello pour l'occasion,.

### Baroud d'honneur à Abou Dabi
Après le succès de Brawn GP, Richard Branson, le propriétaire de Virgin Group, déclare qu'aucune décision concernant son partenariat avec Brawn GP ne sera prise avant la fin de la saison, bien qu'il soit lié à Manor Motorsport, qui intègre le championnat en 2010. Des rumeurs annoncent en outre que le pétrolier Exxon Mobil, partenaire de McLaren depuis 1994, souhaite sponsoriser Brawn GP à partir de 2010.
Pour le dernier Grand Prix de la saison, disputé à Abou Dabi sur le nouveau circuit Yas Marina, Brawn GP n'apporte aucune évolution à sa monoplace. Durant les essais du vendredi matin, Button réalise le deuxième temps, à un dixième de Lewis Hamilton, tandis que Button pointe à la quatrième place, deux dixièmes derrière son équipier. L'après-midi, le Britannique rétrograde au troisième rang, à deux dixièmes de Heikki Kovalainen, mais domine Barrichello, huitième, de trois dixièmes. Enfin, pour la dernière séance, Button réalise le meilleur temps et Barrichello remonte en troisième position.

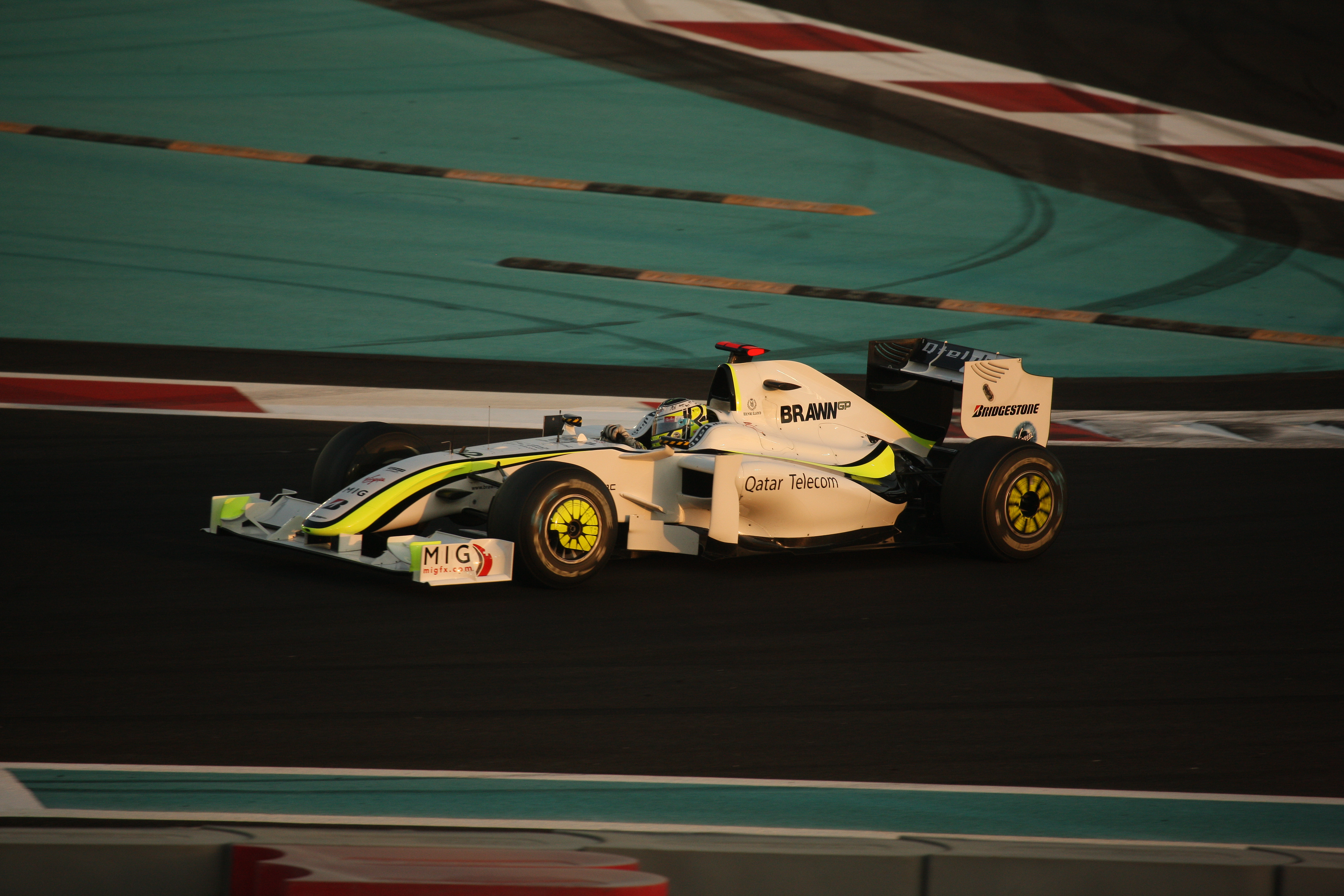
Jenson Button, sous la lumière crépusculaire du Grand Prix d'Abou Dabi où il monte sur la troisième marche du podium.

Les qualifications voient Hamilton, dominateur depuis la veille, réaliser la pole position. Atteignant la dernière partie de la séance avec aisance, Barrichello obtient le quatrième temps, en 1 min 41 s 786, à huit dixièmes du pilote McLaren et derrière Sebastian Vettel, à qui il souhaite ravir la deuxième place au championnat des pilotes qu'il a perdue au Brésil. Button, lourdement chargé en carburant, souffrant de sous-virage et vibrations lors de ses freinages, se qualifie cinquième, en 1 min 41 s 892,,.
La première course de l'histoire du championnat du monde de Formule 1 dont le départ est donné au crépuscule et l'arrivée de nuit prend des allures de procession. Button et Barrichello conservent leur position jusqu'à leur premier arrêt aux seizième et dix-septième tours, avant de les récupérer au vingt-et-unième tour. Ils profitent de l'abandon d'Hamilton pour remonter d'une place et terminer finalement troisième et quatrième, derrière Vettel et Mark Webber. Avec 77 points, le Brésilien conserve la troisième place du championnat du monde des pilotes, derrière Vettel, qui en compte 84,.
Alors que Barrichello est en partance pour Williams F1 Team et Button pour McLaren Racing, le 16 novembre 2009, l'écurie est rachetée à 75,1 % par son motoriste Mercedes, qui la renomme Mercedes Grand Prix. Les propriétaires fondateurs, dont Ross Brawn et Nick Fry, conservent 24,9 %,,. En février 2011, les 24,9 % restants changent de main ; Daimler possède aujourd'hui 60 % du capital de l'équipe, et Aabar 40 %.
En novembre 2009, Loïc Bigois reçoit le prix Dino Toso, récompensant le meilleur aérodynamicien de la saison, pour l'aérodynamique très travaillée de la BGP 001. L'ingénieur français associe toute l'écurie à cette récompense, déclarant que « les résultats viennent du travail d'une équipe, d'un département complet et pas seulement d'un individu ».

## Avenir des monoplaces

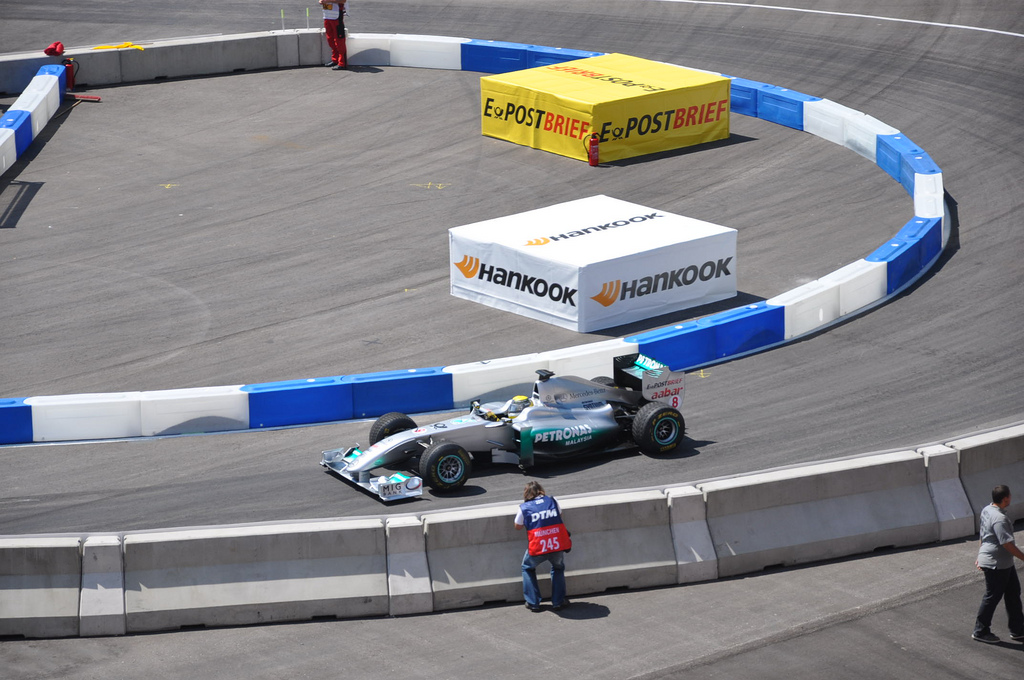
La Brawn BGP 001 arborant la livrée de la Mercedes-Benz MGP W02 en démonstration dans le stade olympique de Munich.

Au total, trois exemplaires de la monoplaces ont été fabriqués, dénommés 01, 02 et 03. La Brawn BGP 001 est utilisée officiellement pour la dernière fois lors des essais réservés aux jeunes pilotes, organisés du 1er au 3 décembre 2009 sur le circuit de Jerez. Elle est pilotée par le Britannique Mike Conway, qui évolue en IndyCar Series, et le Suédois Marcus Ericsson, vainqueur du championnat du Japon de Formule 3 2009. Bien plus expérimenté qu'Ericsson, Conway le domine largement tout au long de ces essais.
Alors que Brawn GP a été racheté par Mercedes-Benz, la firme allemande présente sa nouvelle écurie, Mercedes Grand Prix et la livrée qu'arborera la Mercedes-Benz MGP W01 sur une Brawn BGP 001.
Le châssis BGP 001-02, piloté par Jenson Button, est conservé par Ross Brawn. Il reprend la piste lors d'une démonstration au festival de vitesse de Goodwood en 2016, aux mains de l'ancien pilote de Formule 1 Martin Brundle, puis en 2019,.
Un autre châssis appartient à Button depuis 2010, conformément à son contrat qui stipule qu’un exemplaire de la BGP 001 lui reviendrait en cas de victoire au championnat, pour compenser sa diminution de salaire. Mercedes Grand Prix n'a d'abord pas voulu honorer cette clause, au motif que les pièces de rechange ne sont pas suffisantes et qu'un châssis sera construit spécialement pour Button. Ce dernier refuse cette offre, arguant que cela ne vaut pas le châssis qu'il a piloté en 2009, et menace Mercedes d'une action en justice. Finalement, l'écurie allemande cède un châssis original au Britannique.
La Brawn appartenant à Jenson Button est mise aux enchères par la maison Bonhams à l'occasion du Grand Prix automobile de Miami 2025. Elle est vendue 3,8 millions de dollars. 

## Résultats en championnat du monde de Formule 1
| Saison | Écurie                    | Moteur                | Pneus       | Pilotes            | Courses | Courses | Courses | Courses | Courses | Courses | Courses | Courses | Courses | Courses | Courses | Courses | Courses | Courses | Courses | Courses | Courses | Points inscrits | Classement |
| Saison | Écurie                    | Moteur                | Pneus       | Pilotes            | 1       | 2       | 3       | 4       | 5       | 6       | 7       | 8       | 9       | 10      | 11      | 12      | 13      | 14      | 15      | 16      | 17      | Points inscrits | Classement |
| ------ | ------------------------- | --------------------- | ----------- | ------------------ | ------- | ------- | ------- | ------- | ------- | ------- | ------- | ------- | ------- | ------- | ------- | ------- | ------- | ------- | ------- | ------- | ------- | --------------- | ---------- |
| 2009   | Brawn GP Formula One Team | Mercedes-Benz FO 108W | Bridgestone |                    | AUS     | MAL*    | CHI     | BAH     | ESP     | MON     | TUR     | GBR     | ALL     | HON     | EUR     | BEL     | ITA     | SIN     | JAP     | BRÉ     | ABU     | 172             | Champion   |
| 2009   | Brawn GP Formula One Team | Mercedes-Benz FO 108W | Bridgestone | Jenson Button      | 1er     | 1er     | 3e      | 1er     | 1er     | 1er     | 1er     | 6e      | 5e      | 7e      | 7e      | Abd     | 2e      | 5e      | 8e      | 5e      | 3e      | 172             | Champion   |
| 2009   | Brawn GP Formula One Team | Mercedes-Benz FO 108W | Bridgestone | Rubens Barrichello | 2e      | 5e      | 4e      | 5e      | 2e      | 2e      | Abd     | 3e      | 6e      | 10e     | 1er     | 7e      | 1er     | 6e      | 7e      | 8e      | 4e      | 172             | Champion   |

Légende : ici 
* : La moitié des points a été distribuée parce que la course a été réduite de moins de 75 % de la distance de la course.